# Sri Lanka
Sri Lanka, oficialmente la República Democrática Socialista de Sri Lanka, es un país soberano insular de Asia del Sur, cuya forma de gobierno es la república semipresidencialista. Su territorio está organizado en nueve provincias y veinticuatro distritos. Sus capitales son Kotte; que alberga la sede del poder legislativo y Colombo; que alberga la sede de los poderes ejecutivo y judicial, siendo este último la ciudad más poblada y sede del gobierno del país.
La isla se conocía en la Antigüedad como «Lanka», «Lankadvīpa», «Simoundou», «Taprobane», «Serendib» y «Selan», llegando a ser denominada popularmente como la «isla de los mil nombres». Durante su colonización, tomó el nombre de Ceilán, que se siguió utilizando posteriormente. Su particular forma y su cercanía a la India hicieron que se la llamase «la lágrima de la India».
Debido a su ubicación en el camino de las principales rutas marítimas, Sri Lanka es un vínculo naval estratégico entre Asia occidental y el sudeste asiático, y ha sido un centro de la religión y la cultura budista de la Antigüedad. Hoy en día es un país multirreligioso y multiétnico, en el que casi un tercio de la población es seguidor de religiones distintas al budismo, en especial el hinduismo, el cristianismo y el islam. La comunidad cingalesa es la mayoritaria. Los tamiles, que se concentran en el norte y el este de la isla, son la minoría étnica más importante. Otras comunidades incluyen los musulmanes árabes, malayos y los burghers.
Famosa por la producción y exportación de canela, té, café, caucho y coco, Sri Lanka cuenta con una progresiva y moderna economía industrial y el ingreso per cápita más alto de Asia meridional. La belleza natural de sus bosques tropicales, playas y paisaje, así como su rico patrimonio cultural, la convierten en un destino turístico de fama mundial.
Después de más de dos mil años de gobiernos locales por reinos, Portugal y los Países Bajos conquistaron partes de Sri Lanka a partir del siglo XVI, antes de ceder el país al Imperio británico en 1815. Durante la Segunda Guerra Mundial, Sri Lanka sirvió como una base importante para las fuerzas aliadas en la lucha contra el Imperio japonés. A principios del siglo XX surgió un movimiento político nacionalista en el país con el fin de obtener la independencia política, que el Reino Unido finalmente concedió después de las negociaciones de paz en 1948.
La historia de Sri Lanka ha estado marcada durante más de dos décadas por un conflicto étnico entre el gobierno nacional y el movimiento insurgente de los Tigres de Liberación del Eelam Tamil. A inicios de 2002, los dos bandos en conflicto acordaron un alto al fuego, el cual fue roto en reiteradas oportunidades por ambas partes. A principios de 2009, el gobierno nacional inició una ofensiva contra los Tigres, que duró varios meses y resultó en la aniquilación de la guerrilla y la muerte de sus altos mandos, pero a un altísimo costo de vidas civiles.

## Historia

### Antigüedad y Edad Media
Los habitantes prehistóricos de Sri Lanka fueron los veddahs. Los cingaleses llegaron a la isla en el siglo IV a. C., probablemente de la parte norte de la India, y desarrollaron una civilización con ciudades como Anuradhapura y Polonnaruwa.
La población tamil de la parte sur de India también llegó a la isla, pero se desconoce la época, el modo y la cantidad. En el siglo XIII, hubo una sociedad tamil en el norte y muchas comunidades pesqueras a lo largo de la costa norte de la isla. Los tamiles desarrollaron una cultura y una política distintas a las de los cingaleses. Las relaciones entre ambos pueblos siempre fueron complejas, con guerras y ceses del fuego e invasiones en ambas direcciones.
El budismo se introdujo en la isla en el siglo III a. C. El budismo forjó una nueva civilización en Sri Lanka tras la llegada del Arahat Mahinda Thera, hijo del emperador Asoka, que gobernaba el Imperio Magadha en la India. Devanampiya Thissa, el rey en la época de la llegada de Mahinda Thera, abrazó el budismo y facilitó su desarrollo con la construcción de templos a lo largo del país.
Los gobernantes del sur de India, mayormente descendientes de los tamiles, atacaron Sri Lanka varias veces a partir del siglo III a. C. Ocasionalmente, tales invasiones daban como resultado la instauración de un gobierno tamil en la parte septentrional de la isla durante algún tiempo. En sentido contrario, varios reyes cingaleses retomaron la capital y replegaron la invasión tamil.

### Colonización europea

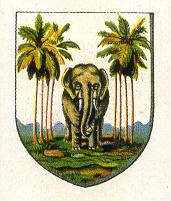
Escudo colonial del Ceilán británico.

En el año 1505 se presentó una flota portuguesa bajo las órdenes de Lourenço de Almeida. La capital se fijó luego en Sri Jayewardenepura (Kotte) cuando las regiones costeras fueron ocupadas por los portugueses en el siglo XVI. En 1517, otro portugués, Lopo Soares de Albergaria, obtuvo permiso del rey de Kotte para fundar una colonia.
La dominación de los portugueses fue larga, hasta la llegada en 1602 de la expedición neerlandesa de Joris van Spilbergen. Los neerlandeses lograron fundar una colonia en Kottiar, pero fueron expulsados por los portugueses. Una nueva expedición neerlandesa destruyó en 1638-1639 los fuertes portugueses del este de la isla y fue conquistando poco a poco todo el territorio.
Ambos países ocuparon la línea costera, mientras que el interior de la isla se mantuvo independiente, con su capital en la ciudad de Kandy.
Los británicos también estuvieron interesados en controlar la isla, enviando en 1763 una embajada al rey de Kandy desde Madrás (India), sin obtener ningún resultado. Luego lo intentaron nuevamente a través de Monroe, quien en 1782 se apoderó de Trincomalee, territorio que poco después fue conquistado por los franceses y restituido a los Países Bajos. En 1795, otra expedición británica, bajo las órdenes de Stewart, llegó de Madrás y volvió a ocupar Trincomalee. Más tarde, hicieron lo mismo con Jaffna, Kalpitaya, Nigamuva y Colombo, expulsando de estos territorios a los neerlandeses.
El Imperio británico ocupó toda la isla en 1796, según las cartas de Kew, por lo que Sri Lanka se convirtió oficialmente en una colonia en 1802, a través de la Paz de Amiens, adoptando el nombre de Ceilán (Ceylon en inglés) y anexionándose a la presidencia de Madrás.
Entre 1817 y 1848 se produjeron diferentes sublevaciones que fueron severamente reprimidas. La última de ellas, que fue la más sangrienta, estuvo promovida por los budistas enemigos del gobierno de Lord Torrington. Los sublevados fueron aniquilados casi en su totalidad.

### Independencia

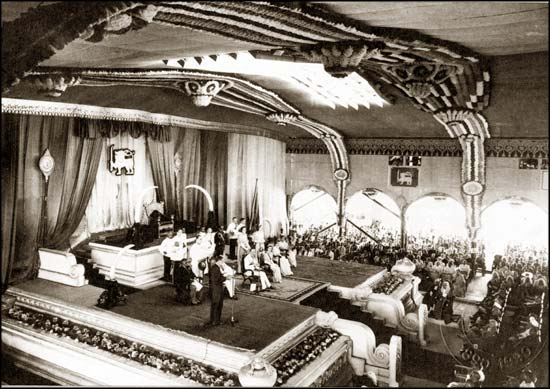
La ceremonia formal que marcó el inicio del autogobierno completo del país, el 2 de octubre de 1947, celebrada en el Salón conmemorativo de la Independencia.

Ceilán adquirió su independencia en 1948. En 1972 cambió su nombre a Sri Lanka y pasó a ser una república, cortando sus últimos lazos con Gran Bretaña. En 1978, la capital legislativa y judicial fue mudada de Colombo a Kotte. También se cambió la bandera, acogiendo una representación de las poblaciones minoritarias tamil y musulmana (barras naranja y verde del costado izquierdo de la bandera).
Las tensiones entre la mayoría cingalesa y la minoría tamil empezaron en 1983, después del asesinato de 13 soldados del ejército de Sri Lanka en Jaffna. Este hecho provocó revueltas en todo el país y la muerte de cientos de tamiles en tan solo tres días; muchos de ellos se convirtieron en refugiados. Decenas de miles de habitantes han muerto en ambos bandos durante la guerra étnica que lleva marcando la historia de este país.
Se firmó un alto el fuego en diciembre de 2001, y se inició un proceso de paz en que Noruega actuó como mediadora. La LTTE fue declarada un movimiento terrorista por los Estados Unidos, el Reino Unido, Australia, Italia, India y Canadá, dentro de la lucha antiterrorista mundial que se inició en ese año. Esta situación contribuyó a que dicho movimiento haya aceptado un alto el fuego.
El tsunami de diciembre de 2004 tuvo graves efectos: las costas sur y este quedaron devastadas, decenas de miles de personas fallecieron y una gran parte de la población quedó desplazada.
El 21 de abril de 2019 sufrió el peor ataque terrorista de su historia, en los cuales perdieron la vida 290 personas en una cadena de atentados en cuatro hoteles de lujo y en tres iglesias.
A partir de 2021 atravesó una crisis económica debido a la pandemia de COVID-19, al mal manejo económico del país, que ha causado una crisis de liquidez, la escasez de bienes de consumo y un sentimiento de malestar generalizado. Tal situación desembocó en el asalto al palacio presidencial y la dimisión del presidente y del primer ministro en 2022.
El 23 de septiembre de 2024, Anura Kumara Dissanayake fue juramentado como nuevo presidente de Sri Lanka después de ganar las elecciones presidenciales como candidato de la alianza izquierdista Poder Popular Nacional (NPP).  El 14 de noviembre de 2024, el NPP recibió una mayoría de dos tercios en el parlamento en las elecciones parlamentarias de Sri Lanka.

## Gobierno y política

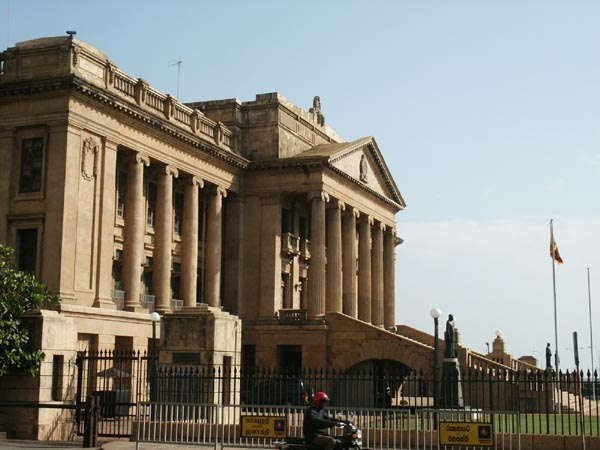
El antiguo edificio del parlamento de Sri Lanka en Colombo, capital del país, hoy es la sede de la secretaría presidencial.

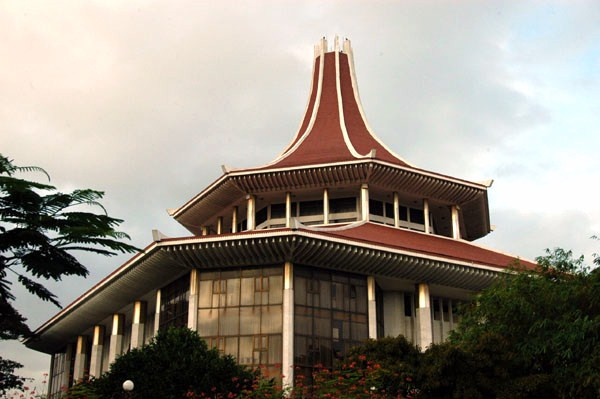
La suprema Corte de Sri Lanka.

La Constitución de Sri Lanka establece un estado unitario de régimen democrático: la República Socialista de Sri Lanka. El sistema de gobierno es semipresidencialista. El presidente de la República es también jefe de Estado, comandante en jefe de las fuerzas armadas y presidente del gobierno (conjuntamente con el primer ministro), y es elegido popularmente por un término de cinco años. En el ejercicio de sus deberes, el presidente rinde cuentas al Parlamento, que es una legislatura unicameral de 225 miembros. El presidente designa su gabinete de ministros entre los diputados elegidos. El primer ministro dirige el partido gobernante en el Parlamento y comparte muchas responsabilidades ejecutivas, principalmente en asuntos domésticos.
Al Parlamento le corresponde el poder legislativo. Los diputados son elegidos por sufragio universal. Las elecciones se celebran cada cinco años. La representación parlamentaria está basada en un sistema proporcional por distritos, con una particular regla: el partido que recibe la mayoría de la votación en cada distrito electoral, gana además un «escaño extraordinario». El presidente puede convocar, suspender o clausurar una sesión legislativa y disolver el Parlamento en cualquier momento tras su primer año de sesión.
El 1 de julio de 1960, el pueblo de Sri Lanka eligió a la primera mujer nombrada primera ministra en el mundo: Sirimavo Bandaranaike. Su hija, Chandrika Kumaratunga, ha servido en varios gobiernos como primera ministra y como presidente entre 1999 y 2005.
Sri Lanka ha gozado, junto con India, del período más largo de democracia parlamentaria en un país no occidental. La política en Sri Lanka está controlada por coaliciones rivales dirigidas por el Frente Nueva Democracia, una agrupación de Izquierda y por la Alianza de Partidos Unidos por la Libertad, ubicado en el centro-derecha. Existen otros partidos minoritarios, como el Partido Budista, el Partido Socialista y los partidos nacionalistas tamiles, que se oponen al separatismo de los Tigres de la Liberación Tamil Eelam, pero demandan autonomía y mayores derechos regionales.
Desde 1948, Sri Lanka es miembro de la Organización de Naciones Unidas. También forma parte del Movimiento de Países no Alineados, del Plan Colombo, del Foro de Cooperación Económica Asia-Pacífico y de la Asociación Sudasiática para la Cooperación Regional.

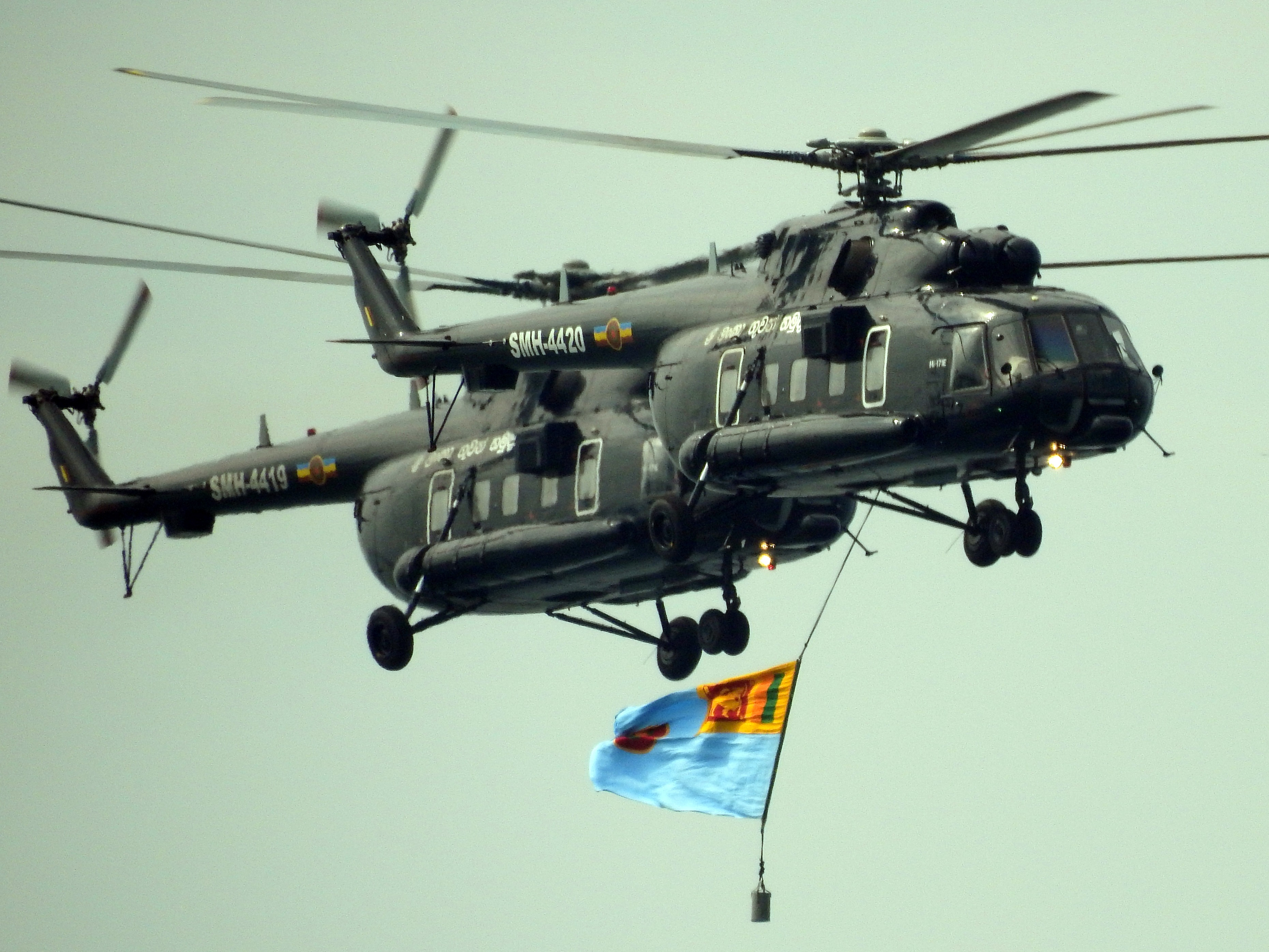
Helicópteros Mil Mi-17 de la Fuerza Aérea de Sri Lanka

Durante la Guerra Fría, Sri Lanka siguió una política exterior de no alineamiento, acercando sus posiciones a Estados Unidos y a Europa Occidental.

### Fuerzas armadas
Las Fuerzas Armadas de Sri Lanka, bajo la dirección del Ministerio de Defensa, están compuestas por el Ejército, la Armada y la Fuerza Aérea. Desde los años ochenta, el ejército ha dirigido la respuesta del gobierno contra los militantes marxistas del JVP y ahora las fuerzas militantes de la agrupación Tigres de la Liberación Tamil Eelam. Sri Lanka recibe ayuda militar considerable de Pakistán, China, los Estados Unidos y el Reino Unido.
El Ejército de Sri Lanka está organizado en tres ramas bajo el Ministerio de Defensa: Ejército, Armada y Fuerzas Aéreas. Desde su independencia, sin embargo, sus misiones primarias han sido medidas antiinsurrectivas, contra los grupos armados dentro del país, sobre todo el LTTE, y en un punto del grupo rebelde, nacionalista y anterior, JVP.

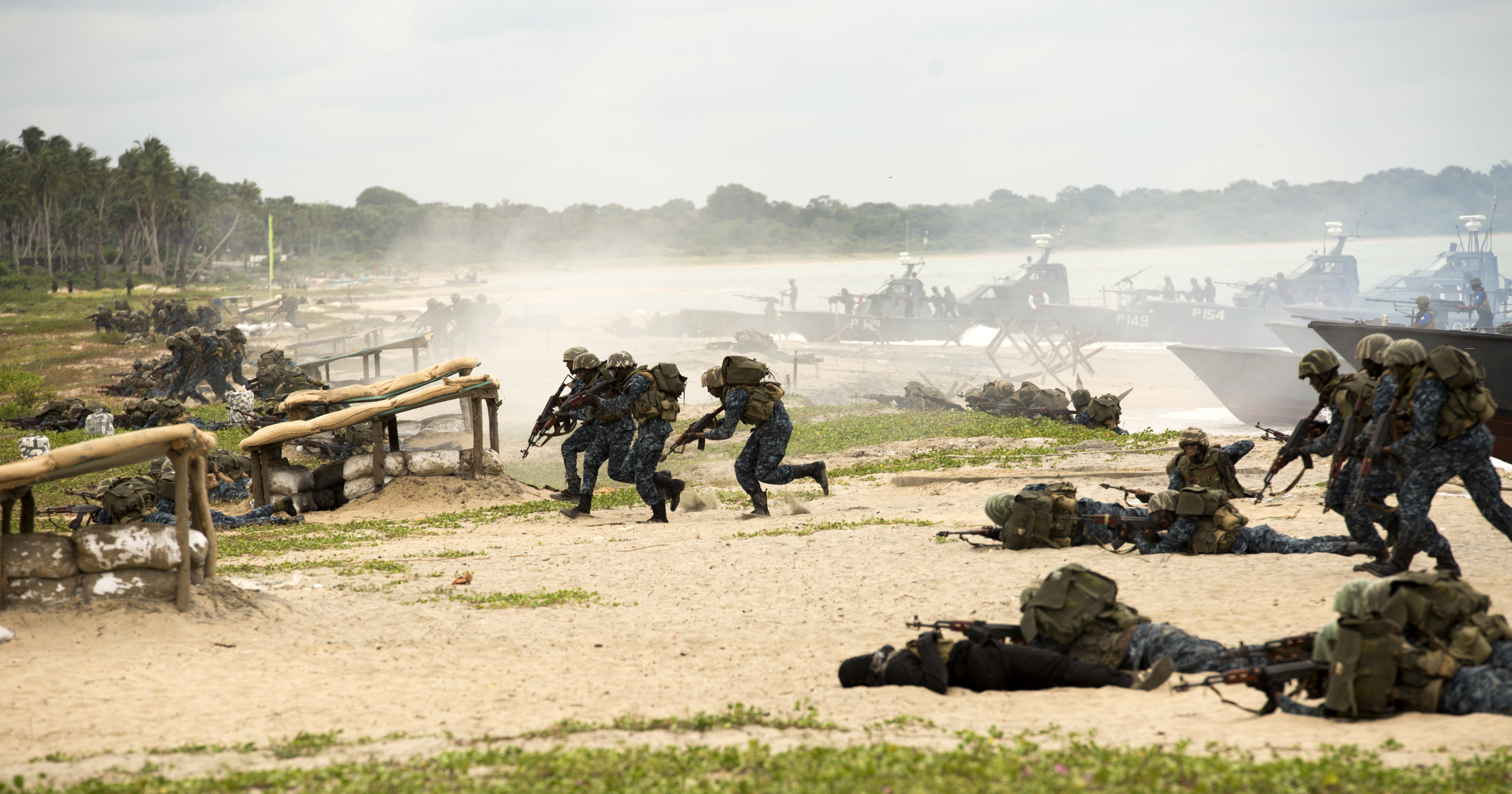
Marines de Sri Lanka durante un ejercicio militar

Creció de una fuerza ceremonial después de la independencia del Imperio británico a una fuerza armada sumamente adiestrada y muy motivada. La instrucción y la sofisticación de las fuerzas armadas esrilanquesas han contribuido a librar duras batallas contra uno de los grupos armados más peligrosos del mundo, los LTTE, que está clasificada como organización terrorista en 32 países aproximadamente. El Ejército de Sri Lanka ha tomado parte en muchas guerras a través de su historia, inclusive en la segunda guerras de los bóeres y ambas guerras mundiales (bajo las órdenes de los británicos). Hoy en día se destacan por haber combatido las guerrillas separatistas del norte, quienes atacaban con las famosas "Gatas Negras": mujeres que realizan ataques suicidas abrazando a sus víctimas antes de detonarse.

### Política exterior
Sri Lanka ha hecho hincapié en su principio de "amistad hacia todos, enemistad hacia ninguno" en su diplomacia.

Desde la década de 1950, Sri Lanka ha seguido una política exterior no alineada y no toma partido por las grandes potencias. Desde el final de la Guerra Fría en Asia, el país ha buscado mejorar sus relaciones con todas las grandes potencias y trata de estrechar sus lazos diplomáticos, económicos y militares con China, India, Pakistán, Rusia, Estados Unidos, Japón, Corea del Sur y la Unión Europea. Sri Lanka también ha estrechado lazos con los Estados miembros de la Asociación de Naciones del Sudeste Asiático (ASEAN), la Unión Africana y la Liga Árabe.

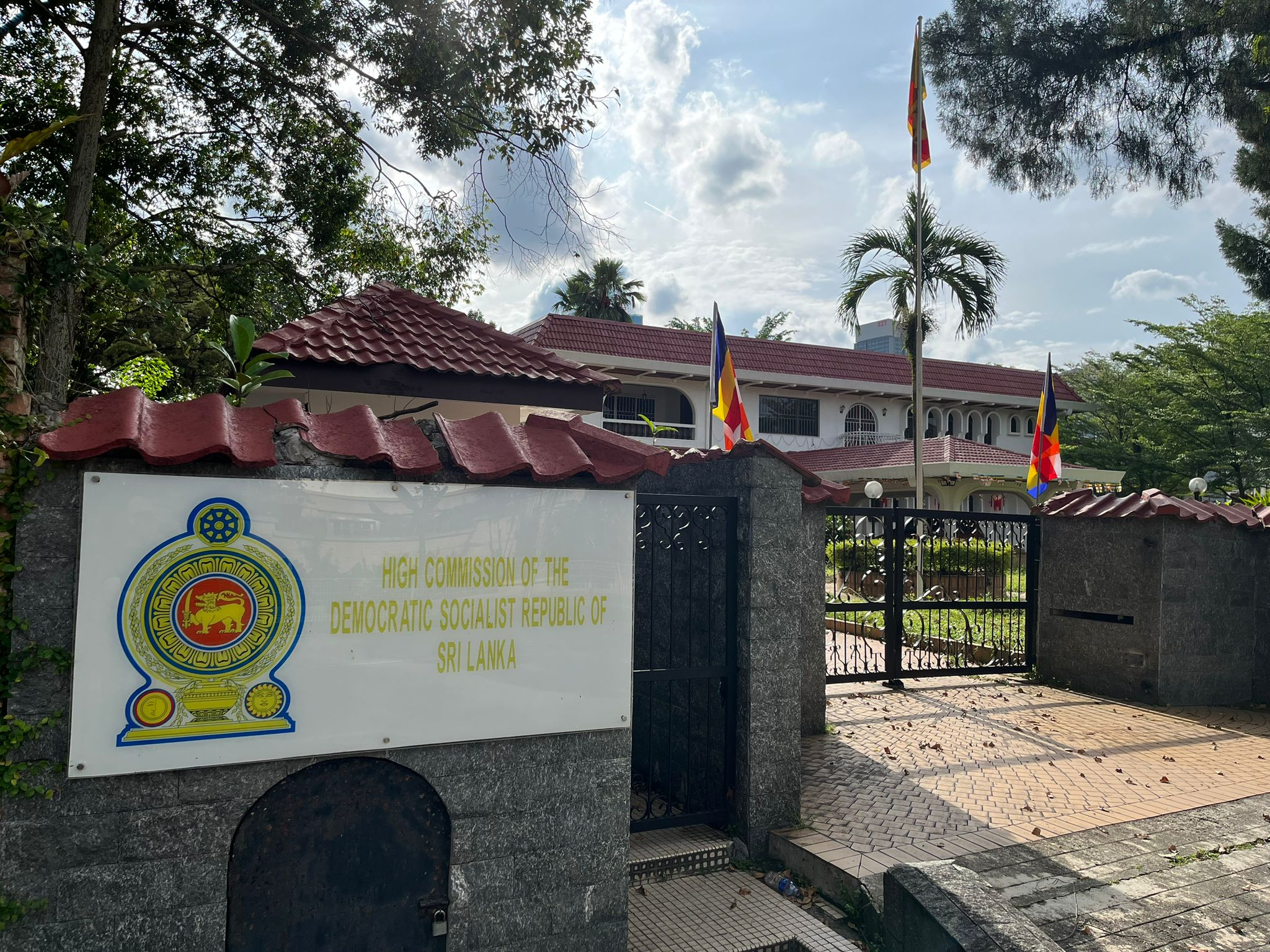
Embajada de Sri Lanka en Kuala Lumpur, Malasia

Sri Lanka participa en la diplomacia multilateral, sobre todo en las Naciones Unidas, donde trata de promover la soberanía, la independencia y el desarrollo en el mundo en desarrollo. Sri Lanka fue miembro fundador del Movimiento de Países No Alineados (MNOAL). También es miembro de la Mancomunidad de Naciones, la Asociación de Asia Meridional para la Cooperación Regional (SAARC), el Banco Mundial, el Fondo Monetario Internacional (FMI), el Banco Asiático de Desarrollo (BAD), la Organización de Cooperación de Shanghái (como socio de diálogo) y el Plan Colombo. Sri Lanka sigue participando activamente en el MNOAL, al tiempo que subraya la importancia que concede al regionalismo desempeñando un papel importante en la SAARC.
El objetivo proclamado de la política exterior de Sri Lanka es mantener un país fuerte, independiente, poderoso y unitario.
La política exterior de Sri Lanka se ha basado en el interés nacional. En un período de cambios rápidos y continuos, la política exterior debe ser capaz de responder de forma óptima a los nuevos retos y oportunidades. Tiene que ser parte integrante del esfuerzo más amplio de construir las capacidades de la nación mediante el desarrollo económico, el fortalecimiento del tejido social y el bienestar de la población y la protección de la soberanía y la integridad territorial de Sri Lanka. La política exterior de Sri Lanka es un compromiso de futuro con el resto del mundo, basado en una evaluación rigurosa, realista y contemporánea del entorno geopolítico y económico bilateral, regional y mundial.

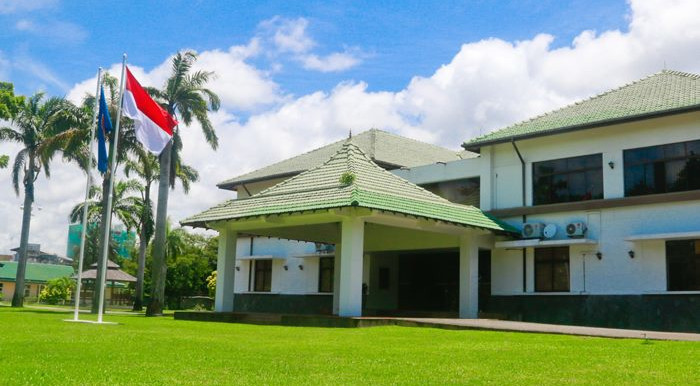
Embajada de Indonesia en Colombo, Sri Lanka

La ayuda estadounidense ha superado los 2000 millones de dólares desde la independencia de Sri Lanka en 1948. A través de la Agencia de Estados Unidos para el Desarrollo Internacional (USAID), ha contribuido al crecimiento económico de Sri Lanka con proyectos destinados a reducir el desempleo, mejorar la vivienda, desarrollar la Bolsa de Colombo, modernizar el sistema judicial y mejorar la competitividad. Además, la Oficina Internacional de Radiodifusión (IBB) gestiona una emisora de radio en Sri Lanka.
En la Conferencia de Donantes de Tokio sobre Sri Lanka, celebrada en junio de 2003, Estados Unidos prometió 54 millones de dólares, incluidos 40,4 millones de USAID. Tras el tsunami de 2004, Estados Unidos aportó 135 millones de dólares en ayuda de emergencia y reconstrucción.
En febrero de 2020, el Departamento de Estado estadounidense prohibió al jefe del ejército de Sri Lanka, Shavendra Silva, entrar en Estados Unidos por presuntas violaciones de los derechos humanos durante la fase final de la guerra civil de Sri Lanka. El gobierno de Sri Lanka se opuso a las sanciones: "El Gobierno de Sri Lanka se opone firmemente a la imposición de restricciones de viaje al teniente general Silva y a los miembros de su familia inmediata por parte del Gobierno de Estados Unidos, basadas en información independiente no verificada".
Hay una embajada china en Colombo y una embajada de Sri Lanka en Pekín. Los lazos históricos y culturales entre ambos países se remontan a cientos de años.
Los lazos diplomáticos entre Sri Lanka y China han sido muy estrechos, especialmente durante los gobiernos del Partido de la Libertad de Sri Lanka. El 7 de febrero de 1957, China y Sri Lanka establecieron relaciones diplomáticas. En 1996, la entonces presidenta de Sri Lanka, Chandrika Bandaranaike Kumaratunga, realizó una visita de Estado a China invitada por el entonces presidente chino, Jiang Zemin. Ambas partes firmaron dos acuerdos para mejorar la cooperación económica. 

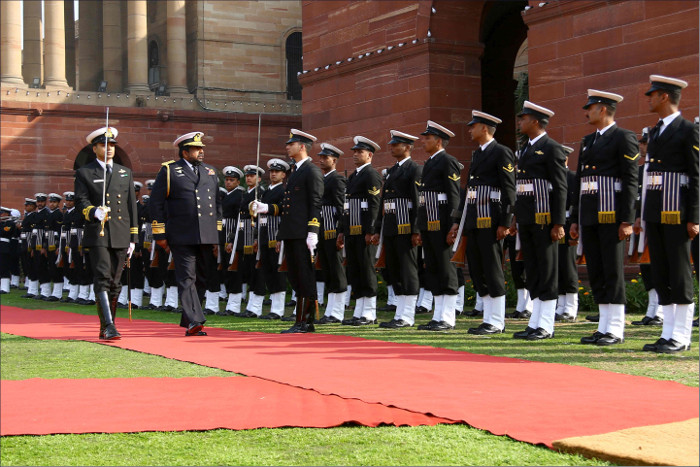
El Vicealmirante RC Wijegunaratne, Comandante de la Armada de Sri Lanka, visita la India en 2017

Las relaciones entre ambos países durante el mandato del presidente de Sri Lanka, Mahinda Rajapaksa, dieron lugar a numerosos acuerdos y estrecharon las relaciones debido a la postura favorable a China de Rajapaksa. Bajo el mandato del anterior presidente de Sri Lanka, Maithripala Sirisena, las relaciones siguen siendo sólidas, ya que Sirisena está interesado en equilibrar la influencia tanto china como India en el país. A pesar de ello, los últimos acontecimientos han mostrado una inclinación prochina en la actual política exterior de Sri Lanka, evidente en las continuas inversiones chinas en Sri Lanka y en el apoyo del país a la posición de China en la disputa del mar de la China Meridional.
Sri Lanka es uno de los principales países del Collar de Perlas que forma parte de la iniciativa estratégica china en el océano Índico, conocida como la ruta marítima de la seda, y forma parte de la estrategia de desarrollo más amplia conocida como "un cinturón, una ruta".
Las relaciones bilaterales entre Sri Lanka e India han sido en general amistosas, pero se vieron afectadas por la guerra civil ceilandesa y por el fracaso de la intervención india durante la misma. India es el único vecino de Sri Lanka, separado por el estrecho de Palk; ambas naciones ocupan una posición estratégica en el sur de Asia y han intentado construir un paraguas de seguridad común en el océano Índico.
Las relaciones entre India y Sri Lanka han experimentado una transformación cualitativa y cuantitativa en los últimos tiempos. Las relaciones políticas son estrechas, el comercio y las inversiones han aumentado drásticamente, los vínculos infraestructurales se incrementan constantemente, la colaboración en materia de defensa ha aumentado y se observa una mejora general y generalizada en todos los sectores de la cooperación bilateral. India fue el primer país en responder a la petición de ayuda de Sri Lanka tras el tsunami de diciembre de 2004. En julio de 2006, India evacuó a 430 ciudadanos de Sri Lanka desde Líbano, primero a Chipre en barcos de la Armada india y luego a Delhi y Colombo en vuelos especiales de Air India.
Existe un amplio consenso dentro del sistema político de Sri Lanka sobre la primacía de India en la matriz de relaciones exteriores del país. Los dos principales partidos políticos de Sri Lanka, el Partido de la Libertad de Sri Lanka y el Partido Nacionalista Unido, han contribuido al rápido desarrollo de las relaciones bilaterales en los últimos diez años. Sri Lanka ha apoyado la candidatura de India como miembro permanente del Consejo de Seguridad de la ONU.

## Organización político-administrativa
| Central           | Kandy        | 5674   | 2 556 774 |
| Oriental          | Trincomalee  | 9996   | 1 547 377 |
| Central del Norte | Anuradhapura | 10 714 | 1 259 421 |
| Norte             | Jaffna       | 8884   | 1 060 023 |
| Noroeste          | Kurunegala   | 7812   | 2 372 185 |
| Sabaragamuwa      | Ratnapura    | 4902   | 1 919 478 |
| Sur               | Galle        | 5559   | 2 465 626 |
| Uva               | Badulla      | 8488   | 1 259 419 |
| Occidental        | Colombo      | 3709   | 5 837 294 |

## Geografía
«Sri Lanka (isla)» redirige aquí.

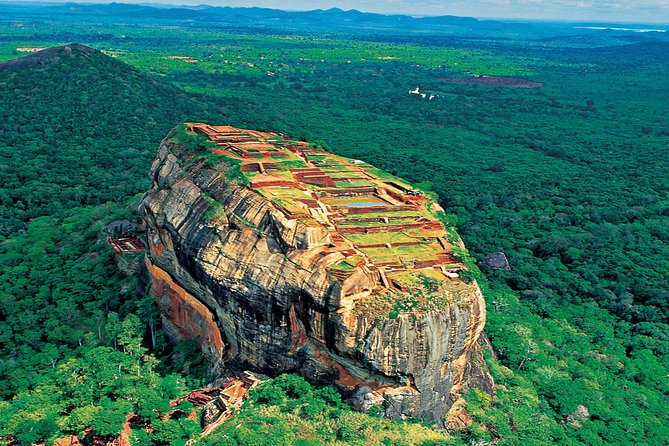
Sigiriya, Patrimonio de la Humanidad

La isla de Sri Lanka está en el océano Índico, al suroeste de la bahía de Bengala y al sudeste del mar de Omán. Está separada del subcontinente indio por el golfo de Mannar y el estrecho de Palk, a menudo llamado Puente de Adán. Según la mitología hindú, un puente de la tierra al continente indio, conocido como Puente de Rama, fue construido durante el tiempo de Rama por el arquitecto del vánara Nala.
De acuerdo a registros históricos, el paso natural era en la antigüedad un istmo completo —y, por ende, Sri Lanka era una península— pero resultó afectado por una tempestad violenta, probablemente un ciclón, en el año 1480. En la actualidad, está formado por una serie de penínsulas, islas y bancos submarinos de arena y piedra caliza. La anchura del estrecho de Palk es suficientemente pequeña como para que la costa de Sri Lanka sea visible desde el pueblo indio de Rameswaram, en la isla Pamban, junto a la costa continental india.
La isla, con forma de pera, tiene una superficie de 65 610 km², lo cual equivale a poco más que Lituania, el estado mexicano de Nuevo León o el departamento colombiano de Antioquia (siendo, por tanto, menor que la provincia argentina de Formosa, que la comunidad española de Castilla-La Mancha, o que islas como Tasmania o La Española). Consta en su mayor parte de planicies y llanuras costeras, con montañas elevadas solo en la parte del sur-central. Entre estas figuran el pico de Adán y el punto más alto, el monte Pidurutalagala (también conocido como Monte Pedro), de 2524 metros.
Sri Lanka tiene 103 ríos. El río Mahaweli Ganga (el más largo, con 335 kilómetros), el río Kalu y otras corrientes de agua drenan la isla y proporcionan agua dulce a las ciudades y la agricultura. En sus cursos hay 51 cascadas naturales de más de diez metros. La más alta es la de Bambakaranda, con una altura de 263 metros.

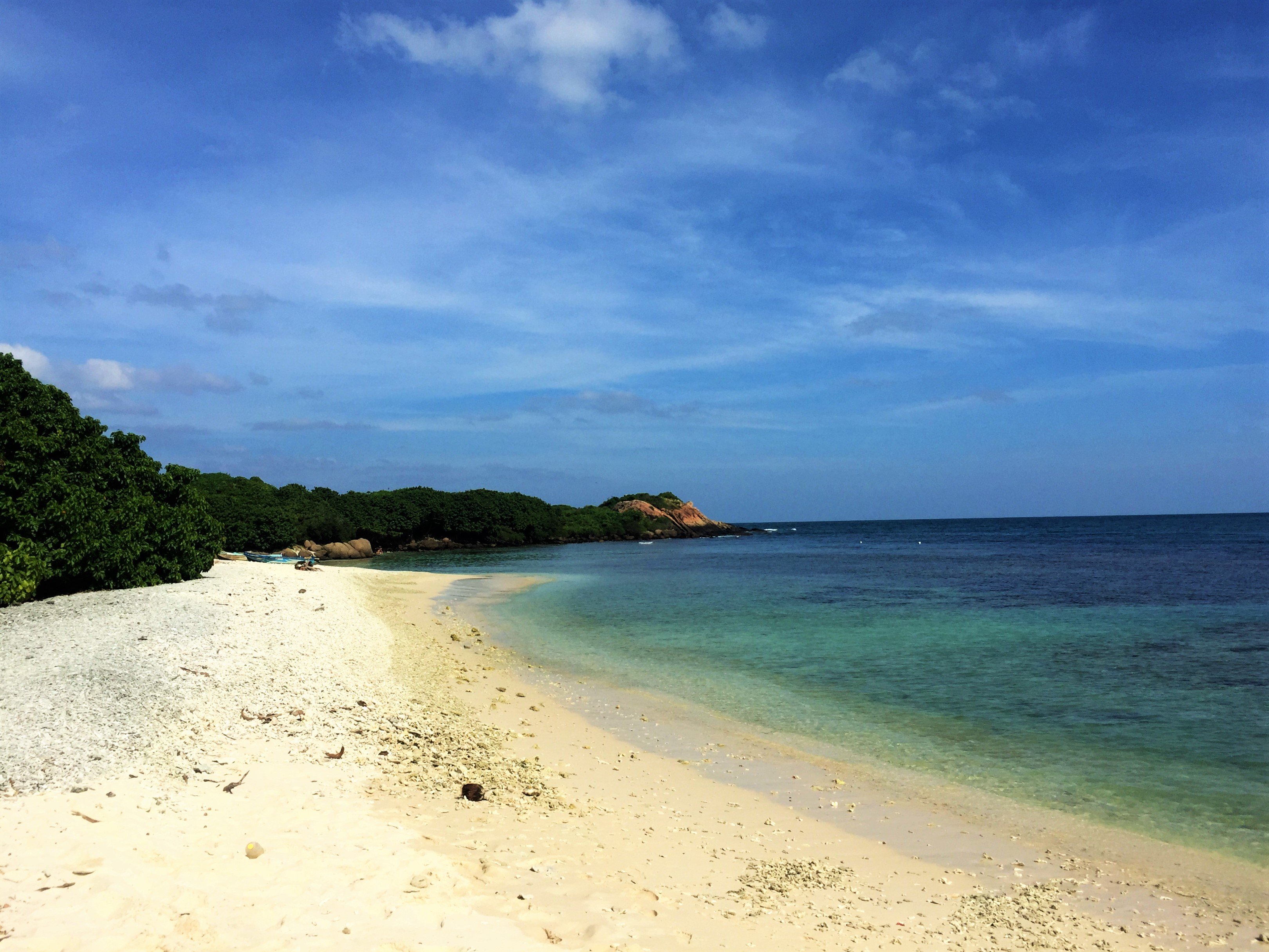
Isla de Pigeon, Sri Lanka

### Clima
Ubicada entre los 5° y 10° de latitud norte, su clima es tropical, moderado por vientos del océano, y con una considerable humedad. El rango de temperaturas abarca desde de 15 °C, en Nuwara Eliya, en las tierras altas Centrales (donde se cubre de nieve o niebla, lo que puede ocurrir durante varios días en el invierno) hasta 32 °C en Trincomalee, en la costa del noreste (donde temperaturas pueden alcanzar 38 °C). La temperatura anual media para el país en total fluctúa entre 28 y 30 °C. Las temperaturas del día y la noche pueden variar de 4 a 7 °C. 
En enero, el mes más fresco, muchas personas llevan abrigo y suéteres en las tierras altas y en otras partes. El período más caluroso precede a las lluvias monzónicas del verano. La pauta de la lluvia es influida por los vientos de monzón del océano Índico y la bahía de Bengala, que encuentra las laderas de las tierras altas centrales, ocasionando recios aguaceros en las laderas de montaña y en el sudoeste de la isla. Parte de las laderas de barlovento recibe hasta 2.500 mm de lluvia por mes, pero por el sotavento en el este y el noreste reciben poca lluvia. 

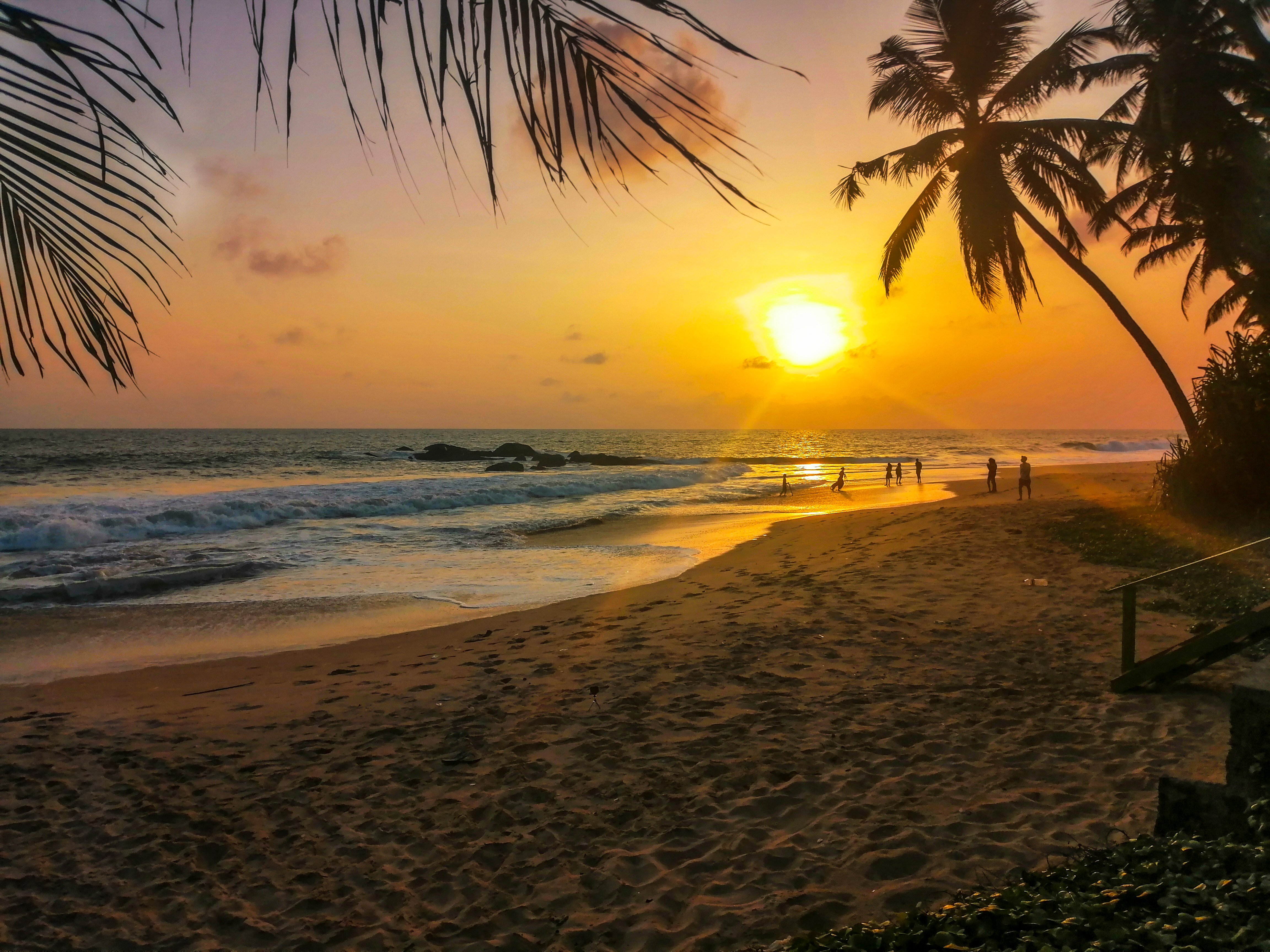
Playa en el sector de Ambalangoda de Sri Lanka

Ocurren ráfagas periódicas y ciclones tropicales con lluvias y nublados al suroeste, al noreste y partes orientales de la isla. Entre diciembre y marzo, los vientos de monzón que vienen del noreste traen humedad de la bahía de Bengala. La humedad es típicamente más alta en el suroeste y las regiones montañosas, y depende de las pautas estacionales de la lluvia. En Colombo, por ejemplo, la humedad permanece por encima del 70 % durante todo el año, subiendo a casi el 90 % durante la época monzónica, en junio. En cambio, Anuradhapura experimenta solo un 60 % durante el monzón de marzo, pero sube al 79 % durante noviembre y las lluvias de diciembre. En las tierras altas, la humedad de día en Kandy oscila generalmente entre el 70 y 79 %.

### Fauna

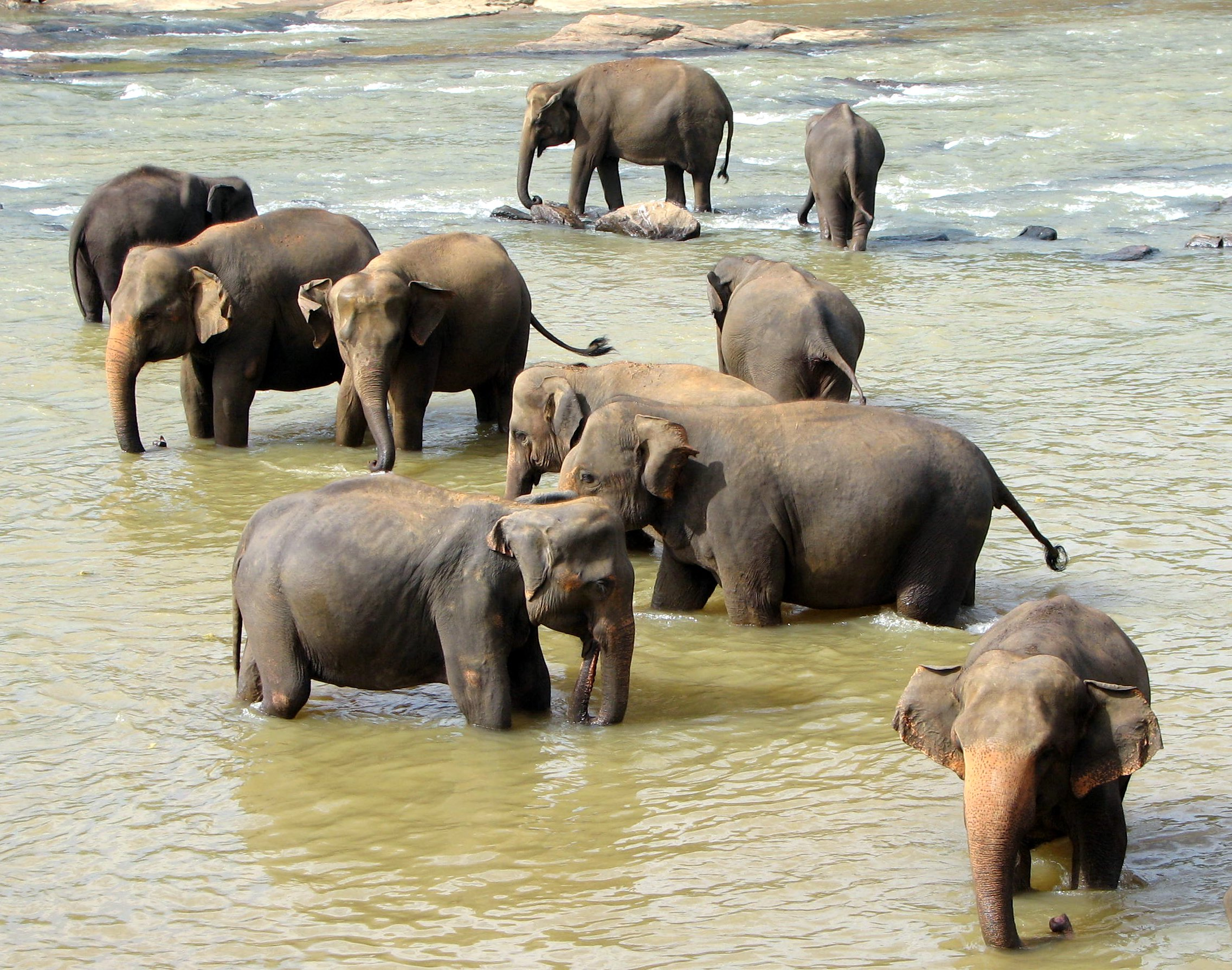
El elefante de Sri Lanka. En 2011 se contabilizaron una población de 5879 ejemplares, más de lo esperado.

La fauna de Sri Lanka es de las más variadas del mundo: leopardos, búfalos de agua, monos, elefantes, puercoespines, pangolines, osos negros, ciervos sambar y axis, en los parques nacionales. Ballenas, delfines, peces espada y tortugas en las costas. En las lagunas y manglares encontraremos cocodrilos, salamandras, sapos, varanos, varanos de agua y serpientes, como la pitón y la cobra que ocupan también otros hábitats. Y en el capítulo de aves se destacan la garza cenicienta, los cormoranes, ibis, pelícanos, flamencos, etcétera y varias especies endémicas como el tordo de Ceilán y el bulbul de orejas amarillas. Sri Lanka es el paraíso de los ornitólogos.

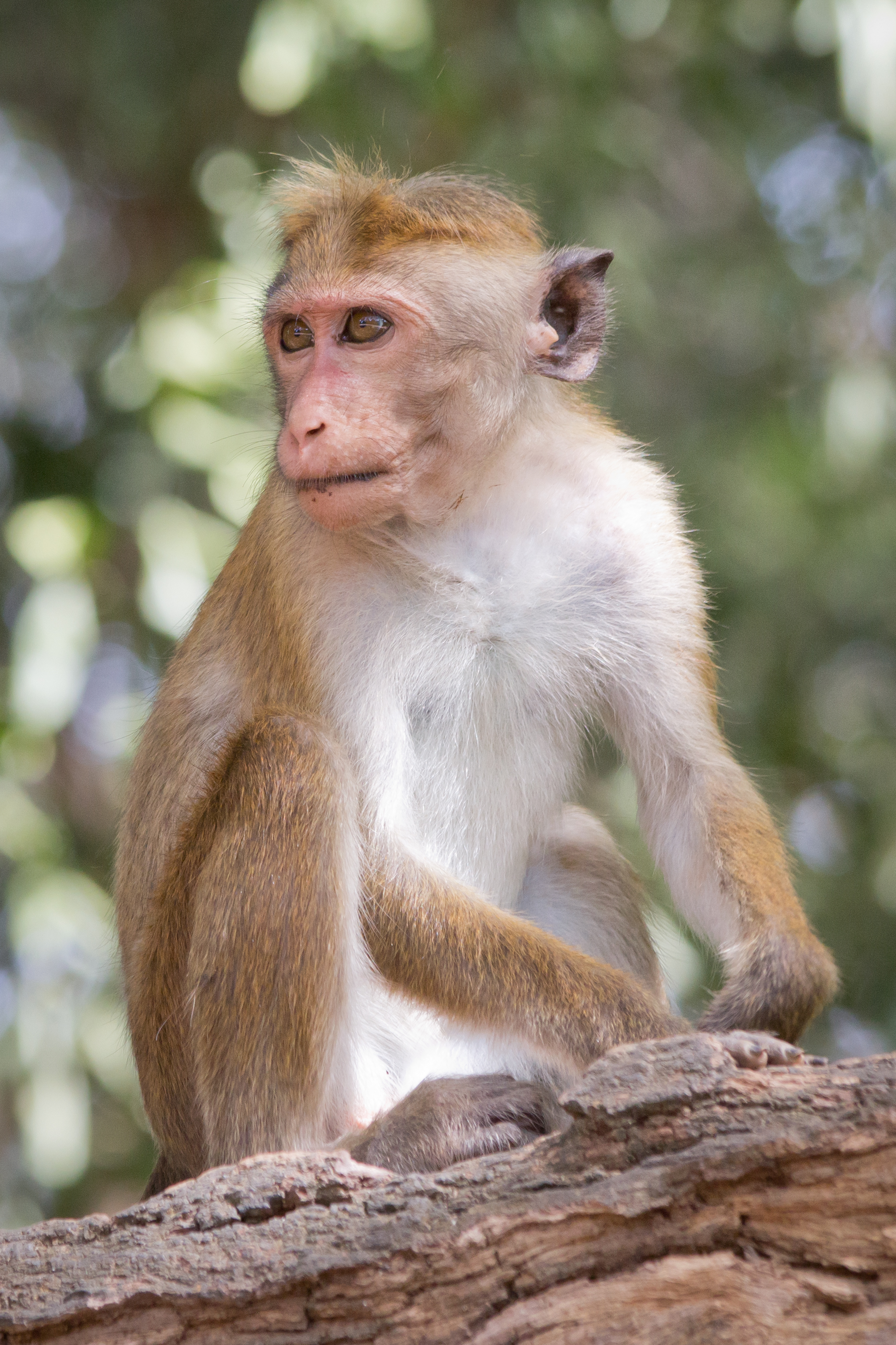
El macaco de Sri Lanka (Macaca sinica) está presente en la mayor parte de la isla, pero se encuentra en condición de amenaza de extinguirse.

Es normal encontrar, a lo largo de las carreteras y en los campos de cultivo, elefantes trabajando en las labores agrícolas y de transporte. Pero en lo que a fauna se refiere, el animal más visible es el mono (langur común), ya que vive en los templos y estupas en grandes cantidades, aprovechando la comida que en forma de ofrendas entregan los fieles al templo, ya que consideran a esta especie sagrada y la identifican con el dios hindú Hanuman.
El 15 % del territorio está dedicado a la protección de la naturaleza y de la vida salvaje: 92 especies de mamíferos, 435 de aves, 107 de peces, 81 de reptiles y 242 de mariposas aproximadamente. Destacan las áreas protegidas del parque nacional Bundala, parque nacional Udawalawe, parque nacional Yala, parque nacional de las Llanuras de Horton y la Reserva Forestal de Sinharaja declarada Patrimonio de la Humanidad por la Unesco.

### Flora
Sri Lanka contiene diferentes microclimas, beneficiándose del monzón y de su situación en el globo, del tropical con sus orquídeas y palmeras, al montañoso con sus pinos y cultivos de té. No en vano alberga dos de los árboles considerados «excepcionales» en todo el mundo.
1. Ficus benjamina (aprox. 140 años y 1900 m²) Kandy. Situado en el jardín botánico de Kandy, uno de los más bellos del planeta.

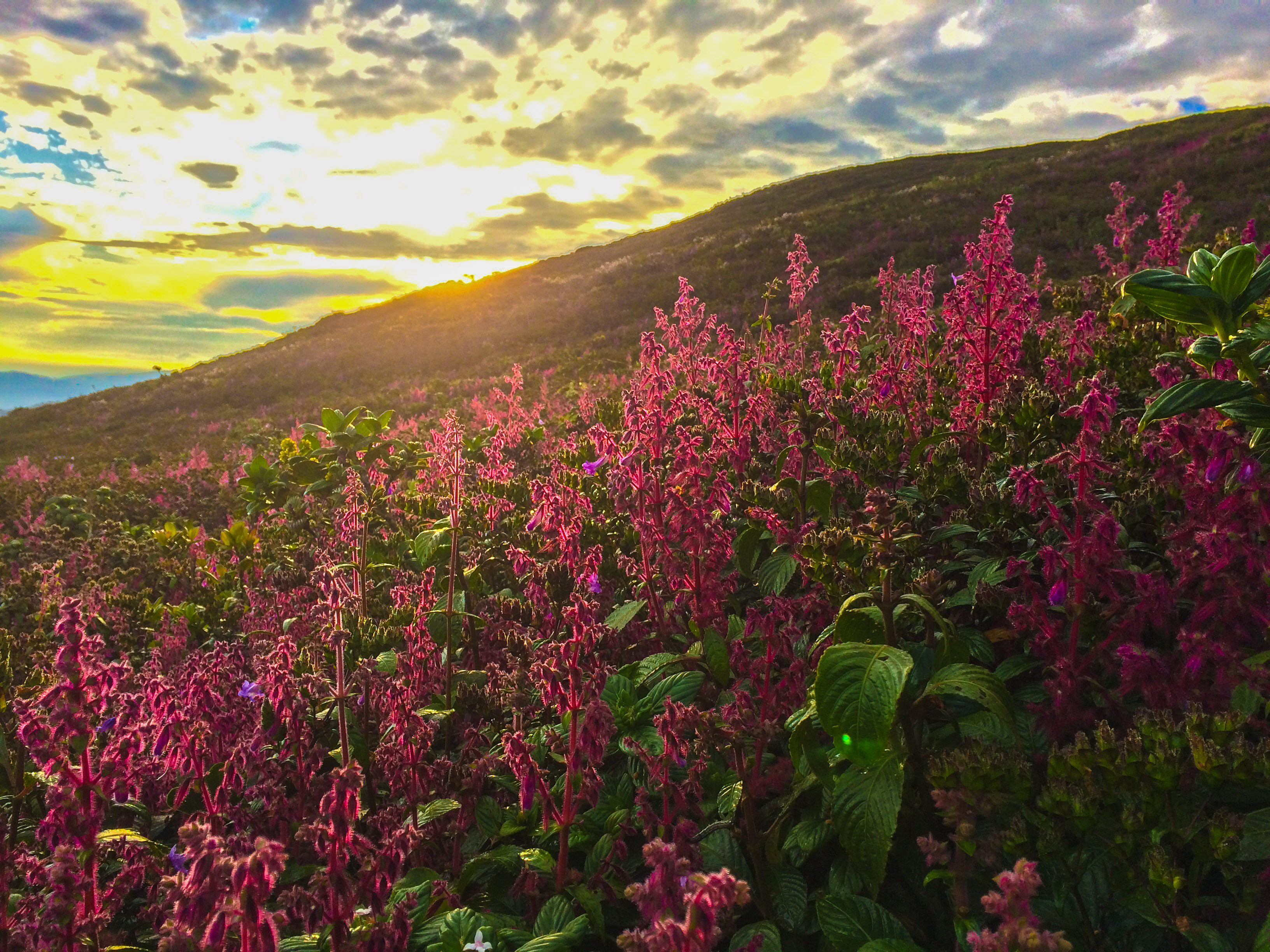
Paisaje con Flores en el distrito de Kandy en Sri Lanka

2. Paisaje con Flores en el distrito de Kandy en Sri LankaFicus religiosa, «árbol Bo», Anuradhapura. Es un esqueje del árbol bajo el cual Buda alcanzó la iluminación. Es una especie sagrada para el budismo.

Es famosa por sus jardines botánicos y conocida como la isla de las especias por sus cultivos de clavo de olor, canela, cardamomo, vainilla, etc. También destacan las plantaciones de ciertas especies, como el ébano, la teca y la caoba, que producen algunas de las maderas más apreciadas del mundo.

### Geología
Más del 90 % de la superficie de Sri Lanka yace sobre estratos precámbricos, algunos de los cuales datan de hace 2000 millones de años. Las rocas de facies granulítica de la Serie de las Tierras Altas (gneises, gneises sillimaníticos-grafíticos, cuarcitas, mármoles y algunas charnockitas) ocupan la mayor parte de la isla y los gneises de facies anfibolítica, granitos y gneises graníticos de la Serie Vinjayan se encuentran en las tierras bajas del este y sureste. 

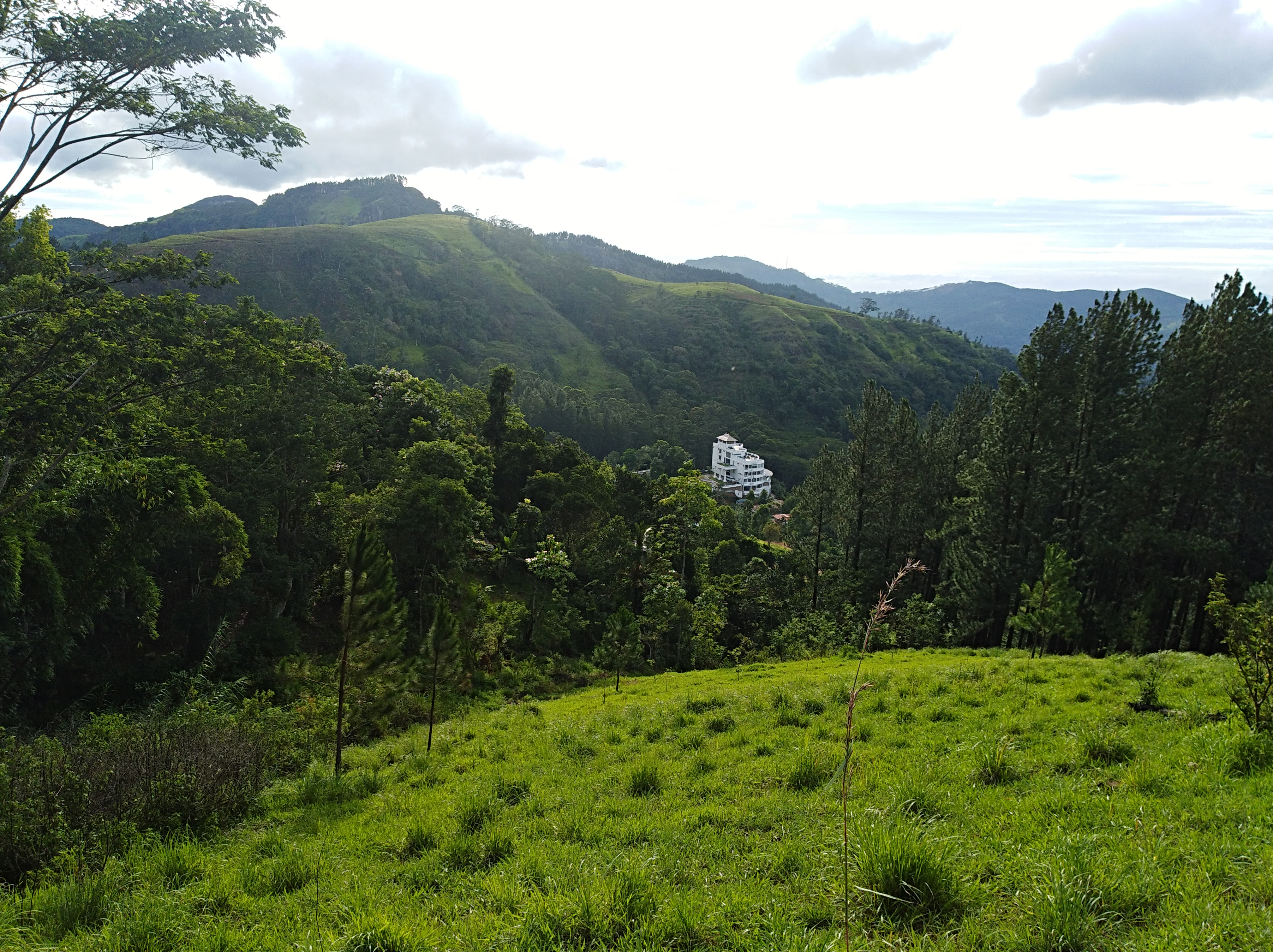
Vista de un sector montañoso y boscoso de Sri Lanka

Los sedimentos del Jurásico están presentes hoy en día en zonas muy pequeñas cerca de la costa occidental y las calizas del Mioceno subyacen en la parte noroccidental del país y se extienden hacia el sur en un cinturón relativamente estrecho a lo largo de la costa occidental. La superficie de rocas metamórficas se creó por la transformación de sedimentos antiguos bajo un calor y una presión intensos durante los procesos de formación de montañas.
La teoría de la tectónica de placas sugiere que estas rocas y otras afines que forman la mayor parte del sur de la India formaban parte de una única masa continental meridional llamada Gondwanaland. Hace unos 200 millones de años, las fuerzas del manto terrestre empezaron a separar las tierras del hemisferio sur, y una placa de la corteza que sustentaba tanto a la India como a Sri Lanka se desplazó hacia el noreste. Hace unos 45 millones de años, la placa india colisionó con la masa continental asiática, levantando el Himalaya en el norte de la India, y sigue avanzando lentamente hasta la actualidad. Sri Lanka no sufre terremotos ni grandes erupciones volcánicas porque cabalga sobre el centro de la placa.

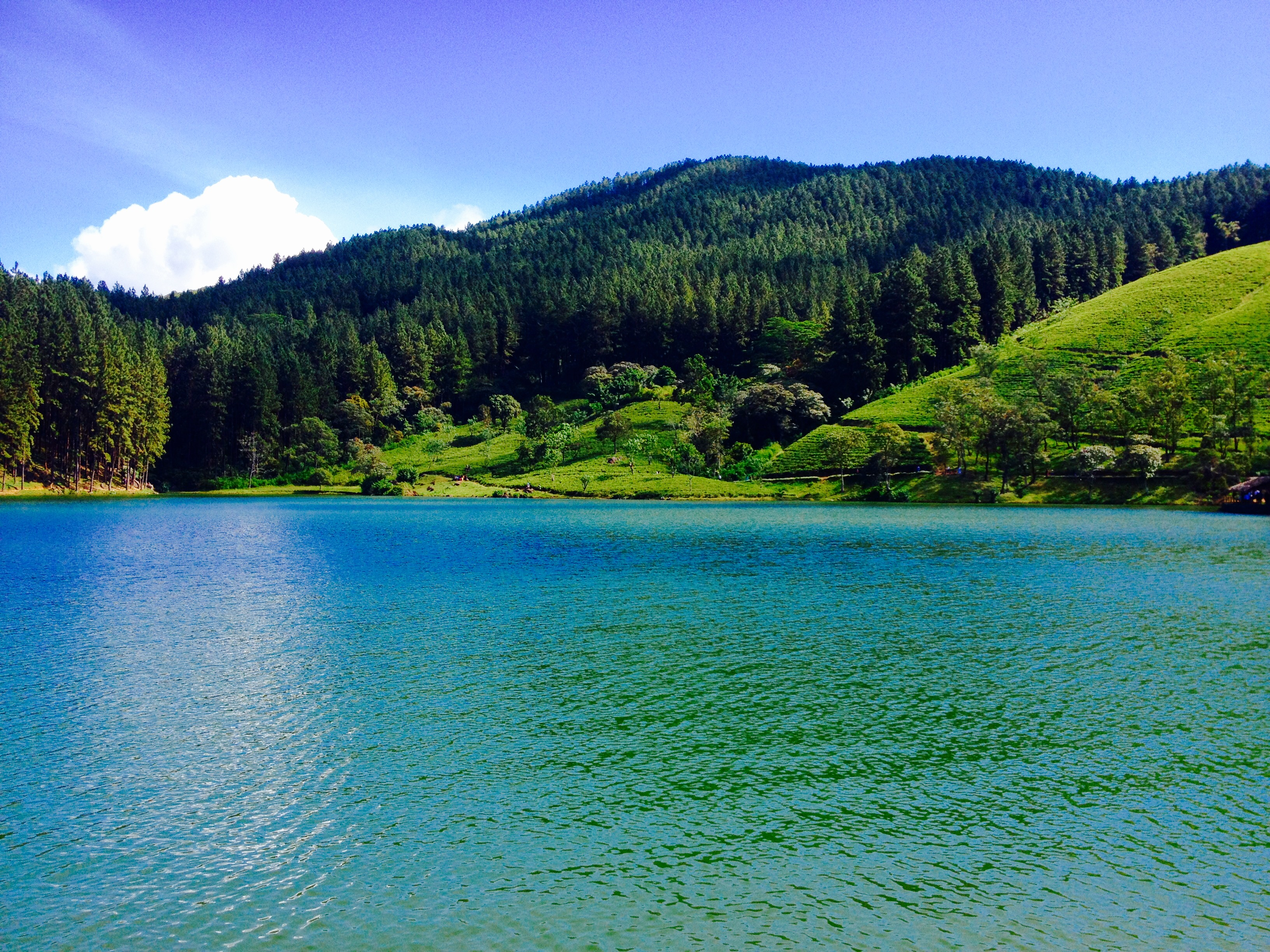
Una de las cordilleras de Sri Lanka

La isla contiene estratos de sedimentación relativamente limitados en torno a sus antiguas tierras altas. Aparte de los depósitos recientes a lo largo de los valles fluviales, en el distrito de Puttalam sólo hay dos pequeños fragmentos de sedimentos del Jurásico (hace entre 140 y 190 millones de años), mientras que a lo largo de la costa noroeste se encuentra un cinturón más extenso de caliza del Mioceno (hace entre 5 y 20 millones de años), superpuesto en muchas zonas por depósitos del Pleistoceno (hace 1 millón de años).
La costa noroccidental forma parte de la profunda cuenca del río Cauvery (Kaveri), en el sureste de la India, que ha ido recogiendo sedimentos de las tierras altas de la India y Sri Lanka desde la ruptura de Gondwanalandia.

### Topografía
Las fallas geológicas y la erosión han dado lugar a una gran variedad de accidentes topográficos: las tierras altas centrales, las llanuras y la franja costera.

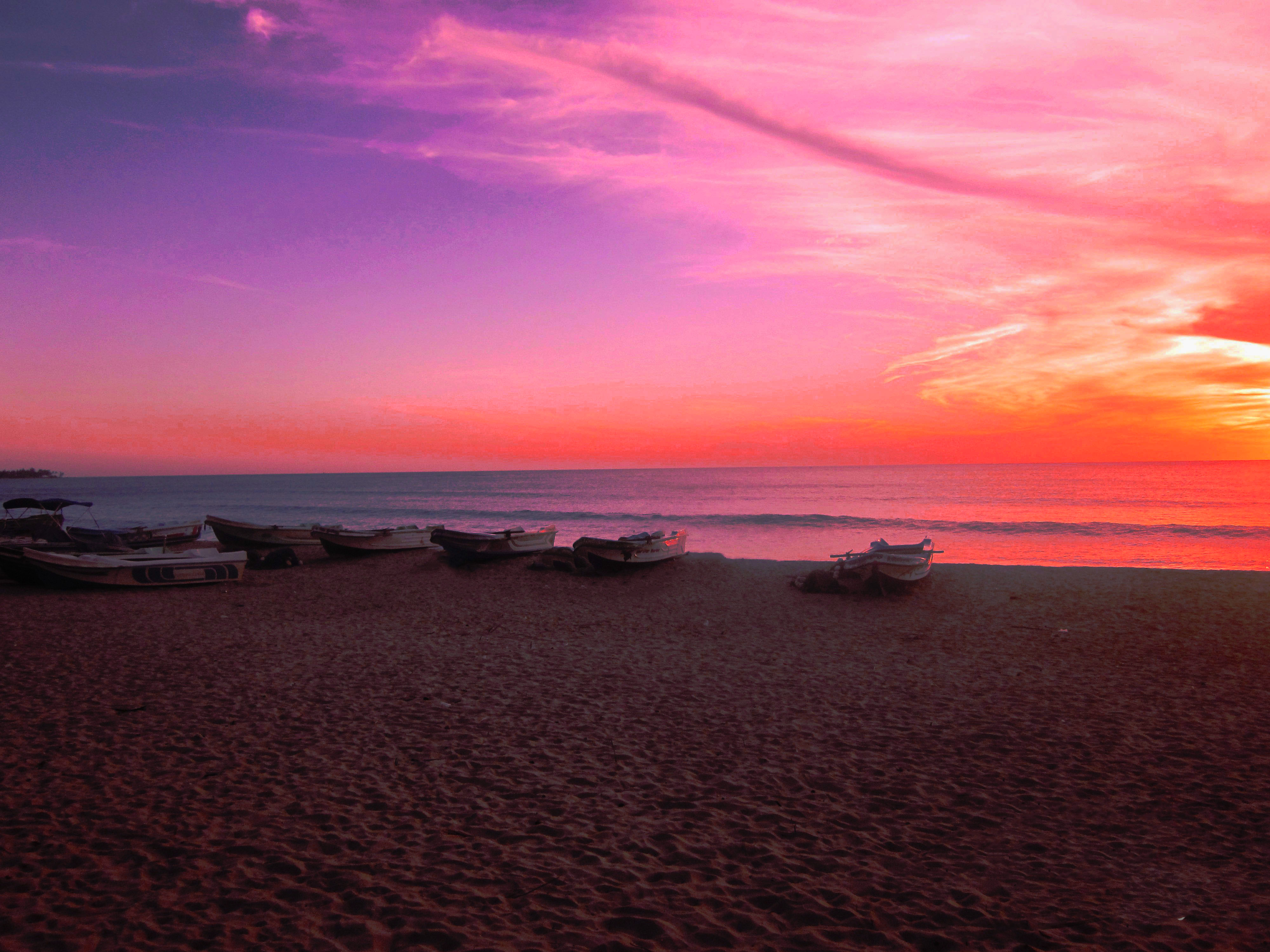
Playa en Trincomalee

La parte central y meridional de Sri Lanka -las escarpadas tierras altas centrales- es el corazón del país. El núcleo de esta zona es una meseta elevada, que se extiende de norte a sur a lo largo de aproximadamente 65 kilómetros. Esta zona incluye las montañas más altas de Sri Lanka. En el extremo sur de la meseta, las cadenas montañosas se extienden 50 kilómetros al oeste hacia el pico de Adán (2243 metros) y 50 kilómetros al este hacia Namunukula (2036 m).
Flanqueando las altas crestas centrales hay dos mesetas más bajas: al oeste está la Meseta de Hatton, una serie de crestas profundamente disectadas que descienden hacia el norte. Al este, la cuenca del Uva está formada por colinas onduladas cubiertas de hierba, atravesadas por algunos valles y gargantas profundos.
Al norte, separado del cuerpo principal de montañas y mesetas por amplios valles, se encuentra el macizo de los Nudillos: escarpes escarpados, gargantas profundas y picos que se elevan a más de 1800 metros. Al sur del pico de Adán se encuentran las crestas paralelas de las Colinas de Rakwana, con varios picos de más de 1400 metros. La tierra desciende desde las Tierras Altas Centrales hasta una serie de escarpes y salientes de 400 a 500 metros sobre el nivel del mar antes de descender hacia las llanuras costeras.

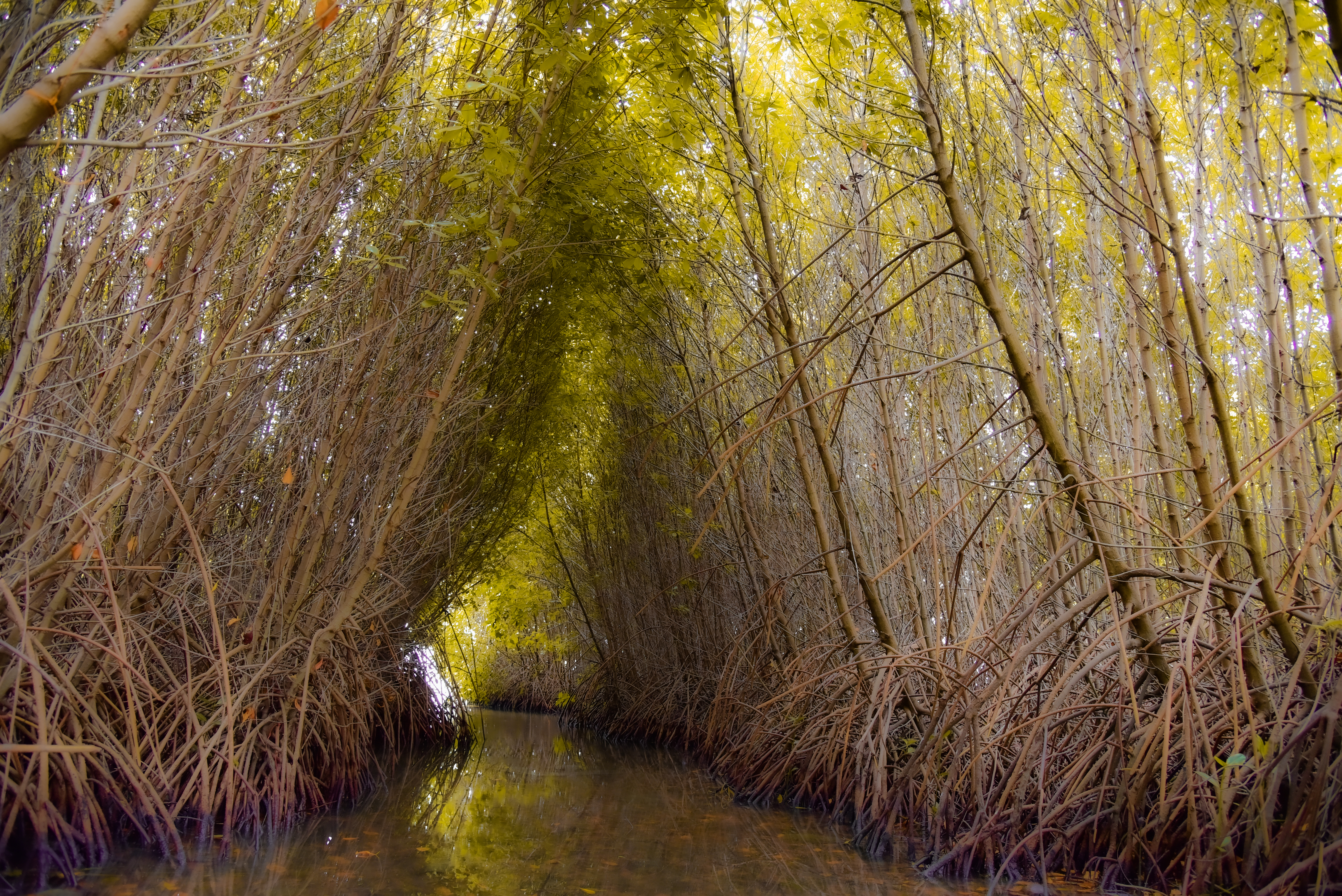
Bosque de manglares en Sri Lanka

La mayor parte de la superficie de la isla está formada por llanuras entre 30 y 200 metros sobre el nivel del mar. En el suroeste, las crestas y los valles se elevan gradualmente hasta fundirse con las tierras altas centrales, dando un aspecto disecado a la llanura. La erosión extensiva en esta zona ha desgastado las crestas y depositado suelo rico para la agricultura río abajo. En el sureste, un suelo laterítico rojo cubre un terreno relativamente llano salpicado de colinas monolíticas desnudas. La transición de la llanura a las tierras altas centrales es abrupta en el sureste, y las montañas parecen elevarse como una muralla. En el este y el norte, la llanura es plana, diseccionada por largas y estrechas crestas de granito que se extienden desde las tierras altas centrales.
Una franja costera de unos treinta metros sobre el nivel del mar rodea la isla. Gran parte de la costa está formada por pintorescas playas de arena delimitadas por lagunas costeras. En la península de Jaffna, los lechos de piedra caliza quedan expuestos a las olas en forma de acantilados bajos en algunos lugares. En el noreste y el suroeste, donde la costa atraviesa la estratificación de las rocas cristalinas, se encuentran acantilados rocosos, bahías e islas mar adentro; estas condiciones han creado uno de los mejores puertos naturales del mundo en Trincomalee, en la costa noreste, y un puerto de roca más pequeño en Galle, en la costa suroeste.

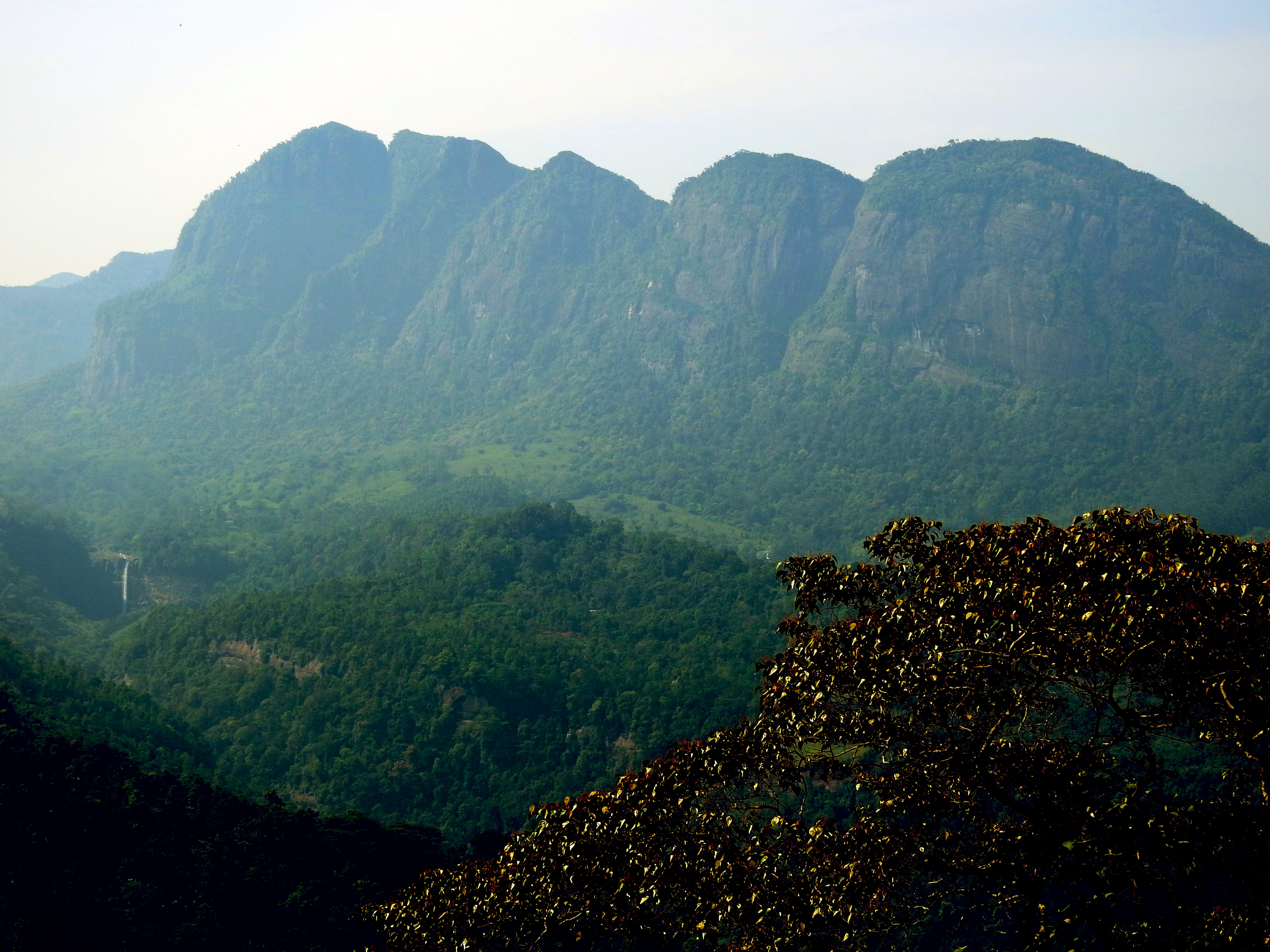
Las Colinas Virgin y las cataratas Laxapana

Los ríos de Sri Lanka nacen en las tierras altas centrales y fluyen en forma radial hacia el mar. La mayoría de estos ríos son cortos. Hay 16 ríos principales de más de 100 kilómetros de longitud, y doce de ellos transportan alrededor del 75 % de la descarga fluvial media de todo el país. Los ríos más largos son el Mahaweli Ganga (335 km) y el río Malvathu (170 km). En las tierras altas, los cursos fluviales se ven interrumpidos con frecuencia por discontinuidades del terreno, y donde encuentran escarpes, numerosas cascadas y rápidos han erosionado un paso. Una vez que llegan a la llanura, los ríos se ralentizan y las aguas serpentean por llanuras aluviales y deltas. Los tramos superiores de los ríos son salvajes y normalmente innavegables, y los tramos inferiores son propensos a inundaciones estacionales.

La intervención humana ha alterado los caudales de algunos ríos para crear proyectos hidroeléctricos, de regadío y de transporte. En el norte, este y sureste, los ríos alimentan numerosos lagos artificiales o embalses (depósitos) que almacenan agua durante la estación seca. Durante las décadas de 1970 y 1980, proyectos a gran escala embalsaron el Mahaweli Ganga y los arroyos vecinos para crear grandes lagos a lo largo de sus cursos. Varios cientos de kilómetros de canales, la mayoría construidos por los holandeses en el siglo XVIII, unen las vías navegables interiores en la parte suroccidental de Sri Lanka.

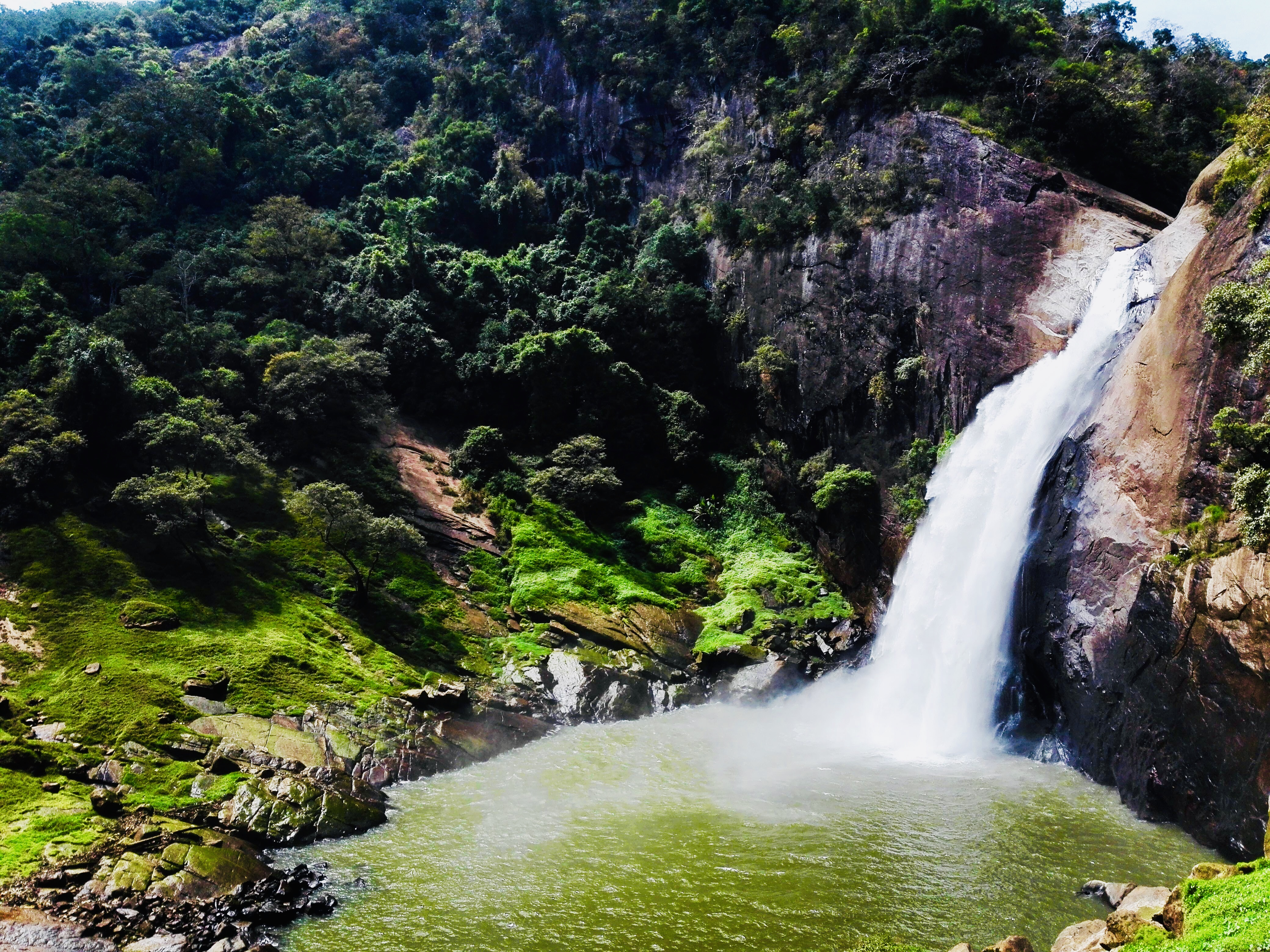
Una de las múltiples cascadas de Sri Lanka

### Zonas ecológicas
La forma de vida en Sri Lanka depende directamente de la disponibilidad de agua de lluvia. Las montañas y la parte suroeste del país, conocida como "zona húmeda", reciben abundantes precipitaciones (una media anual de 2.500 milímetros) La mayor parte del sureste, este y norte del país comprende la "zona seca, que recibe entre 1.200 y 1.900 mm de lluvia al año.
Gran parte de la lluvia en estas zonas cae de octubre a enero; durante el resto del año hay muy pocas precipitaciones, y todos los seres vivos deben conservar la preciada humedad. Las áridas costas del noroeste y sureste reciben la menor cantidad de lluvia -entre 600 y 1.200 mm al año- concentrada en el corto periodo del monzón de invierno.
La vegetación natural de la zona árida se ha adaptado al cambio anual de inundación a sequía. La cubierta vegetal típica es el bosque de matorral, intercalado con arbustos resistentes y cactus en las zonas más secas. Las plantas crecen muy deprisa de noviembre a febrero, cuando las precipitaciones son abundantes, pero dejan de crecer durante la estación cálida de marzo a agosto.

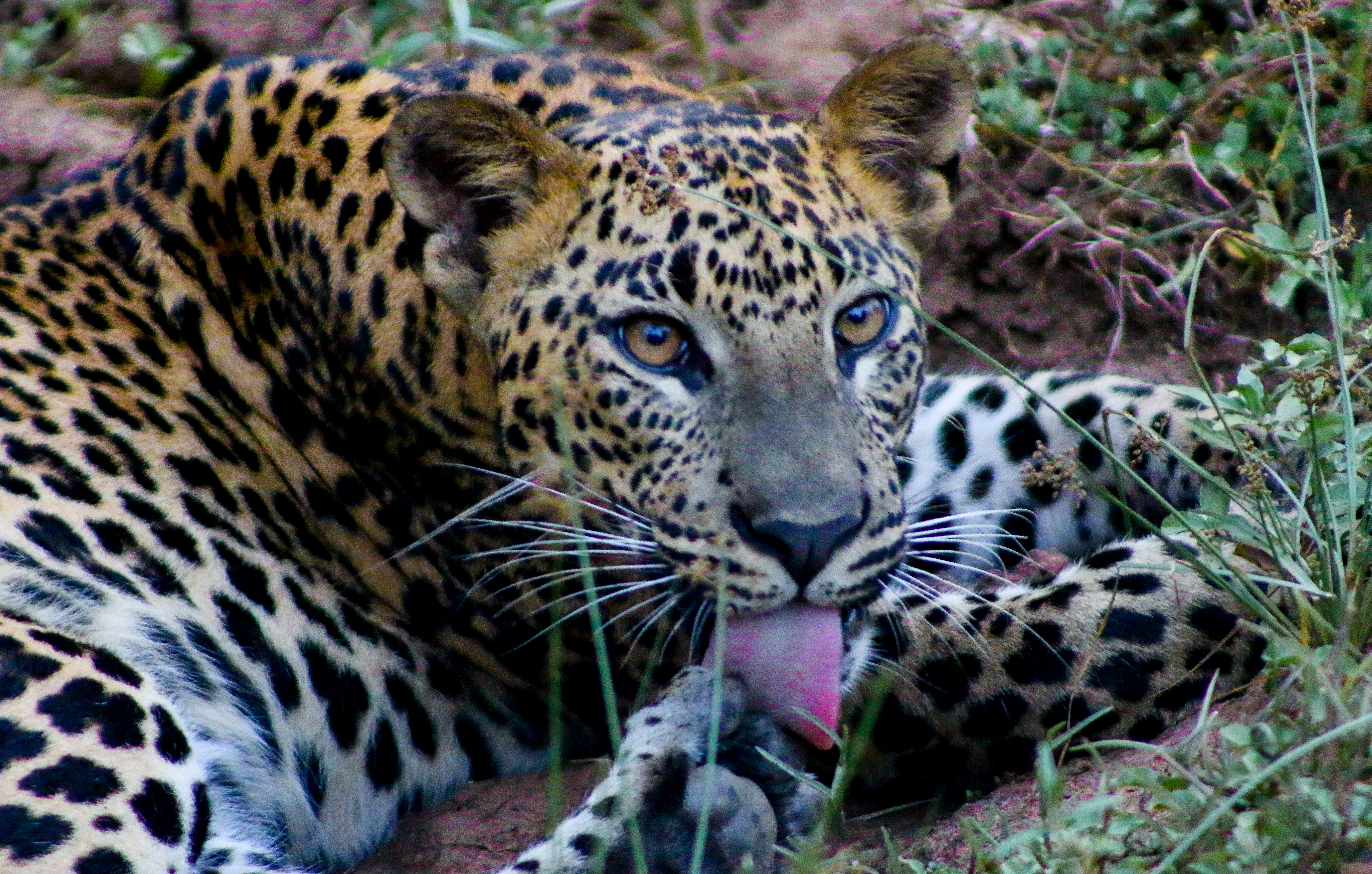
Leopardo de Sri Lanka (Panthera pardus kotiya) en el parque nacional Wilpathu

Para conservar el agua, los árboles tienen una corteza gruesa; la mayoría tienen hojas diminutas y algunos las dejan caer durante esta estación. Además, las ramas más altas de los árboles más altos suelen entrelazarse, formando un dosel contra el sol abrasador y una barrera contra el viento seco. Cuando no hay agua, las llanuras de la zona seca están dominadas por marrones y grises. Cuando hay agua disponible, ya sea durante la estación húmeda o por la proximidad de ríos y lagos, la vegetación estalla en tonos verdes con una gran variedad de hermosas flores. Las variedades de acacias en flor están bien adaptadas a las condiciones áridas y florecen en la península de Jaffna. Entre los árboles de los bosques de las tierras secas hay algunas especies valiosas, como el palo raso, el ébano, el palo de hierro y la caoba.
En la zona húmeda, la vegetación dominante de las tierras bajas es un bosque tropical de hoja perenne, con árboles altos, follaje ancho y un denso sotobosque de enredaderas y trepadoras. En las zonas de mayor altitud florecen bosques subtropicales de hoja perenne parecidos a los de los climas templados. La vegetación montana de las zonas de mayor altitud tiende a ser achaparrada y barrida por el viento.

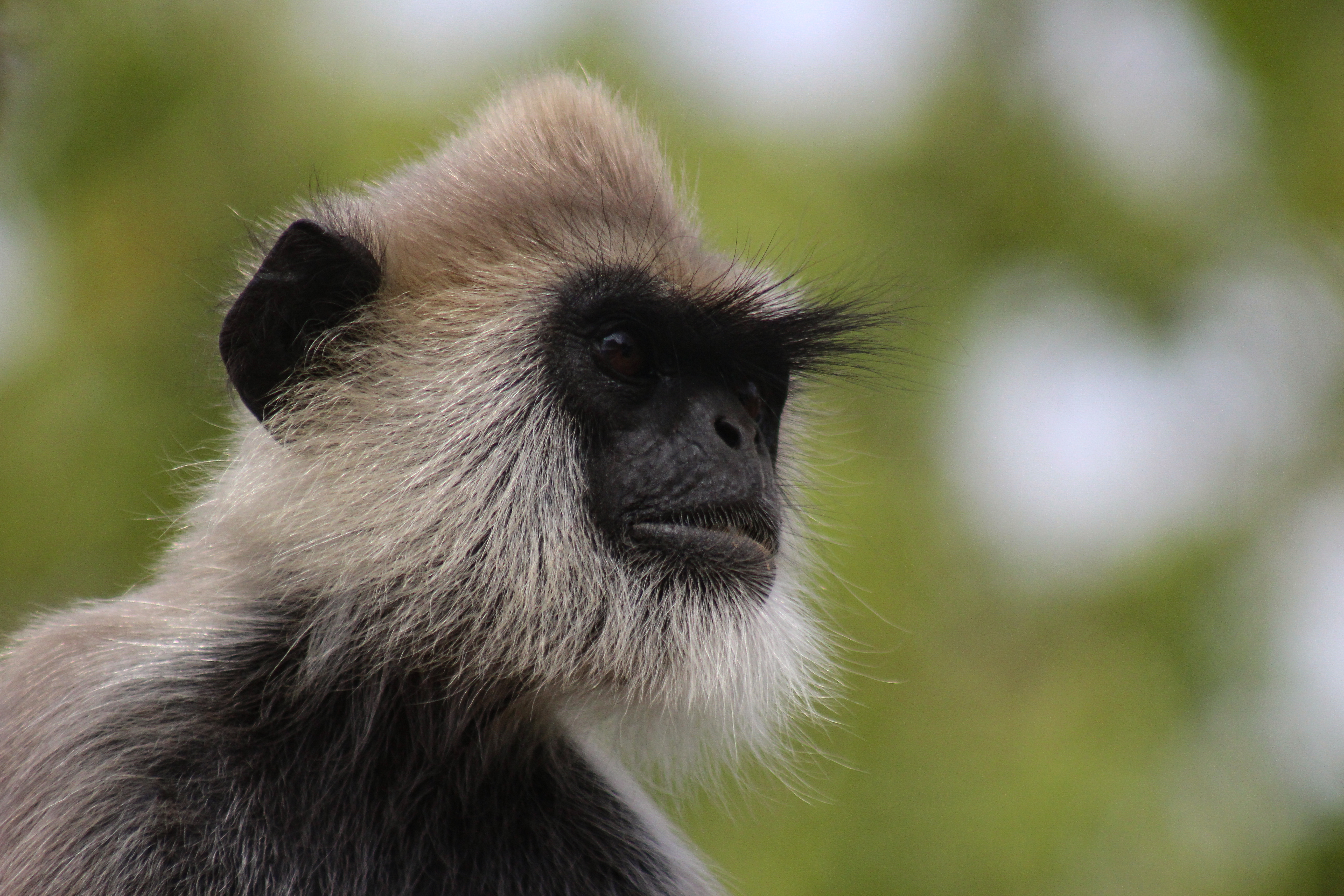
Langur gris (Semnopithecus) en el parque nacional de Yala

En un tiempo, los bosques cubrían casi toda la isla, pero a finales del siglo XX las tierras clasificadas como bosques y reservas forestales sólo cubrían una quinta parte. En el interior sudoccidental se encuentran los únicos grandes vestigios de los bosques originales de la zona húmeda. Sin embargo, el gobierno ha intentado preservar santuarios para la vegetación natural y la vida animal.
El parque nacional de Ruhunu, en el sureste, protege manadas de elefantes, ciervos y pavos reales, y el parque nacional de Wilpattu, en el noroeste, conserva el hábitat de muchas aves acuáticas, como cigüeñas, pelícanos, ibis y espátulas. Durante el Programa Mahaweli Ganga de los años setenta y ochenta en el norte de Sri Lanka, el gobierno reservó cuatro zonas de tierra con un total de 1900 kilómetros cuadrados como parques nacionales.

## Economía
Durante los períodos de ocupación y colonialismo por parte de los diferentes países europeos, la frágil y débil economía de la isla permitió la circulación de diferentes monedas extranjeras. Para legalizar dicha práctica estas piezas eran contramarcadas con diferentes siglas o signos. Cuando la isla fue ocupada por los neerlandeses, en la localidad de Galle se marcaron la monedas dobles y simples tangas portuguesas con el objetivo de elevar su valor por 10 y 5 stuivers respectivamente. También se contramarcaron las monedas persas que había en la isla, permitiendo así su circulación legal. 

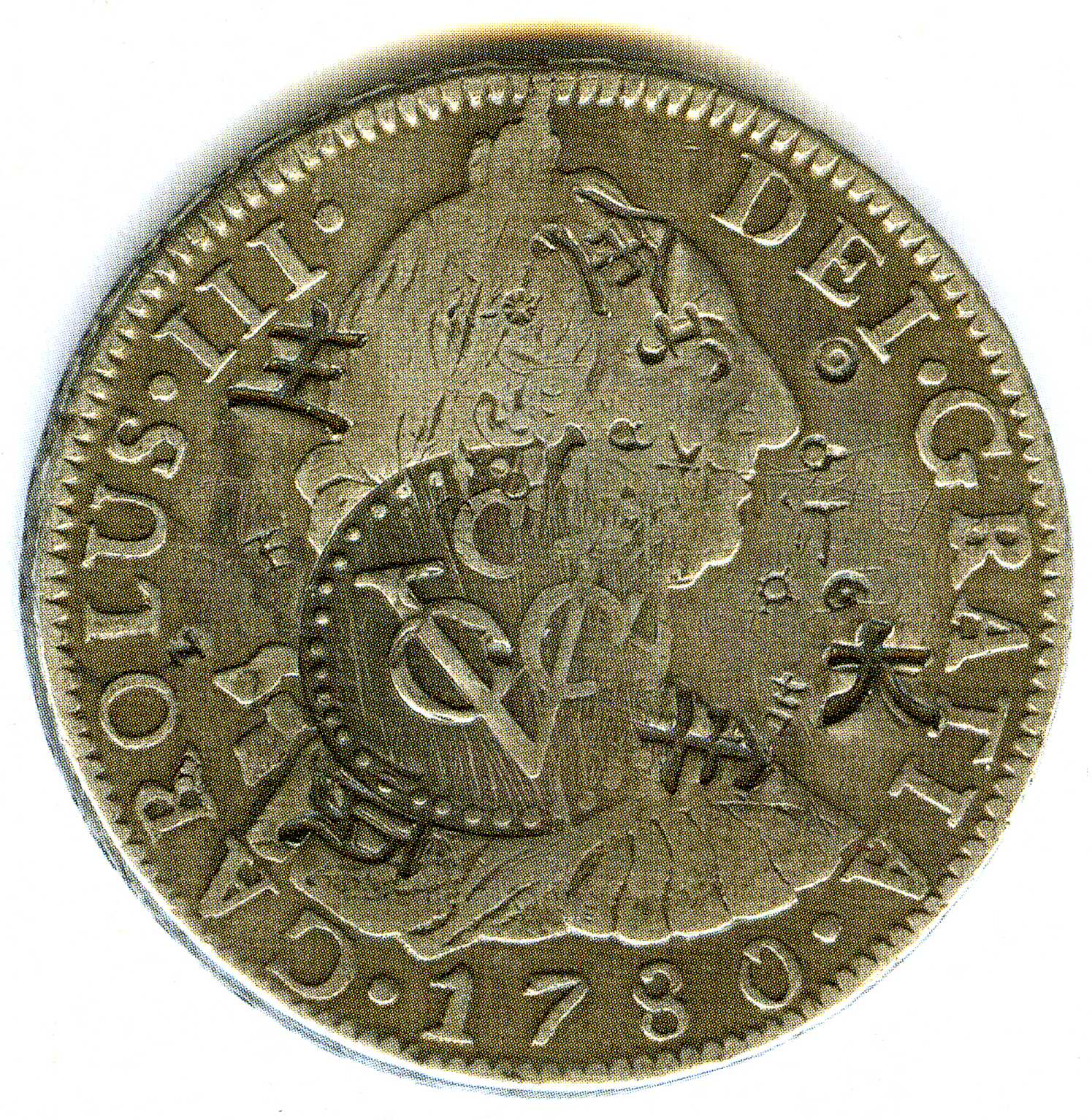
Moneda real de a 8 español utilizado por la Compañía Holandesa en Ceilán.

De esta manera, el gran abassi de 5 shahi valió 22 ½ stuivers, el abassi de 4 shahi; 18 stuivers y el ½ abassi; 9 stuivers. Cuando en 1658 los holandeses ocuparon la villa portuguesa de Jafna, marcaron los dobles y simples tangas con el objetivo de asegurar su circulación. La primera gran contramarca que se utilizó en todo el territorio fue la empleada por la Compañía de las Indias Orientales Neerlandesas hacia los años 1783-1808. Además de la sigla “V.O.C.” (por el nombre en neerlandés), esta contramarca también contenía la letra “C”, que hacía referencia al nombre de la isla. Existen reales de a 8 españoles, táleros de María Teresa I de Austria y 5 francos de Napoleón con esta curiosa marca. Tras la ocupación neerlandesa, los británicos volvieron a invadir la isla. Se cree que ellos volvieron a contramarcar monedas, pero no existen pruebas de que hayan empleado las mismas marcas que antes.
En los siglos XIX y XX, Sri Lanka llegó a ser una economía de plantación, famosa por su producción y exportación de canela, el caucho y té de Ceilán, que se quedó como una marca registrada de la exportación nacional. El desarrollo de puertos modernos bajo el gobierno británico aumentó la importancia estratégica de la isla como centro del comercio. Durante la Segunda Guerra Mundial, la isla contó con instalaciones militares importantes de las fuerzas Aliadas. Sin embargo, la economía de plantaciones agravó la pobreza y la desigualdad económica.

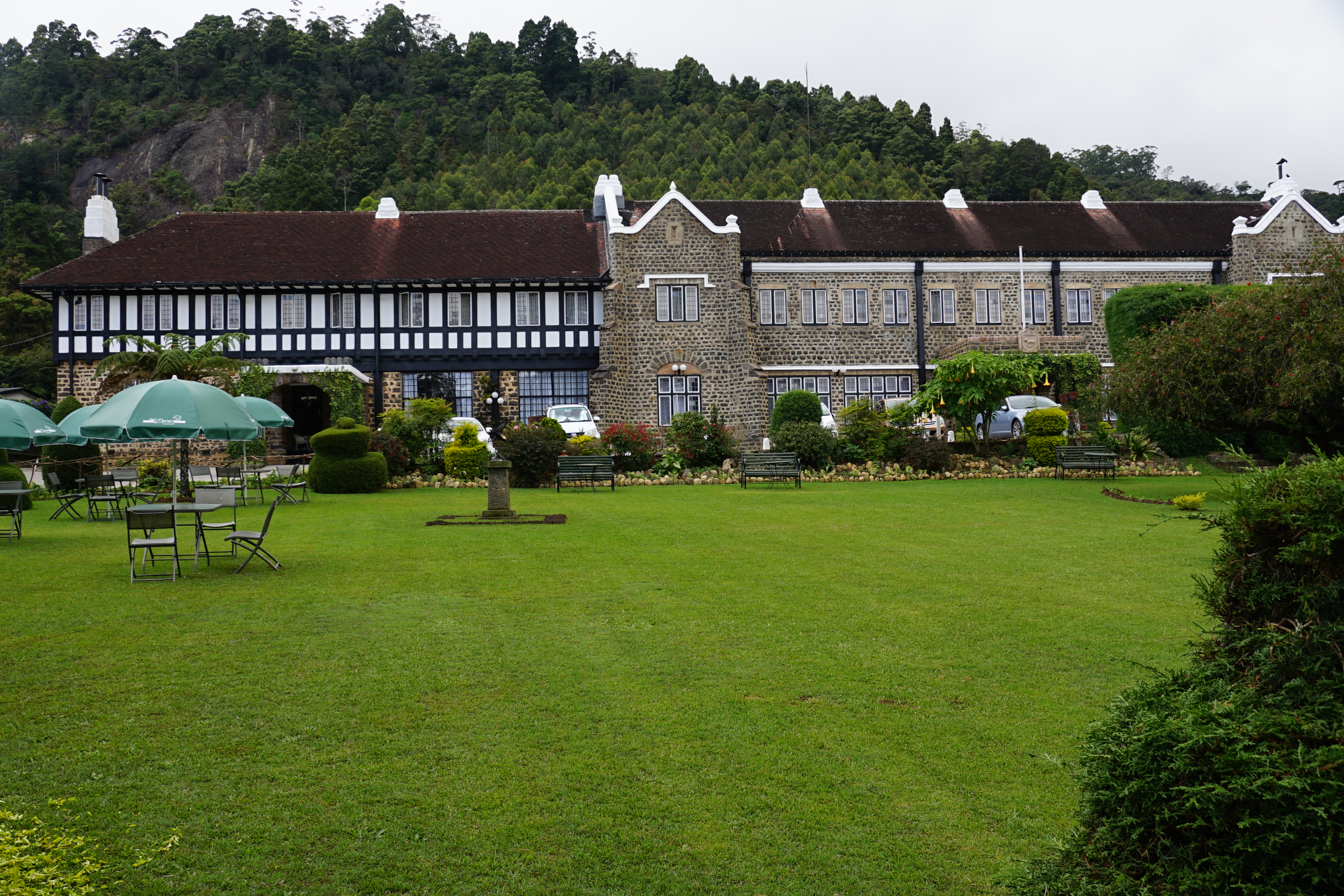
El Hotel Hill Club, Sri Lanka

De 1948 a 1977 el socialismo influyó totalmente en las políticas económicas del gobierno. Las plantaciones coloniales fueron desmanteladas, las industrias fueron nacionalizadas y se estableció un estado benefactor. Mientras el nivel de vida y la capacidad de leer y escribir mejoraron apreciablemente. Pero a pesar de la guerra, el producto interior bruto del país creció casi 5 % al año en los últimos 10 años las políticas de desarrollo hicieron con que el PIB creciera casi 7 % al año entre 2006 y 2008.
En 1977, el gobierno de UNP empezó a incorporar la privatización, la desregulación [cita requerida]y la promoción de la empresa privada. Mientras la producción y la exportación de té, el caucho, el café, el azúcar y otros bienes agrícolas es todavía importante, la nación se ha movido constantemente hacia una economía industrializada con el desarrollo de alimentos procesados, de los textiles, la telecomunicaciones y las finanzas.
En 1996, las cosechas de plantación representaron solo el 20 % de la exportación y han disminuido aún más, a 16,8 % en 2005 (comparado con el 93 % en 1970), mientras que los textiles y las prendas de vestir han alcanzado un 63 %. El PIB creció en una tasa anual media de 5,5 % en los inicios de los años noventa; una sequía y el empeoramiento de la situación de seguridad bajaron el crecimiento al 3,8 % en 1996. La economía rebotó en 1997-2000, con el crecimiento medio de 5,3 %. 

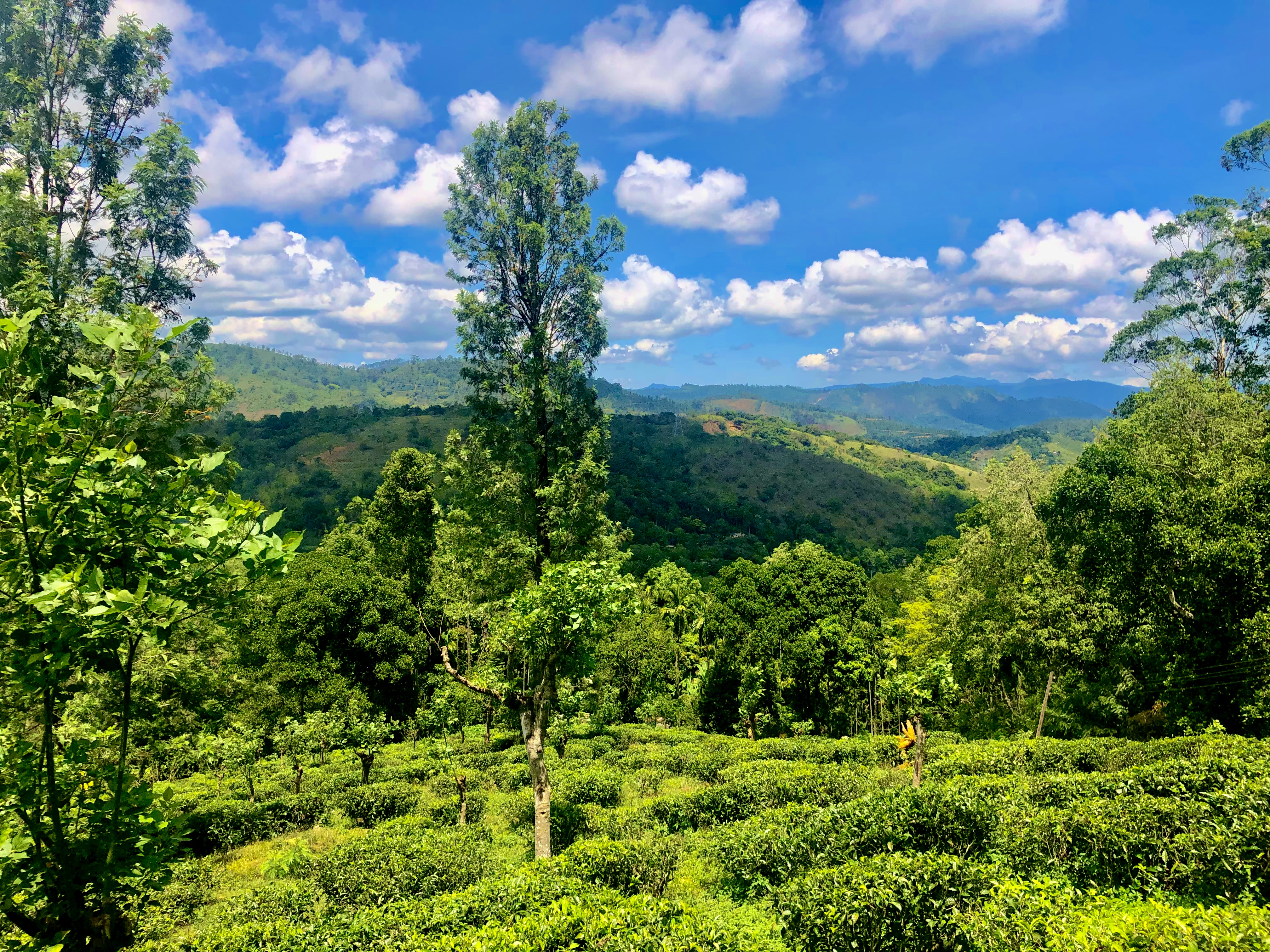
Una plantación de Té en Sri Lanka

En el año 2001 se vivió la primera contracción económica en la historia del país, como resultado de la escasez del poder adquisitivo, los problemas presupuestarios, el retraso global y la disensión civil continua. Los signos de la recuperación aparecieron después de la tregua de 2002. Las Acciones del Colombo Cambian informaron del crecimiento más alto en el mundo para 2003, y hoy Sri Lanka tiene las rentas por habitante más altas en Asia del Sur.
En abril de 2004, había una reversión aguda en la política económica después de que el gobierno dirigido por Ranil Wickremesinghe, del Partido Nacional Unido, fuera derrotado por una coalición entre el Partido de la Libertad de Sri Lanka y el Janatha Vimukthi Peramuna, izquierdista-nacionalista, llamando a esta unión la Alianza de la Libertad de Personas. El nuevo gobierno paró la privatización de empresas estatales, reformó el poder del Estado, las utilidades del petróleo y se embarcó en un programa económico de subvención que llamó la Rata Perata. Su tema principal, sostener el SMEs rural y suburbano y proteger la economía doméstica de influencias externas, tales como los precios del crudo, el Banco Mundial y el Fondo Monetario Internacional. Pero esta política de subvencionar los bienes que requieren el combustible, el fertilizante y el trigo. 

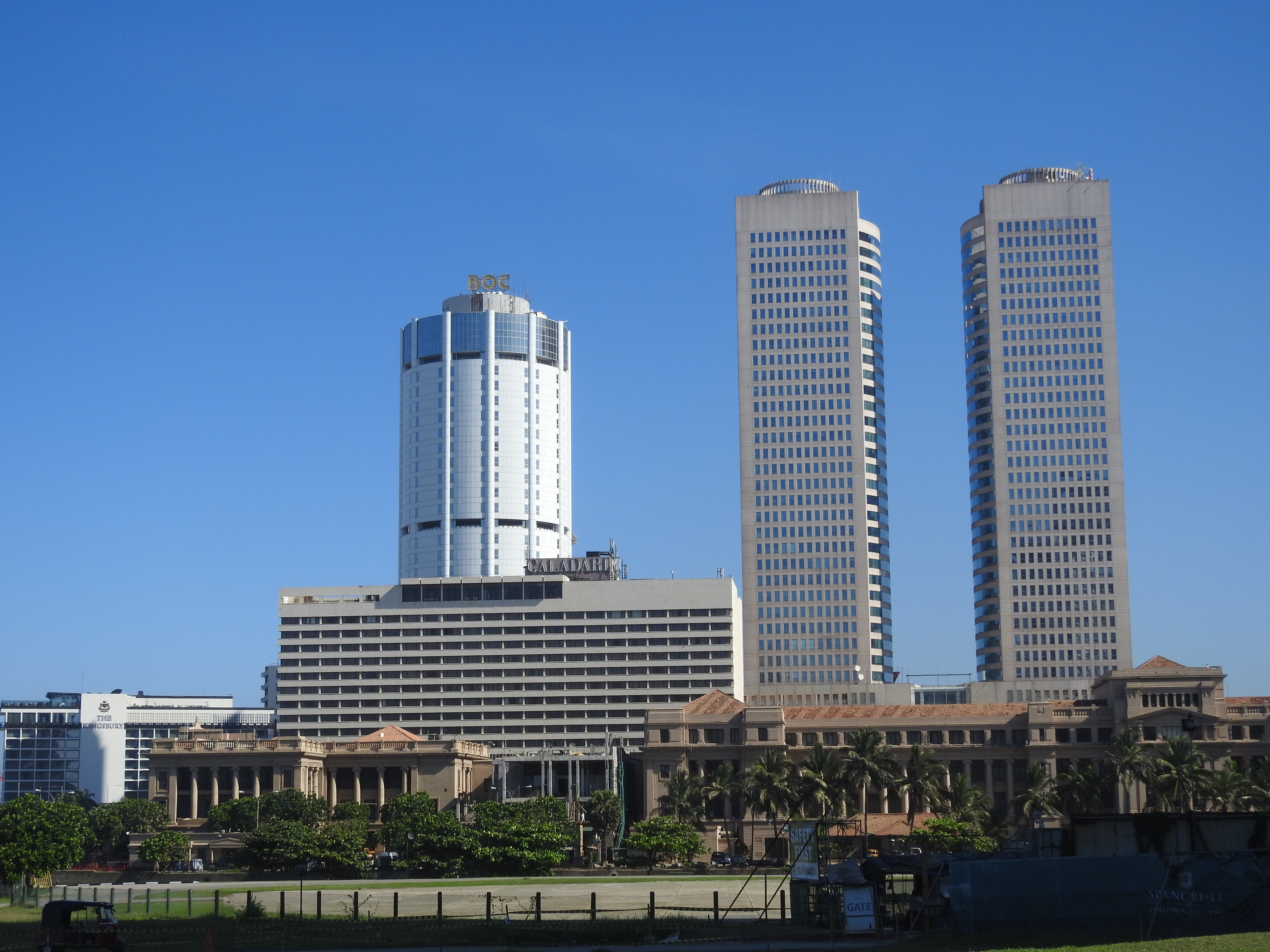
Edificios de Oficinas en Colombo

En 2004, Sri Lanka sola gastó aproximadamente 180 millones de dólares en una subvención del combustible, pues la fijación de los precios del combustible había sido una promesa de las elecciones. Para financiar el aumento del déficit presupuestario que surge de una gama de subvenciones y la contratación pública del sector, el gobierno tuvo finalmente que imprimir R 65 mil millones (650 millones de dólares) o alrededor del 3 % de PIB.[cita requerida] La política fiscal expansionaria, emparejada con la política monetaria floja, promovió finalmente la inflación hasta el 18 % en enero de 2005, tomando por referencia el índice de precios al consumo de Sri Lanka.
El ingreso per cápita de Sri Lanka se ha duplicado desde 2005. Durante el mismo período, la pobreza se redujo de 15,2 % a 7,6 %, la tasa de desempleo se redujo de 7,2 % a 4,9 %, la capitalización bursátil de la Bolsa Colombo Stock Exchange se ha cuadruplicado, más del 90 % de los hogares en Sri Lanka están electrificados. El 87,3 % de la población tiene acceso a agua potable y el 39 % tiene acceso a tuberías de agua. La desigualdad de ingresos también se ha reducido en los últimos años, lo que se indica con un coeficiente de Gini de 0,36 en 2010.
Según el Índice mundial de innovación, a cargo de la Organización Mundial de la Propiedad Intelectual, en 2024, Sri Lanka se ubicó en lugar 89 en innovación entre 133 países del mundo; mientras que en 2023 ocupó el lugar 90 y el lugar 85 en 2022.

## Transporte

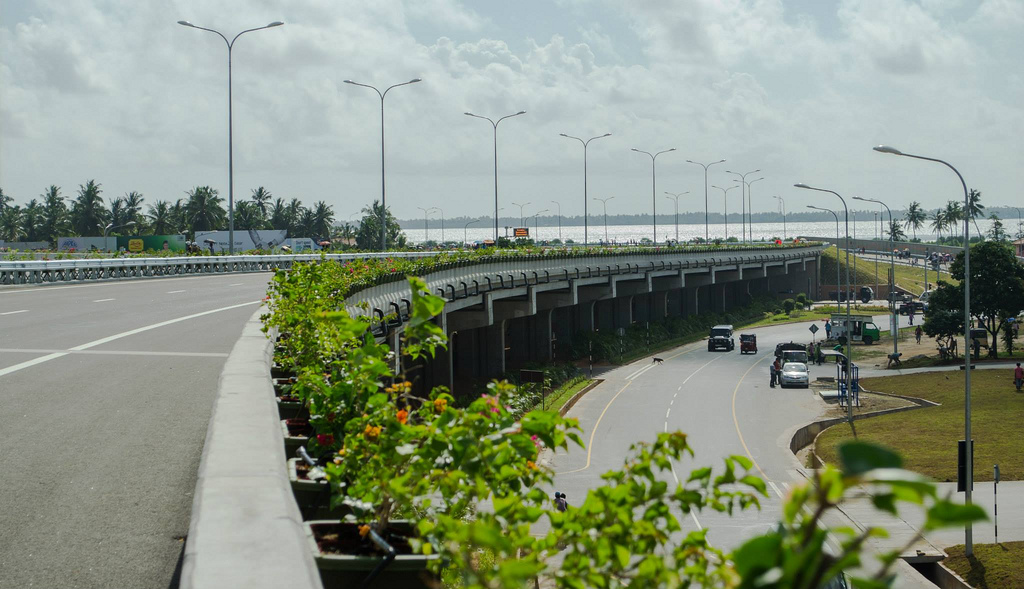
Vía Expresa de Colombo-Katunayake

### Terrestre
El transporte en Sri Lanka se basa en su red de carreteras, centrada en Colombo, la capital comercial del país. Una red ferroviaria cubre una parte de las necesidades de transporte de Sri Lanka. Hay vías navegables, puertos y tres aeropuertos internacionales: el de Katunayake, 35 km al norte de Colombo, el de Hambantota y el de Jaffna.
Las carreteras representan alrededor del 93 % del transporte terrestre de Sri Lanka. En 2022, había 12.255,401 kilómetros de carreteras de clase A y B y 312,586 kilómetros de autopistas. Los principales medios de transporte en Sri Lanka son el autobús, las motocicletas y los turismos (incluido el servicio de taxis).
La autopista Colombo-Matara es una vía rápida de 126 km que une Colombo, Galle y Matara y que se construyó en 2011 para desarrollar la economía de la provincia del Sur. Están en construcción la autopista Colombo-Katunayake, la autopista Colombo-Kandy y la autopista circular exterior (carretera de circunvalación de Colombo), y se ha propuesto una autopista Colombo-Padeniya. El gobierno de Sri Lanka ha propuesto tres autopistas elevadas que conectan las tres autovías principales

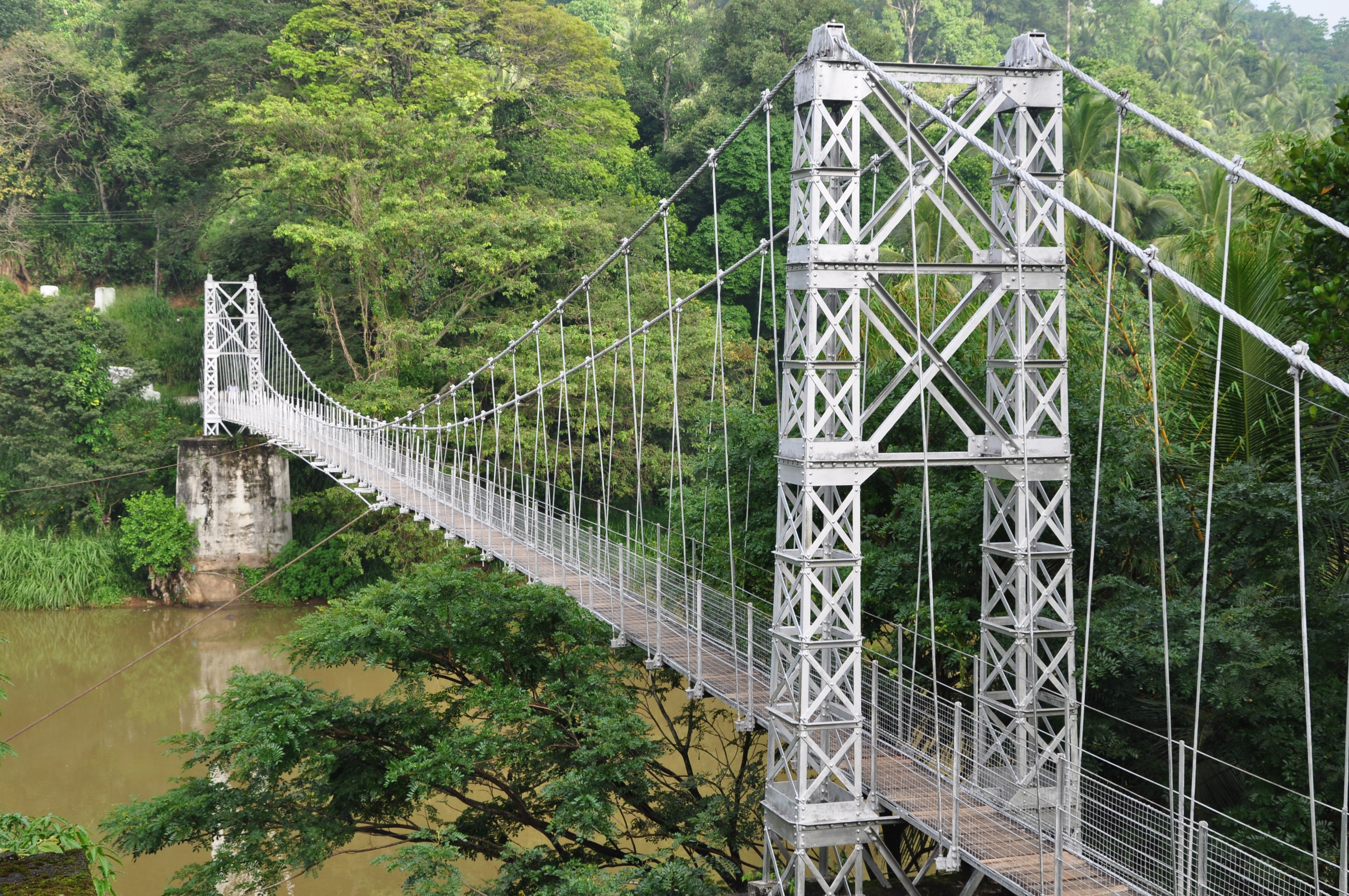
El puente de Halloluwa

Las autopistas nacionales de Sri Lanka son de categoría A o B. Las de categoría A se subdividen en AA, AB o AC. La densidad de carreteras es mayor en el suroeste, sobre todo en los alrededores de Colombo. Las autopistas están en buen estado, con una superficie bituminosa lisa y marcas viales; sin embargo, algunas carreteras rurales están en malas condiciones. Las carreteras más transitadas se están mejorando y repavimentando. En muchas zonas rurales hay transporte público.
Los autobuses son el principal medio de transporte público. El servicio lo presta la empresa estatal Sri Lanka Transport Board (SLTB) y autobuses de propiedad privada. La SLTB tiene rutas urbanas y rurales; en muchas zonas rurales, presta servicios que no serían rentables para los operadores privados.
Colombo cuenta con un amplio sistema de transporte público en autobús, cuyo centro es la estación central de autobuses de Pettah. La red de carreteras de la ciudad está formada por enlaces radiales (o rutas arteriales), que conectan la ciudad y los centros de distrito, y enlaces orbitales que se cruzan con las rutas arteriales. La mayoría de las rutas de autobús se encuentran en los enlaces radiales, sin carriles exclusivos para autobuses debido al elevado volumen de tráfico. Se ha propuesto un sistema BRT para Colombo, pero aún no se ha implantado.

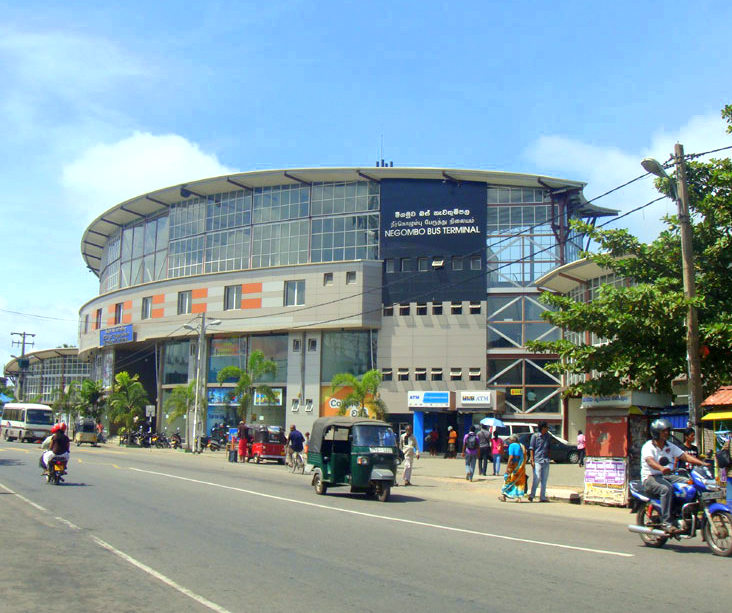
Terminal de Autobuses de Negombo

Las rutas interurbanas conectan muchos de los principales núcleos de población del país. Hay algunos servicios en las autopistas E01 y E03, con modernos autobuses Lanka Ashok Leyland.
En 2011, la SLTB empezó a introducir nuevos autobuses para sustituir parte de su vetusta flota. Los autobuses Volvo 8400, de Volvo India, circulan por las principales rutas de Colombo. El modelo más popular es el Lanka Ashok Leyland Viking, operado por la SLTB y varias empresas privadas.
El transporte moderno de Sri Lanka se remonta 120 años atrás, a 1902. Cuando entró en Sri Lanka el primer automóvil de la historia, un Rover monocilíndrico de 8 CV conducido por Edgar Money, un empresario británico local. Las carreteras de la época apenas estaban construidas y sólo unían unas pocas ciudades clave de la isla. Antes de la década de 1960, marcas británicas y europeas como Ford, Mini, Rolls-Royce y Rover dominaban el mercado automovilístico poscolonial de Sri Lanka. Adquirir un automóvil era un lujo reservado a la alta sociedad, ya que la importación de vehículos estaba muy regulada y los impuestos eran exorbitantes. En la década de 1960, la afluencia de vehículos a Sri Lanka se interrumpió bruscamente cuando el Gobierno prohibió todas las importaciones para solucionar el déficit de divisas. Sin embargo, desde la década de 1980 ha habido varios intentos de ensamblaje de automóviles. Upali Corporation ensamblaba vehículos Fiat y Mazda. Sin embargo, a mediados de la década de 1980 se dio por terminada.

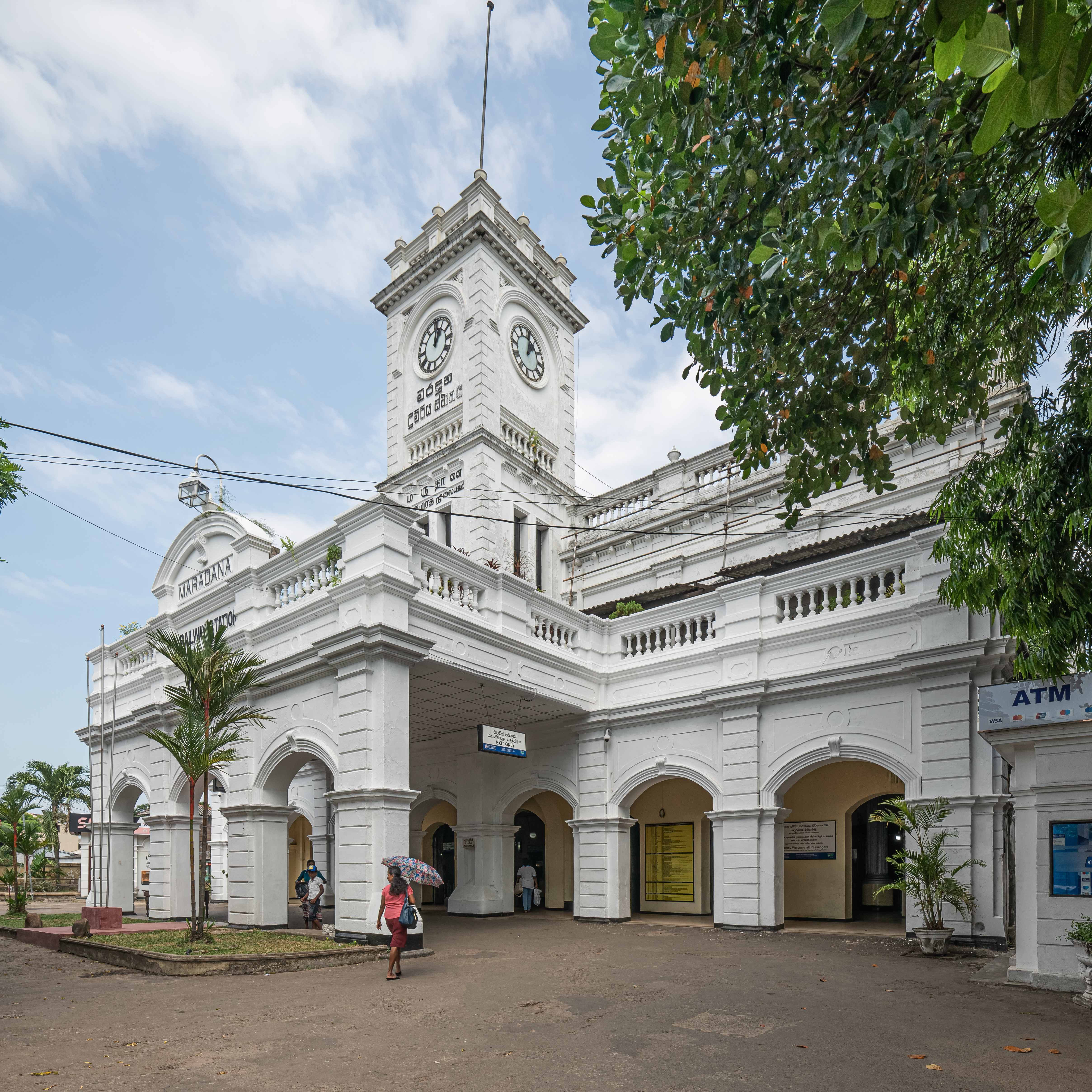
Estación ferroviaria de Maradana

### Ferroviario
Los ferrocarriles de Sri Lanka constan de una red interurbana que conecta los principales núcleos de población y un ferrocarril de cercanías que presta servicio a los viajeros de Colombo. Sri Lanka Railways explota la red ferroviaria del país, que incluye unos 1450 km de vías. Colombo es su centro neurálgico. Los trenes conectan las principales ciudades de las nueve provincias del país.
La mayor parte de las vías férreas se desarrollaron durante el periodo colonial británico; la primera línea (de Colombo a Kandy) se inauguró el 26 de abril de 1867. El ferrocarril se introdujo como medio económico de transportar las mercancías producidas en las plantaciones de té, caucho y coco al puerto principal de Colombo. A partir de la década de 1950, la economía de Sri Lanka se centró más en la industria que en la agricultura de plantación. La red de carreteras también creció; con la introducción de los camiones, un medio más rápido de transportar mercancías, disminuyó la cantidad de mercancías transportadas por ferrocarril. Al estar su red más centrada en las zonas de plantación que en los centros de población y servicios, el ferrocarril ha generado grandes pérdidas.
Su potencial de expansión quedó demostrado cuando el ministro de Transporte, Leslie Goonewardene, amplió la línea costera de Puttalam a Aruvakalu en 1974 para dar servicio a la fábrica de cemento de esa localidad. El ferrocarril está modernizando y ampliando esa línea para facilitar trenes más rápidos y mejorar la eficiencia. En 2010 se propuso la electrificación de los tramos más transitados de la red para mejorar la eficiencia energética y la sostenibilidad, pero no se llevó a cabo ninguna obra. El ferrocarril está ampliando la línea costera de Matara a Kataragama pasando por Hambantota.

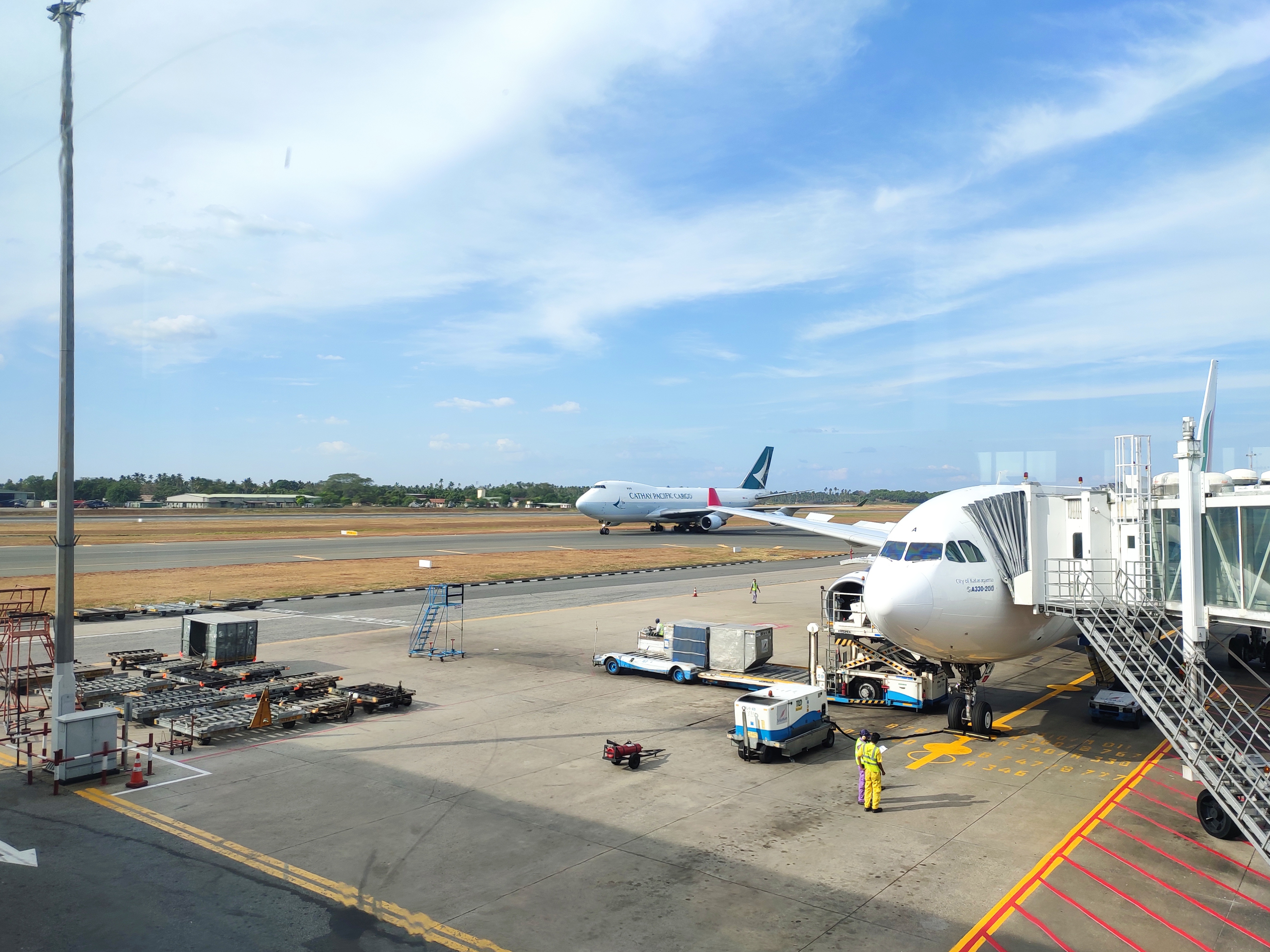
Aeropuerto internacional de Bandaranaike

La red ferroviaria de Sri Lanka atraviesa paisajes pintorescos, sobre todo la línea principal Colombo-Badulla, que abraza las escarpadas tierras altas del país. Los ferrocarriles conectan las ciudades de Kandy, Galle, Matara, Jaffna, Kankesanturai, Mannar, Anuradhapura, Gampaha, Negombo, Kurunegala, Avissawella, Kalutara, Polonnaruwa, Batticaloa, Trincomalee, Badulla, Gampola, Nawalapitiya, Matale, Vavuniya, Puttalam y Chilaw con Colombo.
La línea de vía estrecha Kelani Valley, de Colombo a Avissawella, se transformó en una línea de vía ancha de 1676 mm (5 pies y 6 pulgadas). Las otras líneas de vía estrecha, de Nanu Oya a Nuwara Eliya, de Avissawella a Yatiyantota y de Avissawella a Ratnapura y Opanayaka, se desmantelaron debido a las pérdidas financieras. En 2007, el gobierno de Sri Lanka anunció planes para las líneas Matara-Kataragama (113 km), Padukka-Hambantota-Ratnapura (210 km), Kurunegala-Dambulla-Habarana (80 km) y Panadura-Horana (18 km) para 2014.

### Aéreo
SriLankan Airlines es la aerolínea nacional de Sri Lanka. Fundada en 1979 con el nombre de Air Lanka, cambió de nombre cuando recibió una participación extranjera en 1998. Opera a Asia y Europa desde su base en el aeropuerto internacional Bandaranaike de Colombo; la oficina principal de la aerolínea se encuentra en el Airline Centre del aeropuerto. Estaba previsto que la aerolínea se uniera a la alianza Oneworld en 2013.

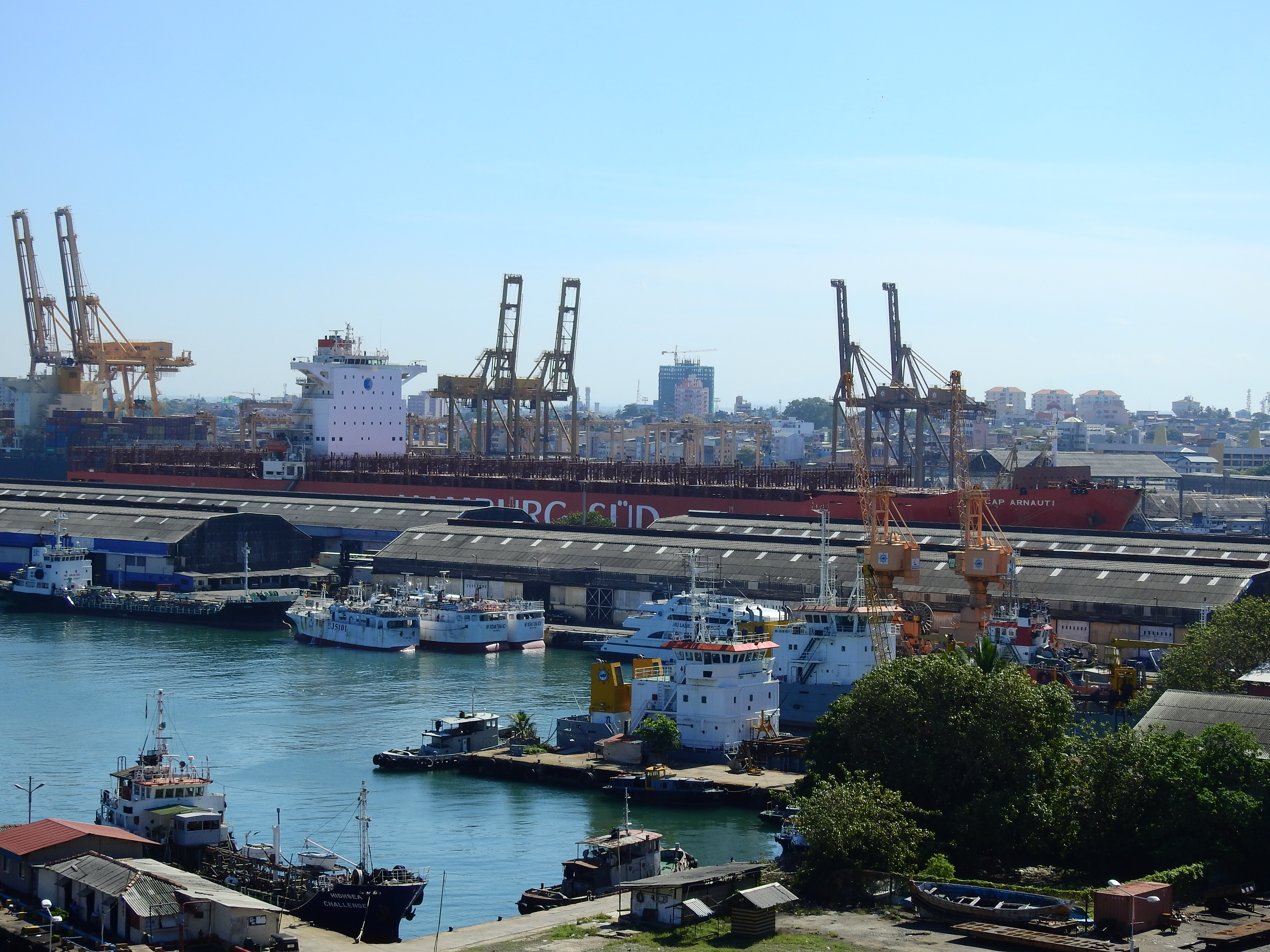
Puerto de Colombo

SriLankan Airlines vuela a 62 destinos en 34 países.

### Marítimo
Sri Lanka cuenta con 160 kilómetros de vías navegables interiores (principalmente ríos en el suroeste), navegables en embarcaciones de poco calado.
Cuenta con puertos de gran calado en Colombo, Hambantota, Galle y Trincomalee. Colombo es el de mayor volumen de carga, con una capacidad estimada de 5,7 millones de TEU. El puerto inició en 2008 un proyecto de ampliación a gran escala con un coste de 1.200 millones de dólares para aumentar su capacidad.

## Demografía
La mayoría de la población es cingalesa (83 %), a la que siguen por importancia los tamiles (8,9 %) y los árabes (7,7 %). Las lenguas oficiales son el cingalés y el tamil. El inglés es la lengua materna de aproximadamente el 10 % de la población y es hablado y entendido ampliamente. Estas tres lenguas son usadas en la educación y la administración.
En 1921 la población alcanzaba los 4,5 millones de habitantes, que pasó en 1946 a 6,6 millones y, a finales del siglo XX, a 18,5 millones. Los flujos migratorios se producen fundamentalmente de este a oeste, hacia la ciudad de Colombo, y también existe una importante migración exterior, sobre todo al Reino Unido.

### Lenguas
Se hablan varios idiomas en Sri Lanka dentro de las familias indoarias, dravidianas y austronesias. Sri Lanka otorga estatus oficial al sinhala y tamil. Los idiomas que se hablan en la nación isleña están profundamente influenciados por los diversos idiomas en India, Europa y el sudeste asiático. Los colonos árabes, portugueses y británicos han influido en el desarrollo de las lenguas modernas en Sri Lanka.

### Religión
| Religión en Sri Lanka (2011)[cita requerida] | Religión en Sri Lanka (2011)[cita requerida] | Religión en Sri Lanka (2011)[cita requerida] | Religión en Sri Lanka (2011)[cita requerida] | Religión en Sri Lanka (2011)[cita requerida] |
| -------------------------------------------- | -------------------------------------------- | -------------------------------------------- | -------------------------------------------- | -------------------------------------------- |
| Religión                                     | Religión                                     |                                              | Porcentaje                                   | Porcentaje                                   |
| Budismo                                      | Budismo                                      |                                              | 70,2                                         | 70,2                                         |
| Hinduismo                                    | Hinduismo                                    |                                              | 12,6                                         | 12,6                                         |
| Islam                                        | Islam                                        |                                              | 9,7                                          | 9,7                                          |
| Cristianismo                                 | Cristianismo                                 |                                              | 7,4                                          | 7,4                                          |
| Ninguna                                      | Ninguna                                      |                                              | 0,1                                          | 0,1                                          |

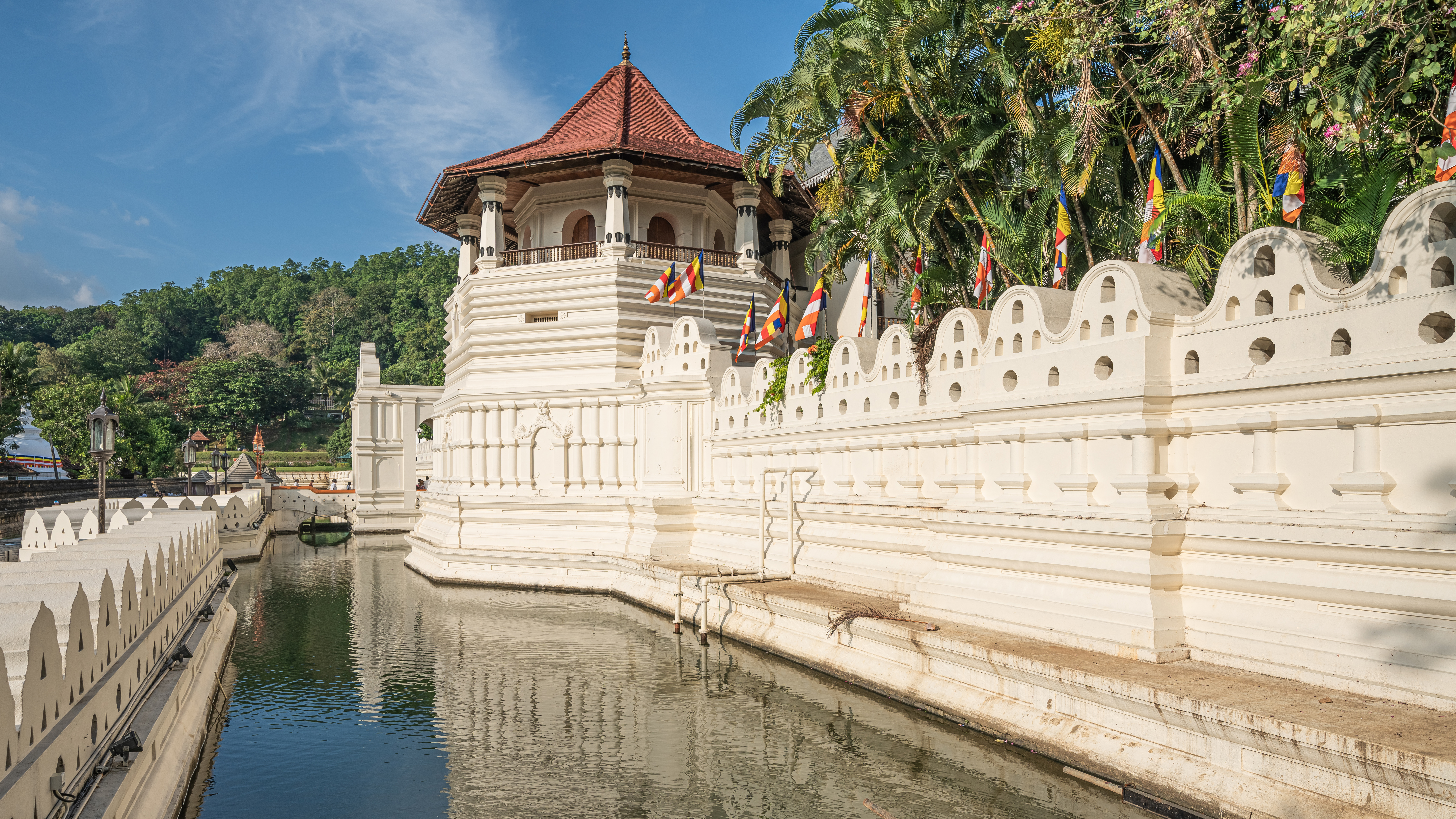
El Sri Dalada Maligawa o Templo del Diente de Buda, erigido en el, es el más importante del budismo en Sri Lanka.

Sri Lanka tiene una población multiétnica y con varias religiones. La división religiosa está constituida por budistas (69 %), hinduistas (16 %), musulmanes (7,6 %) y cristianos (7,5 %).

El budismo, principalmente el de la escuela de Theravada, constituye la fe religiosa de cerca del 70 % de la población. Según crónicas tradicionales esrilanquesas (tal como el Dipavamsa), el budismo fue introducido en Sri Lanka en el siglo II a. C. por el hijo del emperador Ashoka, durante el reinado del rey Devanampiyatissa. En esta época y bajo el patrocinio de este rey esrilanqués, fue traído a Sri Lanka un vástago del propio Árbol de Bodhi, bajo el cual Buda recibiera su iluminación y los primeros monasterios fueron establecidos. El Canon de Pali (Thripitakaya), preservado previamente como una tradición oral, fue escrito por primera vez en esrilanqués alrededor del año 30 a. C.

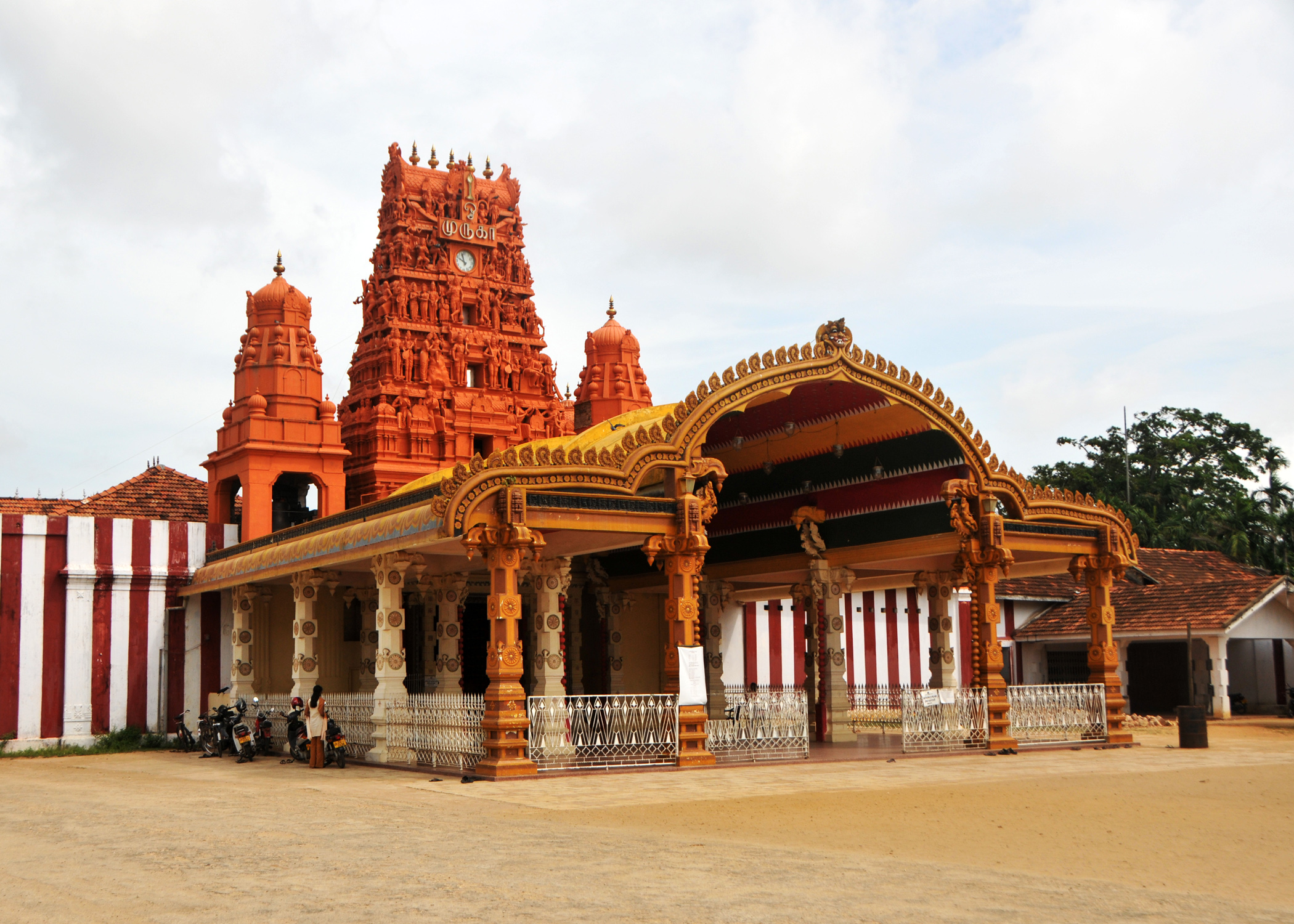
El templo Nallur Kandaswamy de Jaffna es uno de los lugares sagrados del hinduismo en Sri Lanka.

Sri Lanka tiene la historia continua más larga de budismo de entre las naciones budistas predominantes, con el Sangha prácticamente intacto desde su introducción en el siglo II. Durante sus períodos de decadencia, el linaje monacal esrilanqués fue revivido por el contacto con Tailandia y Birmania. Los períodos de influencia mahayana, así como el descuido oficial bajo el gobierno colonial, han representado grandes desafíos para las instituciones budistas theravada de Sri Lanka, pero sus resurgimientos continuos —el más reciente en el siglo XIX— han permitido mantener la tradición theravada viva por más de 2000 años.
El hinduismo, traído a Sri Lanka por inmigrantes o frecuentes invasores del sur de la India, es la segunda religión más importante en Sri Lanka, principalmente de la escuela de Shaivite, constituyendo un 15 % de la población.
Los comerciantes árabes extendieron el islam por la isla a lo largo de varios siglos, siendo actualmente sus seguidores un 8 % de la población.

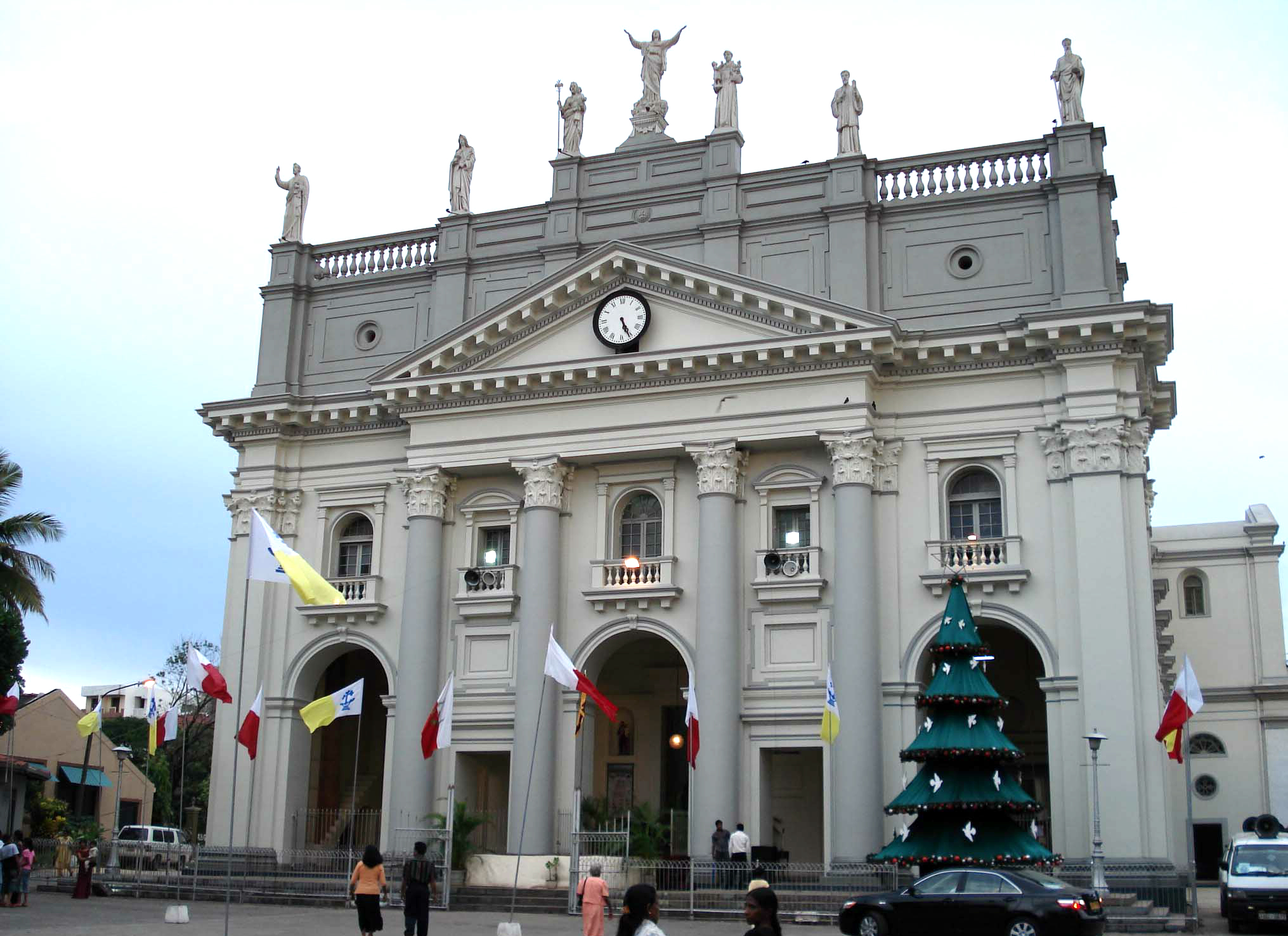
Catedral católica de Santa Lucía en Colombo

El cristianismo, fue introducido en la isla según las tradiciones cristianas, por el apóstol Tomás quién estuvo activo en Sri Lanka y en el sur de la India durante el siglo I d. C. Durante los siglos siguientes existieron pequeñas comunidades cristianas en las costas de Sri Lanka, que florecieron en los bordes de las rutas comerciales del Océano Índico como Islam. lo hizo en épocas posteriores. El cristianismo no hizo avances significativos en 1453 y se desarrolló con fuerza hasta mediados del siglo XVII, cuando los agresivos esfuerzos misioneros portugueses condujeron a muchas conversiones, especialmente entre los Karava y otras castas de las tierras bajas. Cuando los neerlandeses tomaron el control de Sri Lanka, esta tuvo que convertirse al calvinismo a la fuerza. Los neerlandeses alentaron a sus propios misioneros de la Iglesia Reformada Holandesa. Bajo su patrocinio, el 21% de la población de las tierras bajas era oficialmente cristiana en 1722. Los británicos, a su vez, permitieron a los misioneros anglicanos y protestantes hacer proselitismo. 
Actualmente, en Sri Lanka hay 20.483.000 habitantes, de los cuales 1.514.000 son católicos, es decir, el 7,3% de la población, según las estadísticas publicadas por la Santa Sede. Su herencia religiosa se remonta directamente a los exploradores portugueses. El resto de la población cristiana son congregacionalistas, anglicanos, metodistas y bautistas.
También hubo una pequeña porción de seguidores de Zoroastro, que llegaron desde la India (parsis), los cuales se asentaron en Ceilán durante el período del poder británico, pero como resultado de la emigración quedan pocos de ellos, habiendo, sin embargo, jugado un significativo papel en el crecimiento del país. El último ministro de finanzas de Sri Lanka, Nariman Choksy, fue un parsi.
La religión juega una parte importante en la vida y la cultura de los esrilanqueses. La mayoría budista observa los Días de Puja una vez por mes, según el calendario lunar. A su vez, los hindúes y los musulmanes observan también sus propios días de fiesta. En Sri Lanka hay muchos templos budistas, mezquitas, templos hindúes e iglesias a través de la isla, especialmente en áreas donde se concentran sus respectivas comunidades. 

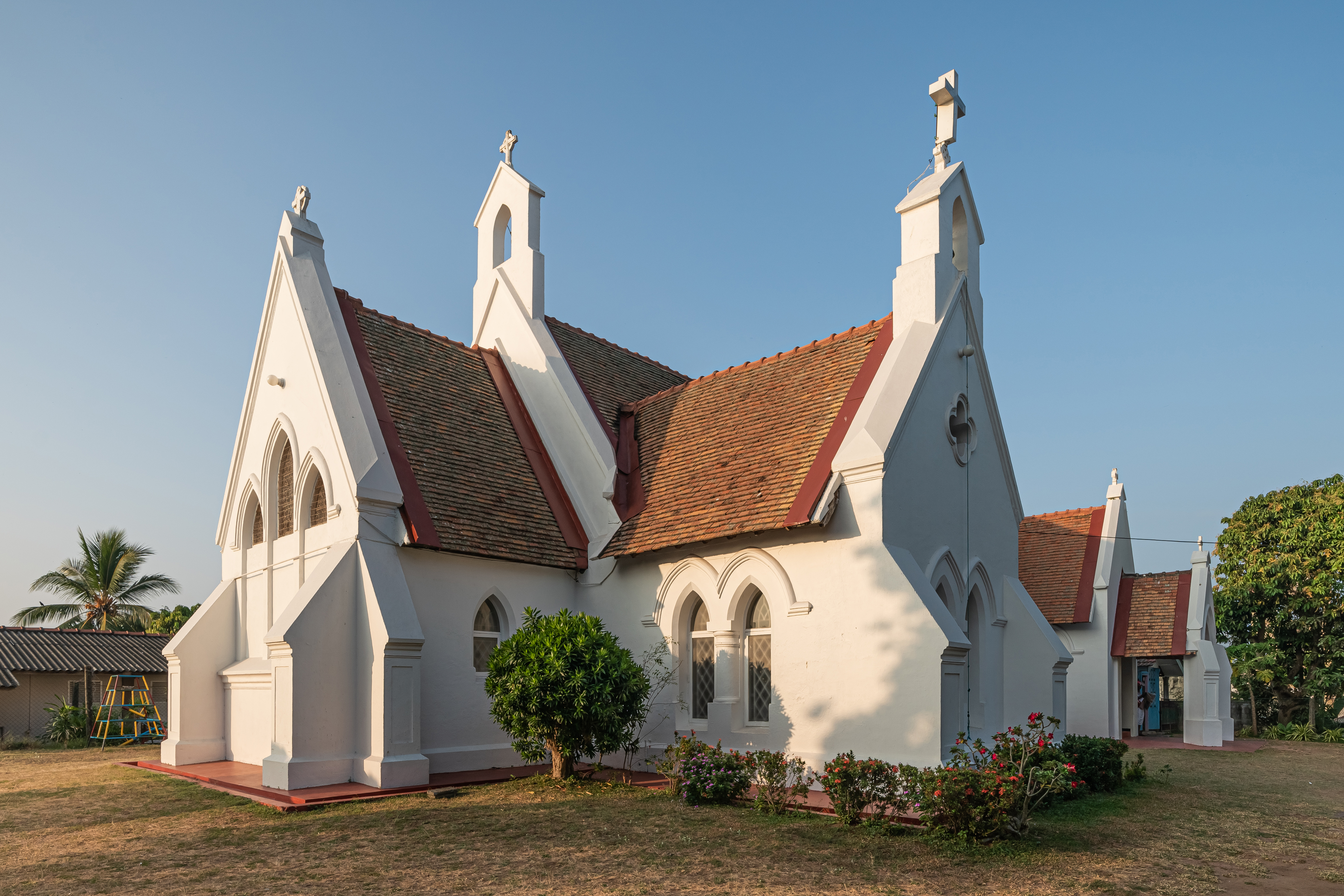
Iglesia anglicana de San Esteban en Negombo

Los budistas están distribuidos en casi toda la isla menos en el norte, mientras que los hindúes están concentrados en el norte, al este y en las tierras altas centrales. Los cristianos, especialmente católicos, están concentrados principalmente en el cinturón costero occidental. Los musulmanes están concentrados en varios grupos a lo largo de la costa y en el interior. Todas las comunidades religiosas están representadas, en forma numerosa, en la provincia occidental y en otros centros urbanos.

### Educación
Con una tasa de alfabetización del 92,9 %, Sri Lanka tiene una de las poblaciones más alfabetizadas entre las naciones en desarrollo. Su tasa de alfabetización juvenil es del 98,8 %, la de informática del 35 % y la de matriculación en la escuela primaria supera el 99 %. Existe un sistema educativo que establece 9 años de escolarización obligatoria para todos los niños.
El sistema de enseñanza gratuita, establecido en 1945, es fruto de la iniciativa de C. W. W. Kannangara y A. Ratnayake. Es uno de los pocos países del mundo que ofrece enseñanza gratuita universal desde la primaria hasta la terciaria. Kannangara dirigió la creación de las Madhya Vidyalayas (escuelas centrales) en distintas partes del país para proporcionar educación a los niños de las zonas rurales de Sri Lanka. En 1942, un comité especial de educación propuso amplias reformas para establecer un sistema educativo eficaz y de calidad para el pueblo. 

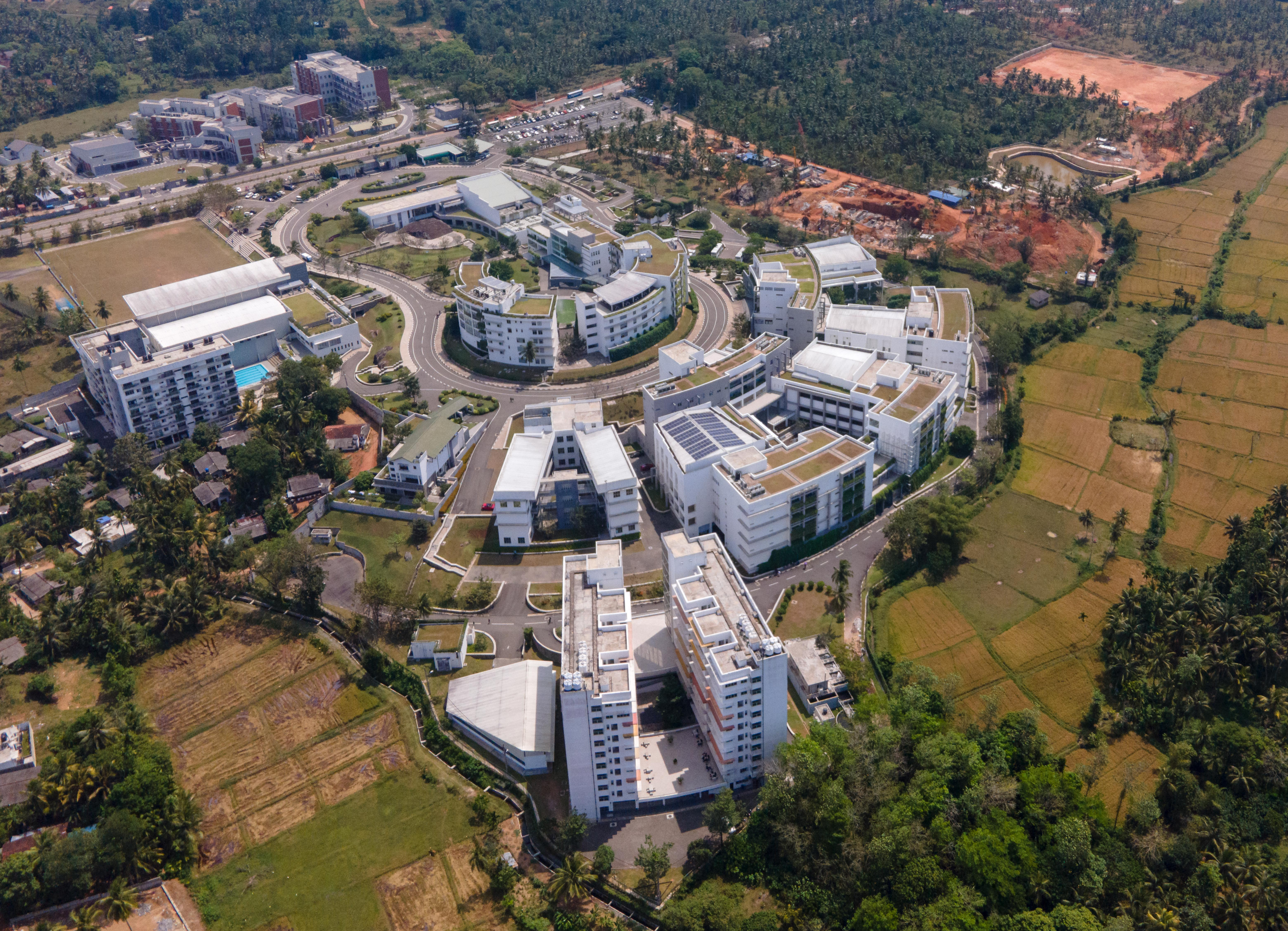
Escuela Nacional de Gestión Empresarial en Sri Lanka

Sin embargo, en la década de 1980 se introdujeron cambios en este sistema que separaron la administración de las escuelas entre el gobierno central y el provincial. Así, las escuelas nacionales de élite están controladas directamente por el Ministerio de Educación y las escuelas provinciales por el gobierno provincial. Sri Lanka tiene aproximadamente 10.155 escuelas públicas, 120 privadas y 802 pirivenas.
Sri Lanka tiene 17 universidades públicas. La falta de capacidad de respuesta del sistema educativo a las necesidades del mercado laboral, las disparidades en el acceso a una educación de calidad y la falta de un vínculo efectivo entre la educación secundaria y la terciaria siguen siendo los principales retos del sector educativo. En los últimos tiempos han surgido varias instituciones privadas que otorgan títulos para cubrir estas lagunas, aunque la participación en la educación terciaria sigue siendo del 5,1 % Sri Lanka ocupó el puesto 90 en el Índice Mundial de Innovación en 2023.
La educación en Sri Lanka tiene una historia de más de 2300 años. Se cree que la lengua sánscrita llegó a la isla desde el norte de la India como consecuencia del establecimiento del budismo en el reinado del rey Devanampiya Tissa, gracias a los monjes budistas enviados por el emperador Asoka de la India. Desde entonces se desarrolló un sistema educativo basado en los templos budistas y los pirivenas (colegios monásticos), estos últimos destinados principalmente al clero (incluso hoy en día) y a la educación superior. Pruebas de este sistema se encuentran en el Mahawamsa y el Dipavamsa, la Crónica de Lanka que trata de la historia de la isla desde la llegada del príncipe Vijaya y sus seguidores en el siglo VI a. C.

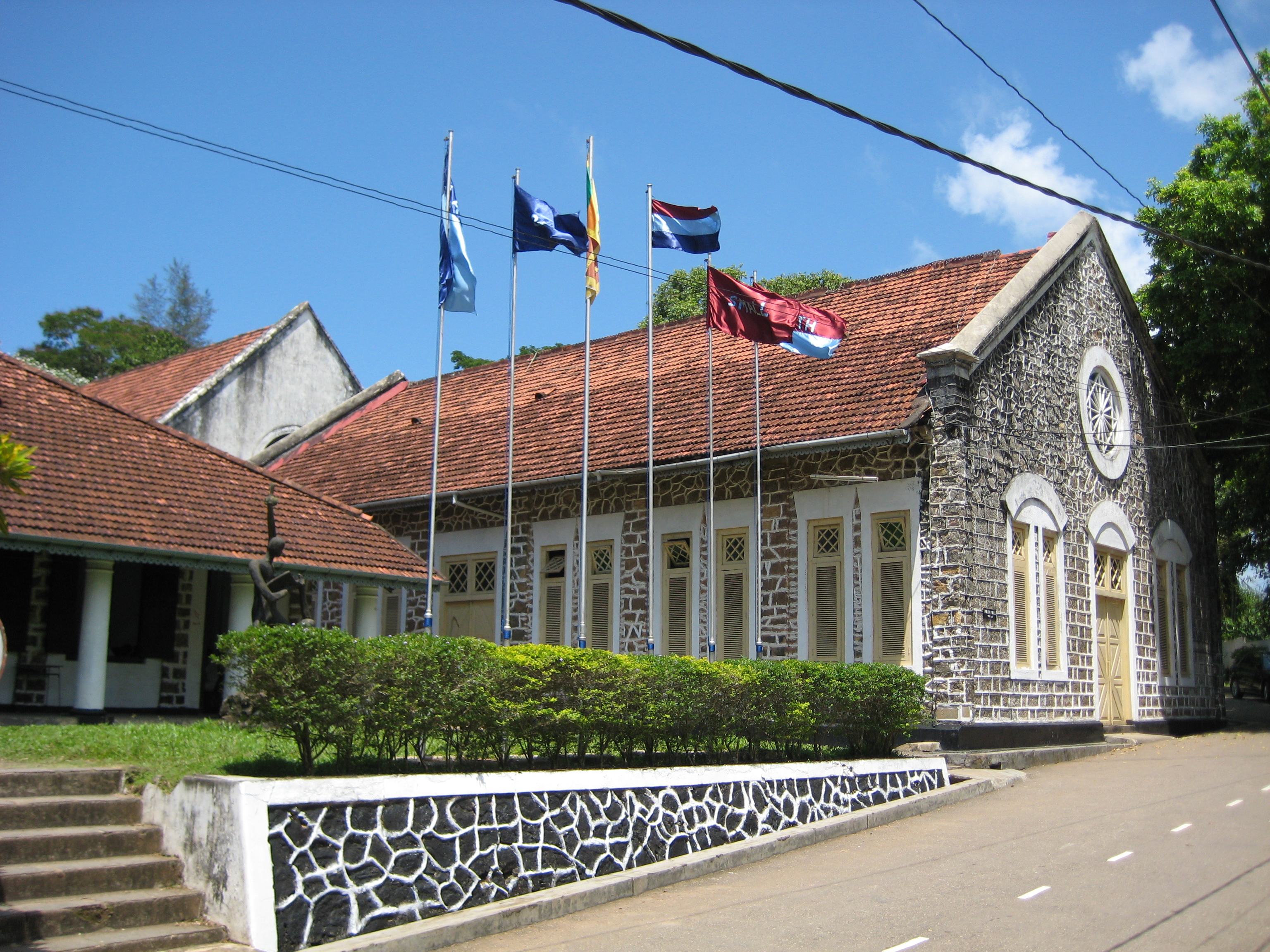
El colegio Richmond en Galle

Con el inicio de la expansión colonial en la isla, primero en las provincias costeras y luego en el interior, las sociedades misioneras cristianas se dedican a la educación. El monopolio de los misioneros cristianos en la educación terminó tras la Comisión Colebrooke creada por la administración británica.
El Instituto Nacional de Educación (NIE) de Sri Lanka, con sede en Maharagama, se creó en 1986 en virtud de las disposiciones de la Ley n.º 28 de 1985 sobre el Instituto Nacional de Educación. El objetivo del instituto es "liderar el desarrollo de una educación general de calidad, equitativa y pertinente en una sociedad pluralista".

### Salud
Sri Lanka supera la media regional en atención sanitaria, con una elevada esperanza de vida y una tasa de mortalidad materna e infantil inferior a la de sus vecinos. En 2018, la esperanza de vida era de 72,1 para los hombres y 78,5 para las mujeres, lo que situaba al país en el puesto 70 del mundo.

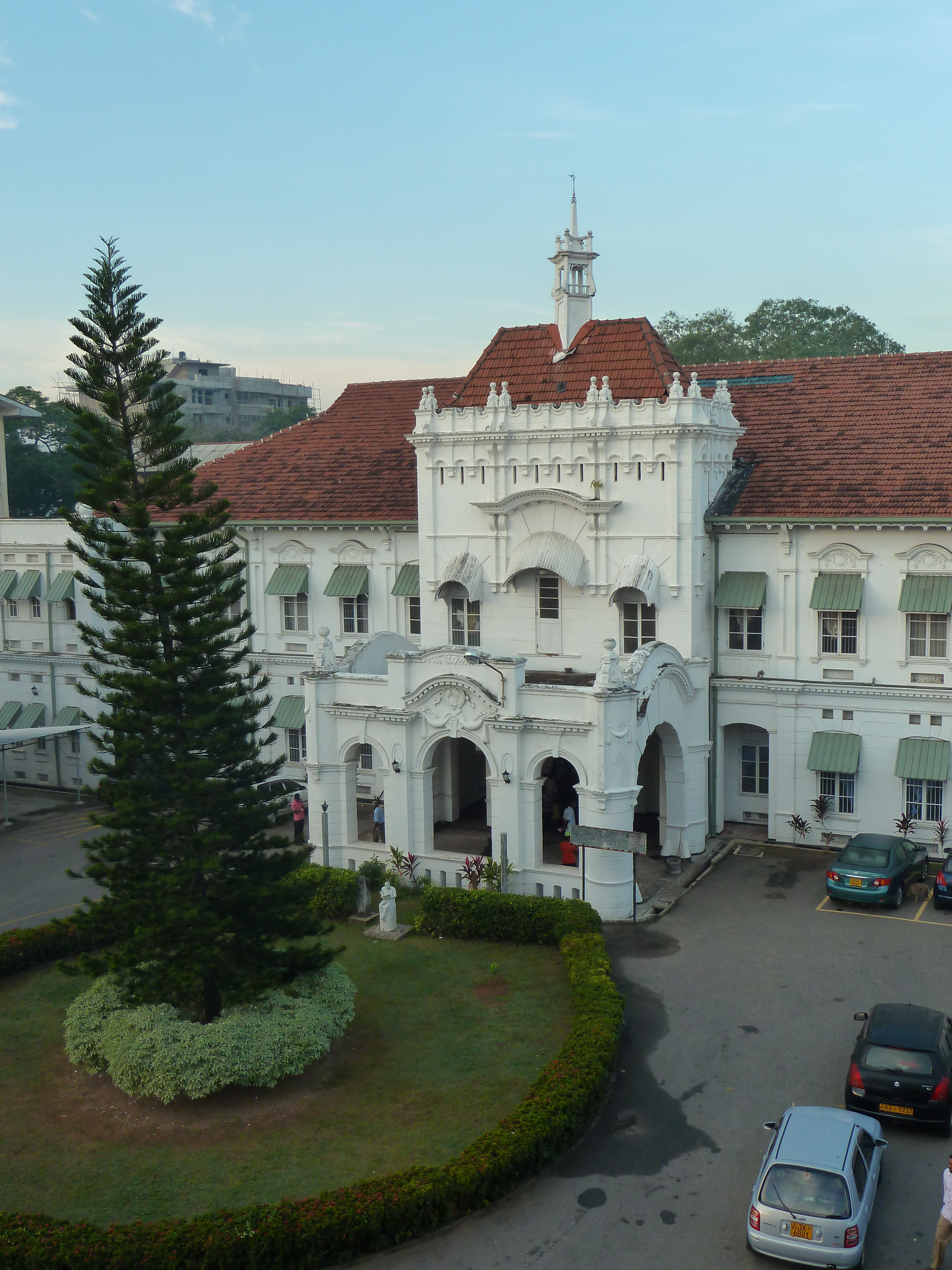
Hospital nacional de Colombo

La Iniciativa para la Medición de los Derechos Humanos considera que Sri Lanka cumple el 86,7 % de lo que debería cumplir en materia de derecho a la salud en función de su nivel de ingresos.
Los esrilanqueses comen una gran variedad de alimentos que pueden formar una dieta sana y saludable.La larga historia de vegetarianismo en la isla ha dado lugar a una gran variedad de platos vegetales, mientras que el compromiso de Sri Lanka con el uso de edulcorantes naturales como el kithul (melaza) ha evitado los problemas relacionados con el uso excesivo de azúcar en la dieta. El consumo de pescado, en lugar de otras carnes, también ha aumentado la salubridad de la dieta esrilanquesa.
Aunque los ceilandeses tienden a consumir alimentos que deberían constituir una dieta sana, la forma en que eligen despreocupadamente la cantidad de comida que consumen suele provocar problemas de salud relacionados con la dieta.
La dieta puede contener a menudo demasiados carbohidratos, debido a una preferencia cultural por encontrar apetitoso el arroz y otros alimentos básicos, lo que aumenta la probabilidad de diabetes, al tiempo que se omiten desproporcionadamente los acompañamientos a base de verduras y, a menudo, se omiten por completo los platos a base de lácteos. También se ha señalado el uso excesivo de aceite y aceite de coco como causa de problemas relacionados con lo que comen.

## Cultura

### Literatura

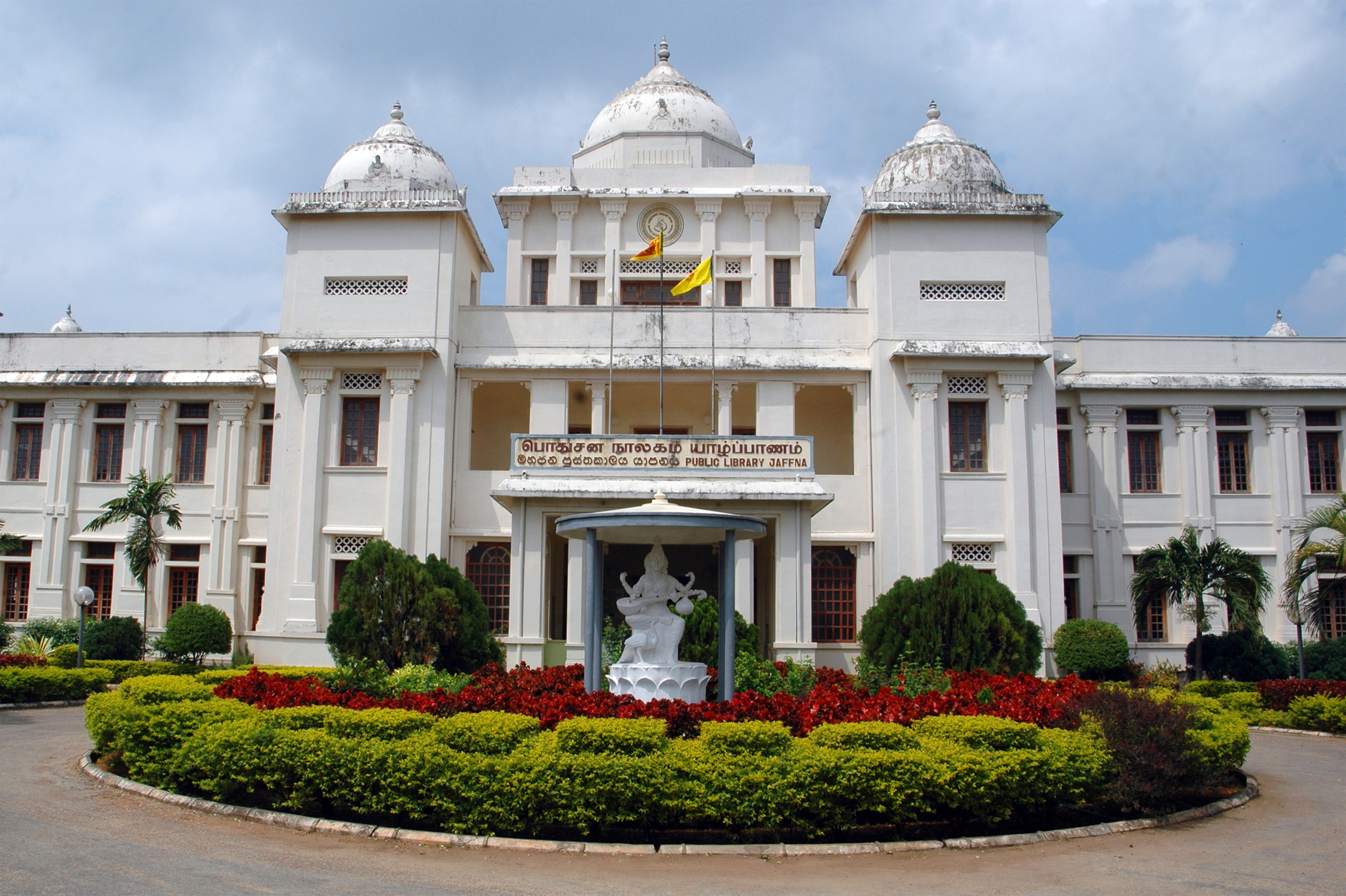
Biblioteca pública de Jaffna

La literatura de Sri Lanka abarca al menos dos milenios y es heredera de la tradición literaria aria plasmada en los himnos del Rigveda. El Canon Pāli, la colección estándar de escrituras de la tradición budista Theravada, se redactó en Sri Lanka durante el Cuarto Concilio Budista, en el templo de la cueva de Alulena, Kegalle, ya en el año 29 a. C. Crónicas como la Mahāvaṃsa, escrita en el siglo VI, ofrecen vívidas descripciones de las dinastías de Sri Lanka. Según el filósofo alemán Wilhelm Geiger, las crónicas se basan en Sinhala Atthakatha (comentario).
La obra en prosa más antigua que se conserva es el Dhampiya-Atuva-Getapadaya, compilado en el siglo 9 CE. Las mayores hazañas literarias de Sri Lanka medieval incluyen Sandesha Kāvya (mensajes poéticos) como Girā Sandeshaya (mensaje de loro), Hansa Sandeshaya (mensaje de cisne) y Salalihini Sandeshaya (mensaje de myna). 

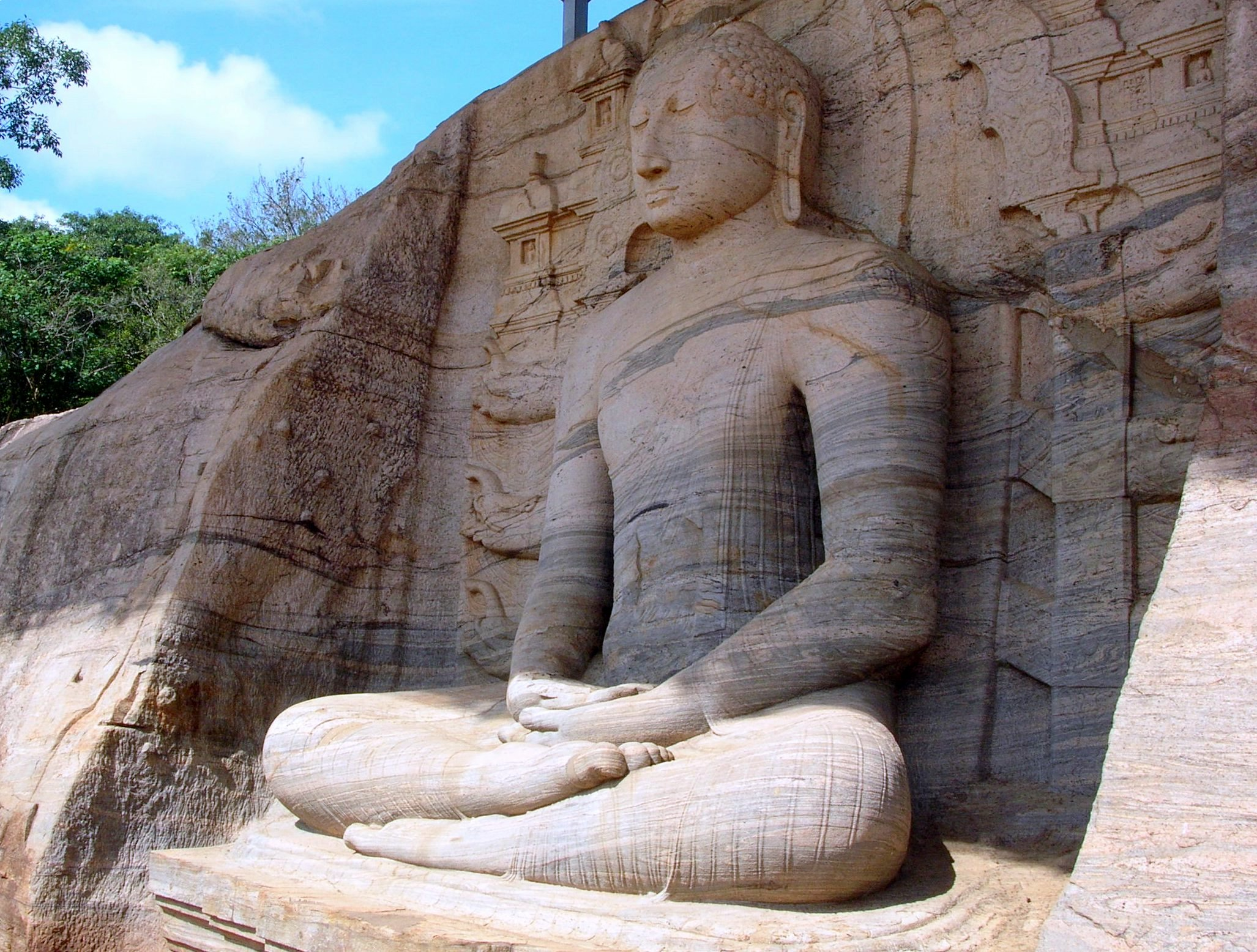
Estatua de Buda en el templo rupestre de Gal Viharaya, en Polonnaruwa

La poesía, que incluye Kavsilumina, Kavya-Sekharaya (Diadema de la poesía) y prosas como Saddharma-Ratnāvaliya, Amāvatura (Inundación de néctar) y Pujāvaliya, también son obras notables de este periodo, considerado la edad de oro de la literatura de Sri Lanka. La primera novela moderna, Meena, de Simón de Silva, apareció en 1905 y fue seguida por varias obras literarias revolucionarias. Martin Wickramasinghe, autor de Madol Doova, está considerado la figura emblemática de la literatura de Sri Lanka.

### Música
La música tradicional de Sri Lanka muestra las influencias culturales desde los inmigrantes del norte de la India a mediados del primer milenio antes de Cristo. De ellos surgieron los cingaleses, seguidores del budismo Theravada desde el siglo III antes de Cristo. Como según las enseñanzas budistas no se requieren rituales y la salvación sólo puede buscarla cada individuo, no habría por tanto necesidad de música ceremonial ni de música en la comunidad de creyentes. Sin embargo, la música religiosa de los cingaleses tiene su origen en la religión popular y consiste principalmente en ritmos de tambores y cánticos apropiados para la ocasión, con los que se invoca y venera a dioses patronos, dioses antepasados y demonios. Por lo demás, la música fue promovida por los reyes cingaleses que, según la crónica Mahavamsa (siglo V d. C.), gobernaban la isla desde la llegada de los indios del norte.

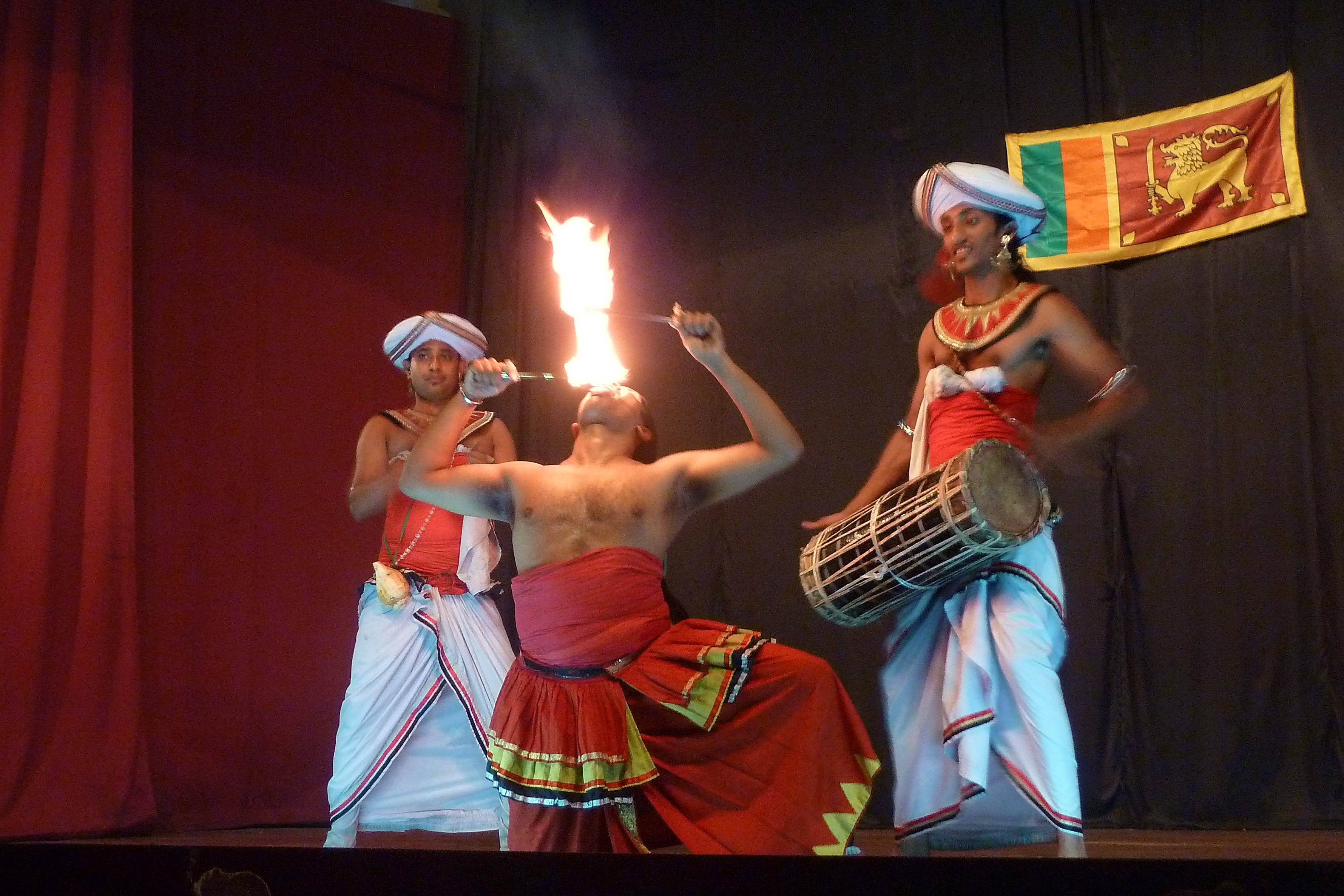
Danza de Kandy con un espectáculo de fuego

Los tamiles, segundo grupo de población, cultivan sus propias tradiciones musicales con música de culto hindú originaria del sur de la India. Esto se remonta al siglo XI, cuando el imperio tamil Chola gobernaba Sri Lanka. Otras conexiones musicales pueden atribuirse a la situación geográfica de la isla, que desde la segunda mitad del I milenio estaba situada en una ruta comercial marítima entre la costa oriental africana, Arabia y el sureste asiático.
Uno de esos vínculos es el tambor de marco rabana, cuyo nombre no se conoce en la India. Llegó con la cultura árabe-islámica a las islas Malayas, donde los musulmanes lo tocan como rebana en la música religiosa, y desde allí llegó a Sri Lanka. A partir del siglo XVI siguieron las influencias musicales de los colonos europeos: los portugueses (desde 1505), que trajeron consigo esclavos africanos en el siglo XVII, los holandeses (desde 1658) y los británicos (desde 1796), que tenían africanos en las filas de su ejército en el siglo XIX.
En primer lugar, hay que distinguir entre la música ritual y religiosa de los cingaleses, los tamiles y los musulmanes. Estilísticamente, la música de culto cingalesa se divide en tres grandes regiones culturales, que coinciden aproximadamente con el uso de determinados tipos de tambores cingaleses. La gran mayoría del repertorio de ritmos de tambor pertenece a estilos de danza ritual y prácticas religiosas populares.

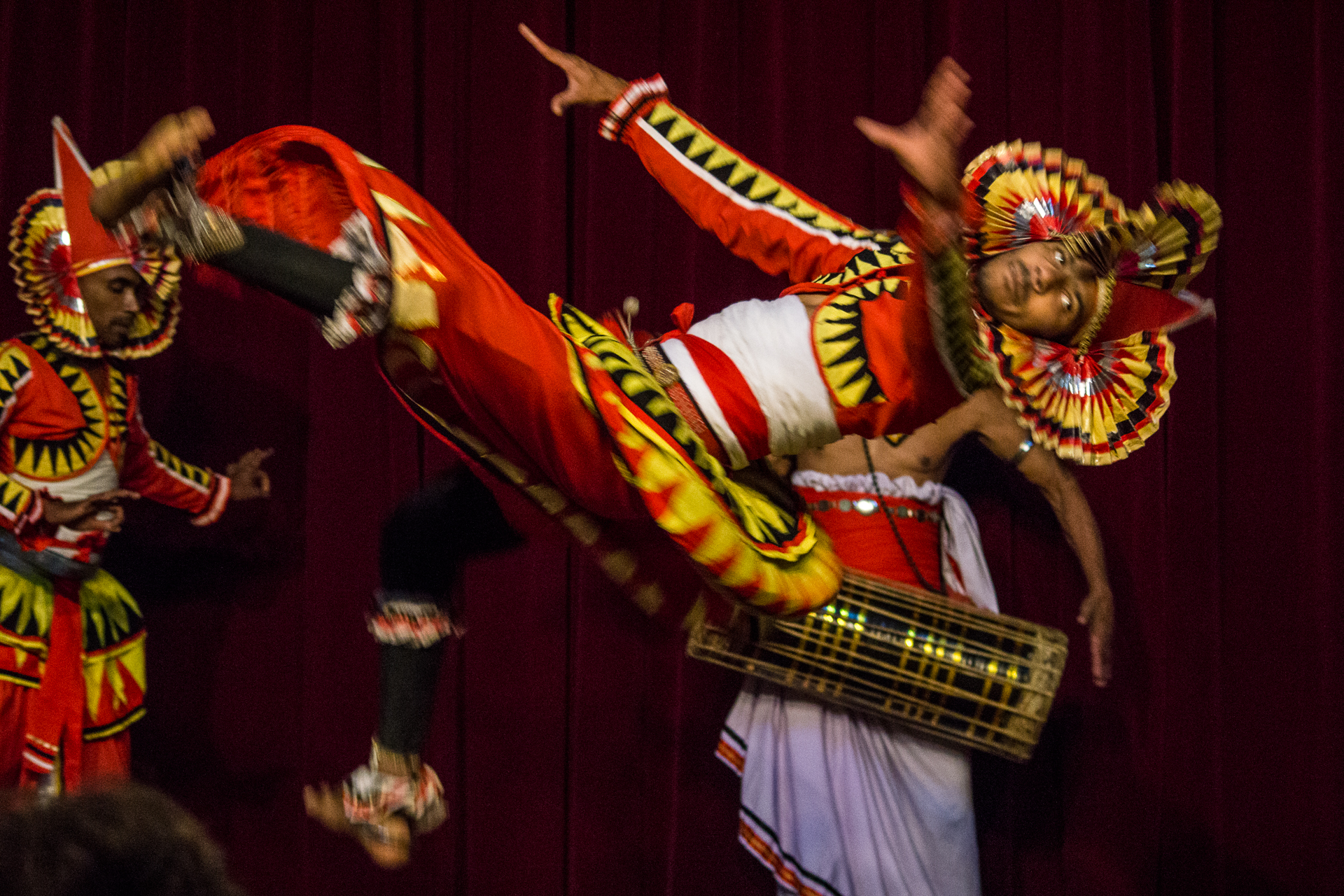
Bailarín acróbata de Sri Lanka

La más conocida es la región cultural de las tierras altas centrales, alrededor de Kandy. Los estilos de danza y tambor de las tierras altas (preferentemente con el tambor de barril gata bera y el gran tambor cilíndrico dawula) se propagan y escenifican como estilos nacionales cingaleses porque el Reino de Kandy no fue sustituido por el dominio británico hasta 1815, más tarde que las regiones costeras, y por eso la cultura musical local se considera la más tradicional. Aunque antaño los estilos de danza y música sólo eran practicados en ocasiones rituales por miembros masculinos de las castas sociales más bajas, hoy forman parte del repertorio en actos de entretenimiento y son interpretados por ambos sexos y todas las clases sociales. La segunda región cultural son las tierras bajas del sur, con el suroeste y la costa meridional, donde un tambor cilíndrico largo y delgado (yak bera) acompaña a las danzas en actos rituales dirigidos a deidades protectoras (deva tovil) y en ceremonias de posesión privada. La tercera región cultural se sitúa entre ambas y coincide con la provincia de Sabaragamuwa (donde se prefiere el tambor cilíndrico dawula).

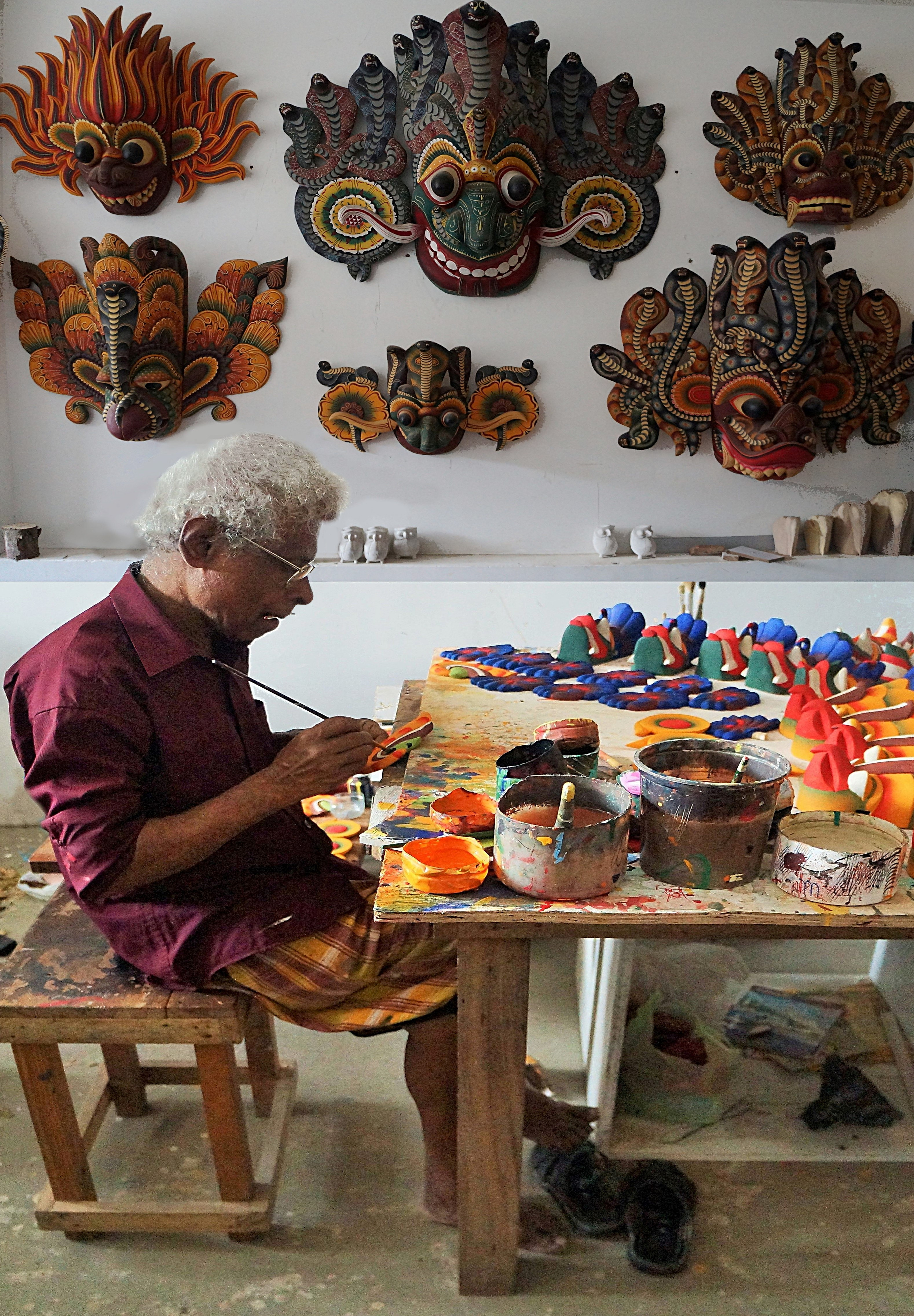
Máscaras tradicionales de Sri Lanka

Los rituales budistas incluyen la recitación cantada de textos religiosos por los monjes y procesiones en los templos (perahera), especialmente la procesión anual Esala Perahera alrededor del Sri Dalada Maligawa ("Templo del Diente") en Kandy. Un grupo de cantantes de alabanzas (kavikara maduva), que alaban a Buda en himnos (prashasti), y grandes conjuntos de tambores actúan. Tres veces al día, un conjunto separado del templo (hevisi) suele interpretar una ceremonia musical de ofrenda con el tambor cilíndrico dawula, que siempre sirve como tambor ceremonial, un par de tambores de caldera tamattama y un pequeño oboe cónico horanewa, a veces complementados con platillos de mano (talampata). En ocasiones especiales, se toca al principio un cuerno de caracol.
El antiguo teatro ritual de máscaras Kolam, en la costa suroeste, se representa ahora como entretenimiento en algunos días festivos. Todos los papeles los interpretan sólo hombres y, aparte de los recitados, todas las escenas van acompañadas de tambores de cilindro (yak bera). Otros teatros populares tradicionales de los cingaleses son el teatro de danza y máscaras Sokari, en las tierras altas, que tiene su origen en los ritos de fertilidad, y el Nadagam, que se popularizó en la segunda mitad del siglo XIX y se remonta al antiguo teatro popular tamil Nattukuttu, hoy desaparecido.
La música hindú de los templos tamiles incluye el tambor de barril tavil, conocido en el sur de la India, y el instrumento largo de doble lengüeta nadaswaram. Para otros rituales, como los cortejos fúnebres, la casta profesional tamil baja de los paraiyar toca el dudoso tambor de cilindro parai y el par de tambores de tetera tampattam. Los musulmanes cultivan la recitación del Corán y formas de música sufí. La población de habla tamil del norte y la costa este tiene sus propias formas de teatro folclórico, como vada modi, ten modi y koothu. La minoría malaya, que conversa en una combinación de malayo, cingalés y tamil, tiene una tradición de baladas de transmisión oral, principalmente del género pantun. Además, los malayos también tienen canciones religiosas para rendir culto a Mahoma.

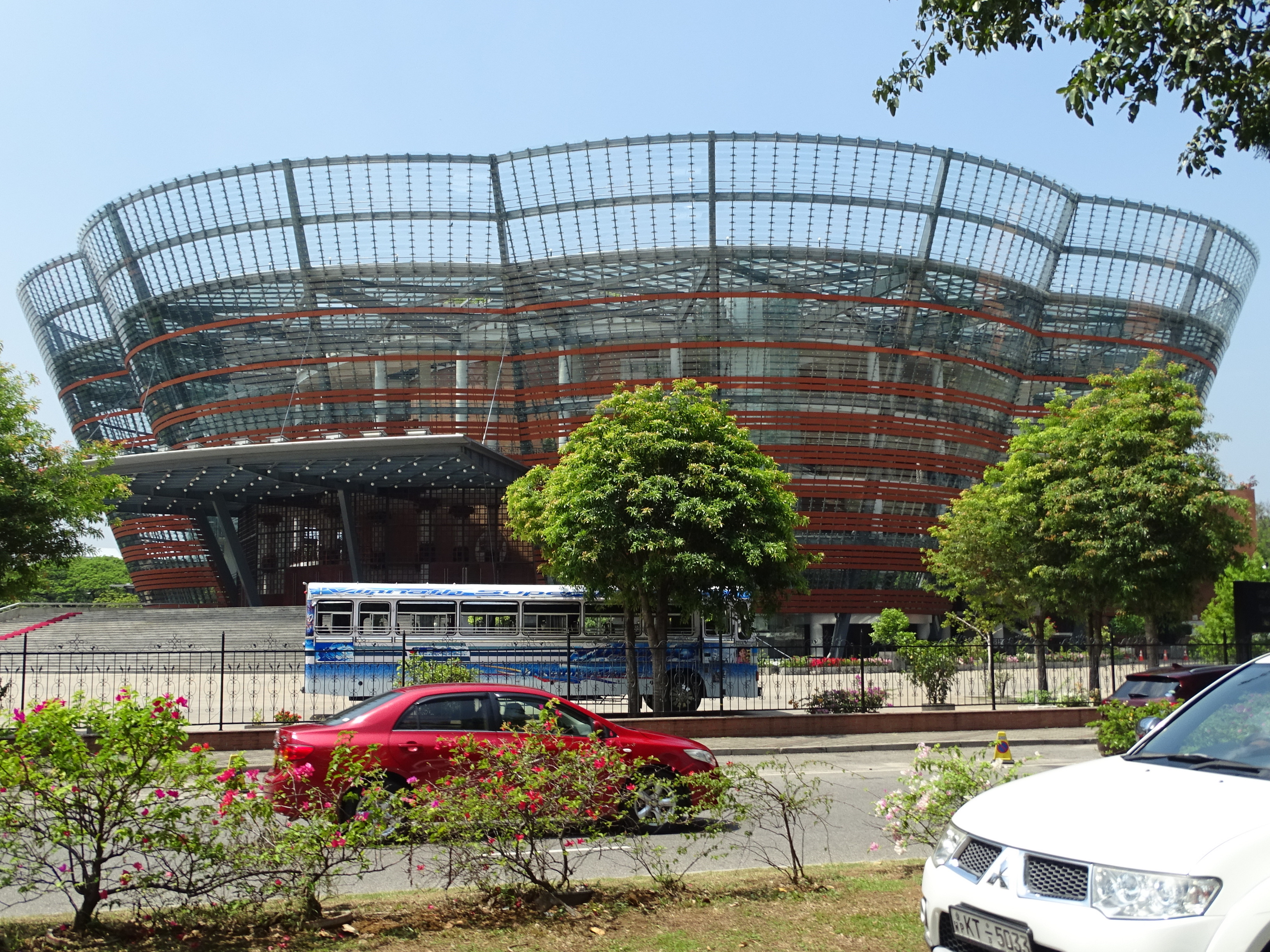
Teatro de artes escénicas Nelum Pokuna

Además de las obras de teatro de máscaras Sokari y Kolam, representadas en escenarios abiertos en los pueblos, y del espectáculo de danza Nadagam, a principios del siglo XX se desarrolló en Colombo el teatro musical popular Nurti, que actuaba en salas de teatro ante un público de pago. El Nurti estaba influido por los teatros musicales ambulantes de los parsis y se basaba en escenarios, trajes y música opulentamente decorados. Se representaban cuentos históricos, míticos y religiosos. El estilo Nurti predominó en las ciudades hasta la década de 1930, cuando fue sustituido por la música de cine india.
La baila es un estilo de música de baile que sigue siendo popular hoy en día y se remonta a la influencia de los portugueses y los esclavos negros africanos que secuestraron. Los portugueses introdujeron la guitarra, que, junto con las palmas, formaba el sencillo acompañamiento de las antiguas canciones acústicas de baila. Los conjuntos de baila modernos utilizan guitarras eléctricas, sintetizadores y tambores para acompañar las canciones sensibleras habituales en bodas y otras fiestas. Normalmente, un conjunto de baila con instrumentos eléctricos utiliza también guitarra, banjo o mandolina, violín, el tambor de marco rabana y un par de congas.
A partir de los años 60, el pop cingalés se desarrolló a partir de una mezcla de música de películas indias, música pop occidental y reggae. Se compone de un cantante, una guitarra eléctrica, un sintetizador y una batería eléctrica. La música clásica ligera que se escucha en las ciudades (Sinhala sarala gi) orquesta melodías pegadizas con instrumentos conocidos de la música clásica india, como el violín, el sitar, el sarod, la flauta (bansuri) y la tabla.

## Deporte
Aunque el deporte nacional oficial de Sri Lanka es el voleibol, el críquet es, con diferencia, el deporte más popular y la selección nacional de críquet de Sri Lanka es una de las mejores del mundo. Aunque Sri Lanka obtuvo el estatus de equipo de críquet de prueba en 1982, no alcanzó la cima del críquet mundial hasta principios de la década de 1990, que culminó con la conquista de la Copa del Mundo en 1996 y de la Copa de Asia en 1997.

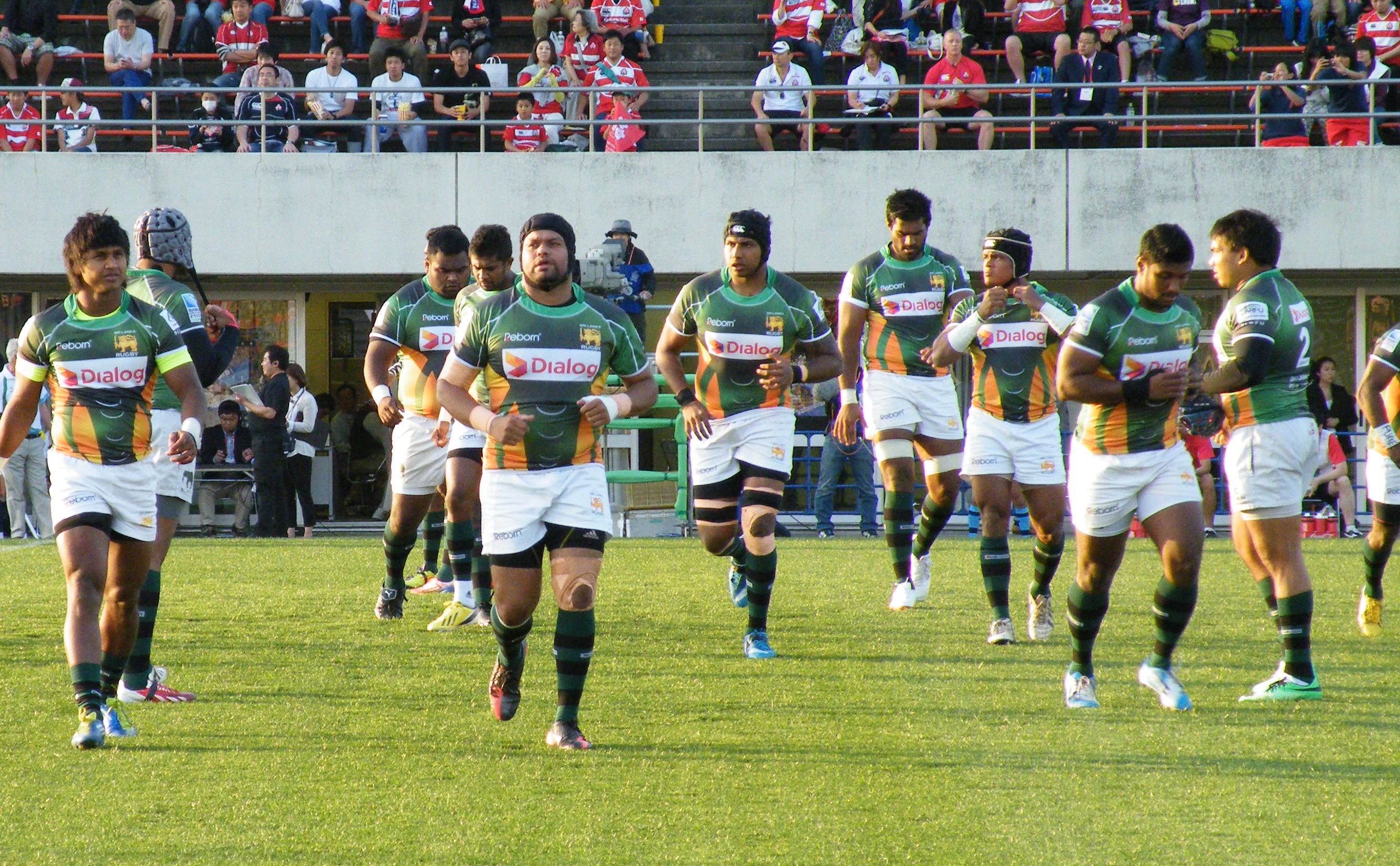
Selección nacional de rugby de Sri Lanka en 2014

Desde entonces, Sri Lanka ha competido regularmente por la corona de los mejores del mundo. Compartió el Trofeo de Campeones del ICC con la India en 2002, quedó subcampeona tanto en 2007 (contra Australia) como en 2011 (contra la India, así como en las Copas Mundiales T20 Masculinas del ICC de 2009 y 2012. Sri Lanka también ganó el Mundial Twenty20 del ICC en Bangladés en 2014 tras vencer a la India en la final. La selección nacional también ganó las Copas de Asia de 1986, 1997, 2004, 2008 y 2014. Sri Lanka fue coanfitriona de las Copas del Mundo de 1996 y 2011 y del Mundial Twenty20 del ICC de 2014. La Copa de Asia también se ha celebrado en Sri Lanka en varias ocasiones. En noviembre de 2021, Sri Lanka fue designada para organizar conjuntamente con la India la Copa del Mundo T20 de 2026.
Otros deportes populares son el rugby, los deportes acuáticos, el atletismo, el fútbol, el baloncesto y el tenis. Las escuelas y universidades de Sri Lanka organizan regularmente competiciones a escala regional o nacional. Sin embargo, la selección nacional masculina de fútbol de Sri Lanka no ha participado en ningún Campeonato de Asia ni en ningún Mundial de ese deporte.

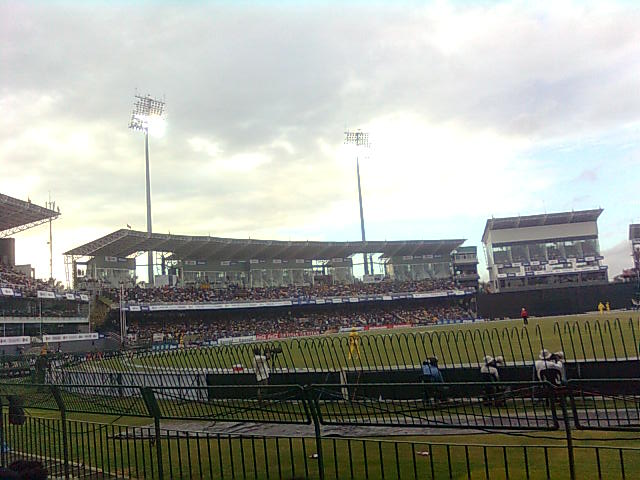
El estadio R. Premadasa durante un partido de Críquet

La selección nacional de rugby de Sri Lanka está reconocida como la cuarta más fuerte de Asia, después de Japón, Hong Kong (China) y Corea del Sur, pero aún no se ha clasificado para una Copa Mundial de Rugby. Sri Lanka participa en el Campeonato Asiático de Rugby, donde compite contra otras selecciones nacionales prometedoras. Con cerca de 103.000 jugadores de rugby registrados, Sri Lanka es la segunda nación de rugby de Asia, después de Japón.
Sri Lanka cuenta con un gran número de estadios deportivos: los más conocidos son el Sinhalese Sports Club Ground y el estadio R. Premadasa, en Colombo, así como el Rangiri Dambulla International Stadium, en Dambulla, y el Galle International Stadium, en Galle.
Debido a las numerosas playas, la navegación, el surf, la natación y el submarinismo son también deportes populares y atraen a un gran número de turistas extranjeros.
Special Olympics Sri Lanka se fundó en 2004 y ha participado varias veces en los Juegos Mundiales de Olimpiadas Especiales. La asociación ha anunciado su participación en los Juegos Mundiales de Verano de Olimpiadas Especiales 2023 en Berlín. La delegación será acogida por Langenfeld (Renania) y Monheim am Rhein (Renania del Norte-Westfalia) antes de los Juegos como parte del Programa de Ciudades Anfitrionas.